# Serie C 2021-2022
La Serie C 2021-2022 è stata l'8ª edizione del campionato italiano di calcio organizzato dalla Lega Italiana Calcio Professionistico in una divisione unica e, complessivamente, la 63ª edizione del campionato di Serie C. Si è concluso con la promozione di Südtirol, Modena, Bari e, dopo i play-off, del Palermo.

## Stagione
Rimane confermato il format a 60 squadre suddivise in tre gironi da 20 squadre, da quest’anno ripartite in maniera più strettamente latitudinale. Successivamente le squadre sono state ridotte a 59 a causa dell'esclusione dal campionato del Catania. Il calendario è stato sorteggiato il 9 agosto 2021.
Il torneo è iniziato sabato 28 agosto 2021 con gli anticipi della prima giornata a cui sono seguite le altre partite in programma domenica 29 e lunedì 30. Confermati gli orari e le date di gioco utilizzati nella precedente stagione: tre anticipi al sabato, uno per girone, partite la domenica alle ore 15:00 e alle ore 17:30 e un posticipo il lunedì sera alle 21:00.
Fra le 60 aventi diritto si sono registrate le esclusioni di Carpi, Casertana, Novara (alla sua prima esclusione della storia) e Sambenedettese, nonché la rinuncia all'iscrizione del Gozzano (promosso dalla Serie D). Inoltre il Cosenza, retrocesso dalla Serie B, è stato riammesso nel campionato cadetto in seguito all’esclusione del Chievo. Di conseguenza, sono state riammesse le retrocesse Lucchese e Pistoiese, mentre dalla Serie D è stato promosso l'AZ Picerno in sostituzione del Gozzano e sono state ripescate dai dilettanti Latina, Siena e Fidelis Andria. Le altre novità del campionato sono le retrocesse dalla Serie B Reggiana, Pescara e Virtus Entella e le restanti otto promosse dalla Serie D Seregno, Trento, Fiorenzuola, Montevarchi, Campobasso, Monterosi Tuscia, Taranto e Messina. Degni di nota i ritorni in terza serie del Seregno, dopo 39 anni d'assenza e di Trento e Fiorenzuola, dopo 20 anni, nonché l'esordio assoluto in un campionato professionistico del Monterosi Tuscia. Il Matelica, ottavo classificato nel girone B nella precedente stagione, si è unito con l'U.S. Anconitana, terzo classificato nel campionato d'Eccellenza Marche, dando vita così all'Ancona-Matelica. 
In questa stagione la regione più rappresentata è la Lombardia con dieci squadre (AlbinoLeffe, Feralpisalò, Giana Erminio, Lecco, Mantova, Pergolettese, Pro Patria, Pro Sesto, Renate e Seregno); con sette squadre la Toscana (Carrarese, Grosseto, Lucchese, Montevarchi, Pistoiese, Pontedera e Siena); con sei squadre l'Emilia-Romagna (Cesena, Fiorenzuola, Imolese, Modena, Piacenza e Reggiana) e la Puglia (Bari, Fidelis Andria, Foggia, Monopoli, Taranto e Virtus Francavilla); con quattro squadre la Campania (Avellino, Juve Stabia, Paganese e Turris); con tre squadre il Veneto (Padova, Virtus Verona e Legnago), le Marche (Ancona Matelica, Fermana e Vis Pesaro), la Sicilia (Catania, Messina e Palermo) e il Lazio (Latina, Monterosi e Viterbese); con due squadre il Piemonte (Juventus U23 e Pro Vercelli), la Calabria (Catanzaro e Vibonese), l’Abruzzo (Teramo e Pescara), la Basilicata (AZ Picerno e Potenza) e il Trentino-Alto Adige (Trento e Südtirol). Con una squadra il Friuli-Venezia Giulia (Triestina), la Liguria (Virtus Entella), l’Umbria (Gubbio), il Molise (Campobasso) e la Sardegna (Olbia). L’unica regione con nessuna squadra rappresentante è la Valle d'Aosta.
Va segnalata l'introduzione del VAR per le partite delle semifinali e delle finali dei play-off.

### Regolamento
Tenuto conto del minor numero di squadre partecipanti al Campionato di Serie C a causa della revoca dell’affiliazione della società Calcio Catania S.p.A. e della diversa composizione numerica dei gironi (Girone “A” a 20 squadre, Girone “B” a 20 squadre, Girone “C” a 19 squadre) per garantire omogeneità si utilizzerà, per le squadre del Girone “C”, un coefficiente moltiplicatore pari a 1,05555556, ottenuto dal rapporto tra il numero totale delle gare di regular season giocate nei gironi “A” e “B” (38) ed il numero totale di quelle giocate nel girone “C” (36).

#### Promozioni
Come nelle precedenti stagioni, le squadre classificate al primo posto dei tre rispettivi gironi sono promosse direttamente in Serie B. Ad esse si aggiunge la vincente dei play-off.

#### Play-off
I Play-Off verranno disputati dalle 28 squadre che, a conclusione della regular season, si sono classificate dal secondo al decimo posto dei tre gironi e dalla squadra che risulta vincitrice della Coppa Italia Serie C.
1) Nell’ipotesi in cui per la vincitrice di Coppa Italia Serie C si verifichi una delle condizioni sotto elencate:
a) si sia classificata al primo posto nel girone di competenza;
b) si sia classificata al secondo posto nel girone di competenza;
c) si sia classificata al terzo posto nel girone di competenza;
d) si sia classificata nel girone di competenza in posizione che comporti la retrocessione diretta in categoria inferiore;
e) si sia classificata in posizione che comporti l’accesso ai Play-Out;
f) rinunci alla disputa dei Play-Off;
nella posizione di griglia nei Play-Off (prevista per la vincitrice della Coppa) subentrerà l’altra squadra finalista di Coppa Italia Serie C. In quest’ultimo caso, qualora ricorrano anche per la finalista perdente la Coppa Italia Serie C le suindicate ipotesi di preclusione ovvero in caso di rinuncia di quest’ultima, la posizione di griglia nei Play-Off (prevista per la 
vincitrice della Coppa) sarà assegnata alla squadra quarta classificata nel girone di competenza della vincitrice di Coppa Italia Serie C, con scorrimento della classifica delle altre squadre successivamente posizionate fino all’ammissione, in via del tutto eccezionale, della squadra classificatasi all’undicesimo posto durante la regular season.
2) Nell’ulteriore ipotesi in cui la vincitrice di Coppa Italia Serie C o la società che le subentra nella posizione in griglia si sia classificata dal quarto al decimo posto durante la regular season, avrà accesso ai Play-Off, in via del tutto eccezionale, la squadra classificatasi all’undicesimo posto nel girone di competenza durante la regular season, con scorrimento della classifica delle altre squadre.
Lo svolgimento delle gare di Play-Off si articolerà attraverso tre distinte fasi, con condizioni di accesso 
determinate come segue:
1. Fase Play-Off del Girone;
2. Fase Play-Off Nazionale;
3. Final Four.

#### Fase play-off del girone
Alla Prima Fase Play-Off del Girone accedono le 21 squadre classificate dal quarto al decimo posto di ciascun girone. Essa si svolgerà attraverso la disputa di un turno a gara unica ospitata dalla squadra meglio classificata al termine della regular season.
Primo turno play-off del girone
Le 18 squadre classificate dal quinto al decimo posto di ciascun girone si affrontano, in gara unica, secondo la seguente previsione:
a) la squadra quinta classificata affronterà la squadra decima classificata del medesimo girone;
b) la squadra sesta classificata affronterà la squadra nona classificata del medesimo girone;
c) la squadra settima classificata affronterà la squadra ottava classificata del medesimo girone;
Le squadre vincenti avranno accesso al secondo turno. In caso di parità al termine dei 90’ regolamentari, avrà accesso al Secondo Turno Play-Off del girone la squadra 
meglio classificata al termine della regular season. Nell’ipotesi in cui la vincitrice di Coppa Italia Serie C si sia classificata al 5° o al 6°, o al 7° o all’ 8° o 9° o 10° 
posto, avrà accesso ai Play-Off del Girone – in via del tutto eccezionale – la squadra classificatasi all’11º posto del girone di competenza, con scorrimento della classifica delle altre squadre.
Secondo turno play-off del girone
Nel Secondo Turno di Play-Off del Girone, alle 3 squadre vincitrici degli incontri del Primo Turno, si aggiunge la squadra classificata al quarto posto di ciascun girone di regular season.
Le 4 partecipanti sono ordinate nel rispetto del piazzamento in classifica ottenuto al termine della regular season, determinandosi gli accoppiamenti secondo i seguenti criteri:
a) la migliore classificata affronta, in casa e in gara unica, la peggiore classificata;
b) le altre due si affrontano in gara unica sul campo della migliore classificata.
Nell’ipotesi in cui la vincitrice di Coppa Italia Serie C si sia classificata al 4º posto durante la regular season, avrà accesso ai Play-Off del Girone – in via del tutto eccezionale – la squadra classificatasi all’11º posto del girone di competenza con scorrimento della classifica delle altre squadre. Le squadre vincenti avranno accesso alla Fase Play-Off Nazionale.In caso di parità al termine dei 90’ regolamentari, avrà accesso alla Fase Play-Off Nazionale la squadra meglio classificata al termine della regular season.

#### Fase play-off nazionale
Alla fase play-off nazionale partecipano 13 squadre che si confronteranno in un doppio turno.
Primo turno play-off nazionali
Al Primo Turno Play-Off Nazionale partecipano 10 squadre, così determinate:
a) le 6 squadre che risultano vincenti degli incontri della fase Play-Off dei Gironi;
b) le 3 squadre terze classificate di ogni girone al termine della regular season;
c) la squadra vincitrice della Coppa Italia Serie C (o la subentrata).
Il Primo Turno della Fase Play-Off Nazionale si articolerà attraverso 5 incontri in gare di andata e ritorno secondo accoppiamenti tra le 10 squadre qualificate: che prevederanno come “teste di serie” le 5 squadre di seguito indicate:
a) le 3 squadre classificate al terzo posto di ciascun girone nella regular season;
b) la squadra vincitrice della Coppa Italia Serie C (o la subentrata);
c) la squadra che, tra le 6 vincitrici dei Play-Off del Girone, risulterà meglio classificata.
Le altre 5 squadre saranno accoppiate alle 5 “teste di serie” mediante sorteggio. Le squadre “teste di serie” disputeranno la gara di ritorno in casa. Le squadre che al termine degli incontri di andata e ritorno avranno ottenuto il maggior punteggio avranno accesso al Secondo Turno della Fase Play-Off Nazionale. In caso di parità di punteggio, dopo la gara di ritorno, avranno accesso al Secondo Turno della Fase Play-Off Nazionale le squadre che avranno conseguito una migliore differenza reti nelle due gare. In caso di ulteriore parità al termine delle due gare – andata e ritorno – avrà accesso al Secondo Turno della Fase Play-Off Nazionale la squadra “testa di serie”.
Secondo turno play-off nazionali
Al Secondo Turno della Fase dei Play-Off Nazionale partecipano le 5 squadre risultate vincitrici delle gare del Primo Turno e le 3 squadre classificate al secondo posto di ciascun girone al termine della regular season.
Le gare del Secondo Turno della Fase Play-Off Nazionale si articoleranno attraverso 4 incontri in gare di andata e ritorno, secondo accoppiamenti tra le 8 squadre qualificate che prevederanno, come “teste di serie”, le 4 squadre
di seguito indicate:
a) le 3 squadre classificate al secondo posto di ciascun girone nella regular season;
b) la squadra che, tra le vincitrici del primo turno di Play-Off Nazionale, risulterà meglio classificata.
Le altre 4 squadre saranno accoppiate alle 4 “teste di serie” mediante sorteggio. Le squadre “teste di serie” disputeranno la gara di ritorno in casa. Le squadre che al termine degli incontri di andata e ritorno avranno ottenuto il maggior punteggio avranno accesso alla Fase della Final Four. In caso di parità di punteggio, dopo la gara di ritorno, avranno accesso alla Fase della Final Four le squadre che avranno conseguito una migliore differenza reti nelle due gare. In caso di ulteriore parità al termine delle due gare – andata e ritorno – avrà accesso alla Fase della Final Four la squadra “testa di serie”.

#### Final Four
Alla fase cosiddetta “Final Four” partecipano le 4 squadre vincenti degli incontri di cui al Secondo Turno Play-Off Nazionale, inserite in un tabellone mediante sorteggio senza condizionamento di accoppiamento e successione
degli incontri.
Più in particolare si svolgeranno due successivi livelli di qualificazione come di seguito:
a) i confronti valevoli quali “Semifinali” saranno disputati in gare di andata e ritorno secondo accoppiamenti determinati da sorteggio integrale. Le squadre che al termine degli incontri di andata e ritorno avranno ottenuto il maggior punteggio avranno accesso alla “Finale”. In caso di parità di punteggio, dopo la gara di ritorno, avranno accesso alla “Finale” le squadre che avranno conseguito una migliore differenza reti nelle due gare. In caso di ulteriore parità al termine delle due gare, saranno disputati due tempi supplementari di 15’ e, perdurando tale situazione, saranno eseguiti i calci di rigore;
b) la “Finale” sarà disputata in gare di andata e ritorno. A conclusione delle due gare, in caso di parità di punteggio, dopo le gare di ritorno, per determinare la squadra vincente si terrà conto della differenza reti; in caso di ulteriore parità saranno disputati due tempi supplementari di 15’ e, perdurando tale situazione, saranno eseguiti i calci di rigore.
La squadra vincente la “Finale” acquisirà il titolo per l’ammissione al Campionato di Serie B 2022-2023.

#### Retrocessioni
Tenuto conto del minor numero di squadre partecipanti al Campionato Serie C a causa della revoca dell’affiliazione della società Calcio Catania S.p.A. e della diversa composizione numerica dei gironi (Girone “A” a 20 squadre, Girone “B” a 20 squadre, Girone “C” a 19 squadre), le retrocessioni al Campionato di Serie D sono ridotte da nove a otto. Le squadre classificate all’ultimo posto dei gironi “A” e “B” al termine della regular season del Campionato Serie C sono retrocesse direttamente al Campionato di Serie D. Le ulteriori sei retrocessioni saranno regolate, attraverso la disputa dei Play-Out, secondo la seguente formula

#### Play-out gironi A e B
La disputa dei Play-Out per i Gironi “A” e “B” avviene tra le squadre classificatesi al penultimo, terzultimo, quartultimo e quintultimo posto di ogni girone, secondo la seguente formula:
a) la squadra quintultima classificata disputa una gara di andata ed una gara di ritorno con la squadra penultima classificata; la gara di andata viene disputata sul campo della squadra penultima classificata;
b) la squadra quartultima classificata disputa una gara di andata ed una gara di ritorno con la squadra terzultima classificata; la gara di andata viene disputata sul campo della squadra terzultima classificata;
c) a conclusione delle due gare di cui ai punti a) e b), in caso di parità di punteggio, dopo le gare di ritorno, per determinare la squadra vincente si tiene conto della differenza reti; in caso di ulteriore parità viene considerata vincente la squadra in migliore posizione di classifica al termine della regular season del Campionato Serie C.
Le squadre che risultano perdenti nelle gare di cui ai punti a) e b), verranno classificate, rispettando l’ordine acquisito nella graduatoria al termine della regular season del Campionato Serie C al terzultimo e penultimo posto e, conseguentemente, retrocederanno al Campionato di Serie D 2022-2023.
Gli incontri di play-out non si disputano se fra le due squadre ipoteticamente coinvolte il distacco in classifica è superiore agli 8 punti. In questo caso la squadra peggio classificata retrocede direttamente in Serie D.

#### Play-out girone C
La disputa dei Play out per il Girone “C” avviene tra le squadre classificatesi all’ultimo, penultimo, terzultimo e quartultimo posto del girone, secondo la seguente formula:
a) la squadra quartultima classificata disputa una gara di andata ed una gara di ritorno con la squadra ultima classificata; la gara di andata viene disputata sul campo della squadra ultima classificata;
b) la squadra terzultima classificata disputa una gara di andata ed una gara di ritorno con la squadra penultima classificata; la gara di andata viene disputata sul campo della squadra penultima classificata;
c) a conclusione delle due gare di cui ai punti a) e b), in caso di parità di punteggio, dopo le gare di ritorno, per determinare la squadra vincente si tiene conto della differenza reti; in caso di ulteriore parità viene considerata vincente la squadra in migliore posizione di classifica al termine della regular season del Campionato Serie C.
Le squadre che risultano perdenti nelle gare di cui ai punti a) e b), verranno classificate, rispettando l’ordine acquisito nella graduatoria al termine della regular season del Campionato Serie C al penultimo e ultimo posto e, conseguentemente, retrocederanno al Campionato di Serie D 2022-2023.
Gli incontri di play-out non si disputano se fra le due squadre ipoteticamente coinvolte il distacco in classifica è superiore agli 8 punti. In questo caso la squadra peggio classificata retrocede direttamente in Serie D.

## Girone A

### Avvenimenti
Il favorito Padova, dopo la doppia beffa dell'anno precedente (secondo posto a pari punti col Perugia, poi promosso per la miglior differenza reti negli scontri diretti, e poi sconfitto in finale play-off dall'Alessandria), viene superato anche quest'anno da un'altra squadra, cioè il sorprendente Südtirol di Ivan Javorčić, con la quale si è sfidata in un lungo duello chiuso solo all'ultima giornata; gli altoatesini, alla loro prima storica promozione in Serie B, hanno fatto della difesa il loro punto forte, avendo subito soltanto 9 gol nell'arco della stagione. Al contrario, i patavini vengono beffati di nuovo: riescono a raggiungere di nuovo la finale play-off, ma vengono sconfitti dal Palermo.
Retrocede direttamente, dopo due stagioni, il Legnago, mentre ai play-out soccombono la Giana Erminio, ormai presenza fissa in Serie C dalla stagione della riunificazione contro il neopromosso Trento, e il Seregno, sconfitto dalla Pro Sesto.

### Squadre partecipanti
| Club          | Stagione | Città                             | Stadio | Stagione precedente             |
| ------------- | -------- | --------------------------------- | --- | ------------------------------- |
| AlbinoLeffe   | dettagli | Albino (BG) e Leffe (BG)          | Stadio comunale Città di Gorgonzola (Gorgonzola) (Fino alla 19ª giornata) AlbinoLeffe Stadium (Dalla 20ª giornata) | 7º posto in Serie C/A           |
| Feralpisalò   | dettagli | Salò (BS) e Lonato del Garda (BS) | Stadio Lino Turina                                                                                                 | 5º posto in Serie C/B           |
| Fiorenzuola   | dettagli | Fiorenzuola d'Arda (PC)           | Stadio comunale di Fiorenzuola d'Arda                                                                              | 1º posto in Serie D/D, promosso |
| Giana Erminio | dettagli | Gorgonzola (MI)                   | Stadio comunale Città di Gorgonzola                                                                                | 14º posto in Serie C/A          |
| Juventus U23  | dettagli | Torino                            | Stadio Giuseppe Moccagatta (Alessandria)                                                                           | 10º posto in Serie C/A          |
| Lecco         | dettagli | Lecco                             | Stadio Mario Rigamonti-Mario Ceppi                                                                                 | 6º posto in Serie C/A           |
| Legnago       | dettagli | Legnago (VR)                      | Stadio Mario Sandrini                                                                                              | 16º posto in Serie C/B          |
| Mantova       | dettagli | Mantova                           | Stadio Danilo Martelli                                                                                             | 10º posto in Serie C/B          |
| Padova        | dettagli | Padova                            | Stadio Euganeo | 2º posto in Serie C/B           |
| Pergolettese  | dettagli | Crema (CR)                        | Stadio Giuseppe Voltini                                                                                            | 15º posto in Serie C/A          |
| Piacenza      | dettagli | Piacenza                          | Stadio Leonardo Garilli                                                                                            | 12º posto in Serie C/A          |
| Pro Patria    | dettagli | Busto Arsizio (VA)                | Stadio Carlo Speroni                                                                                               | 5º posto in Serie C/A           |
| Pro Sesto     | dettagli | Sesto San Giovanni (MI)           | Stadio Ernesto Breda                                                                                               | 17º posto in Serie C/A          |
| Pro Vercelli  | dettagli | Vercelli                          | Stadio Silvio Piola                                                                                                | 4º posto in Serie C/A           |
| Renate        | dettagli | Renate (MB)                       | Stadio Città di Meda (Meda)                                                                                        | 3º posto in Serie C/A           |
| Seregno       | dettagli | Seregno (MB)                      | Stadio Ferruccio                                                                                                   | 1º posto in Serie D/B, promosso |
| Südtirol      | dettagli | Bolzano                           | Stadio Druso | 3º posto in Serie C/B           |
| Trento        | dettagli | Trento                            | Stadio Briamasco                                                                                                   | 1º posto in Serie D/C, promosso |
| Triestina     | dettagli | Trieste                           | Stadio Nereo Rocco                                                                                                 | 6º posto in Serie C/B           |
| Virtus Verona | dettagli | Verona                            | Stadio Mario Gavagnin-Sinibaldo Nocini                                                                             | 11º posto in Serie C/B          |

### Allenatori e primatisti
| Squadra       | Allenatore | Giocatore più presente (tra parentesi il numero delle presenze) | Capocannoniere (tra parentesi il numero dei gol segnati) |
| ------------- | --- | --------------------------------------------------------------- | -------------------------------------------------------- |
| AlbinoLeffe   | Michele Marcolini | Giacomo Tomaselli (36)                                          | Jacopo Manconi (15)                                      |
| Feralpisalò   | Stefano Vecchi | Davide Balestrero (36)                                          | Simone Guerra, Luca Miracoli (12)                        |
| Fiorenzuola   | Luca Tabbiani | Nicholas Battaiola (36)                                         | Riccardo Palmieri (5)                                    |
| Giana Erminio | Oscar Brevi (1ª-13ª) Matteo Contini (14ª-38ª e play-out) | Alessandro Zanellati (38)                                       | Alessandro Corti (6)                                     |
| Juventus U23  | Lamberto Zauli | Nikola Sekulov (33)                                             | Andrea Brighenti, Mattia Compagnon (6)                   |
| Lecco         | Mauro Zironelli (1ª-15ª) Luciano De Paola (16ª-38ª e play-off) | Marco Pissardo, Patrizio Masini (37)                            | Simone Ganz (14)                                         |
| Legnago       | Giovanni Colella (1ª-20ª) Michele Serena (21ª-34ª) Giovanni Colella (35ª-38ª) | Abdul Yabre (36)                                                | Nikola Burić (7)                                         |
| Mantova       | Maurizio Lauro (1ª-18ª) Giuseppe Galderisi (19ª-36ª) Maurizio Lauro (37ª-38ª) | Filippo Guccione (36)                                           | Gaetano Monachello (11)                                  |
| Padova        | Massimo Pavanel (1ª-21ª) Raffaele Longo (22ª) Massimo Pavanel (23ª-28ª) Massimo Oddo (29ª-38ª e play-off)                                                                                | Cosimo Chiricò (37)                                             | Fabio Ceravolo, Cosimo Chiricò (11)                      |
| Pergolettese  | Stefano Lucchini (1ª-29ª) Giovanni Mussa (30ª-38ª e play-off) | Davide Bariti, Mattia Morello (37)                              | Kevin Varas (10)                                         |
| Piacenza      | Cristiano Scazzola | Juri Gonzi, Ćazim Suljić (36)                                   | Edgaras Dubickas, Alessandro Cesarini (10)               |
| Pro Patria    | Luca Prina (1ª-29ª) Massimo Sala (30ª-38ª e play-off) | Elia Caprile, Niccolò Pierozzi (36)                             | Alessandro Piu (9)                                       |
| Pro Sesto     | Antonio Filippini (1ª-4ª) Stefano Di Gioia (5ª) Simone Banchieri (6ª-20ª) Stefano Di Gioia (21ª-22ª) Simone Banchieri (23ª) Stefano Di Gioia (24ª-28ª) Ettore Pasca (29ª-38ª e play-out) | Tommaso Gattoni, Luca Scapuzzi (37)                             | Riccardo Capogna (7)                                     |
| Pro Vercelli  | Giuseppe Scienza (1ª-17ª) Franco Lerda (18ª-38ª e play-off) | Matteo Della Morte (37)                                         | Gianmario Comi (10)                                      |
| Renate        | Francesco Parravicini (1ª) Roberto Cevoli (2ª-38ª e play-off) | Marco Anghileri (37)                                            | Tommy Maistrello (16)                                    |
| Seregno       | Alberto Mariani (1ª-34ª) Maurizio Lanzaro (35ª-38ª e play-out) | Andrea Cocco (35)                                               | Andrea Cocco (11)                                        |
| Südtirol      | Ivan Javorčić | Giacomo Poluzzi (38)                                            | Daniele Casiraghi (11)                                   |
| Trento        | Carmine Parlato (1ª-34ª) Lorenzo D'Anna (35ª-38ª e play-out) | Luca Belcastro, Filippo Carini (36)                             | Riccardo Bocalon, Cristian Pasquato (6)                  |
| Triestina     | Cristian Bucchi | Francesco Rapisarda (37)                                        | Alessandro Ligi, Marcello Trotta (6)                     |
| Virtus Verona | Luigi Fresco | Stefano Cella, Lorenzo Lonardi (35)                             | Domenico Danti, Filippo Pittarello (6)                   |

### Classifica finale
|  | Pos. | Squadra           | Pt | G  | V  | N  | P  | GF | GS | DR  |
|  | ---- | ----------------- | -- | -- | -- | -- | -- | -- | -- | --- |
|  | 1.   | Südtirol          | 90 | 38 | 27 | 9  | 2  | 49 | 9  | +40 |
|  | 2.   | Padova            | 85 | 38 | 25 | 10 | 3  | 60 | 26 | +34 |
|  | 3.   | Feralpisalò       | 69 | 38 | 20 | 9  | 9  | 56 | 29 | +27 |
|  | 4.   | Renate            | 62 | 38 | 18 | 8  | 12 | 59 | 43 | +16 |
|  | 5.   | Triestina         | 55 | 38 | 15 | 10 | 13 | 41 | 41 | 0   |
|  | 6.   | Lecco             | 55 | 38 | 16 | 7  | 15 | 51 | 42 | +9  |
|  | 7.   | Pro Vercelli      | 55 | 38 | 14 | 13 | 11 | 41 | 40 | +1  |
|  | 8.   | Juventus U23      | 54 | 38 | 15 | 9  | 14 | 43 | 43 | 0   |
|  | 9.   | Piacenza          | 50 | 38 | 12 | 14 | 12 | 44 | 46 | -2  |
|  | 10.  | Pergolettese (-1) | 46 | 38 | 12 | 11 | 15 | 42 | 55 | -13 |
|  | 11.  | Pro Patria        | 45 | 38 | 10 | 15 | 13 | 38 | 45 | -7  |
|  | 12.  | AlbinoLeffe       | 45 | 38 | 10 | 15 | 13 | 42 | 43 | -1  |
|  | 13.  | Virtus Verona     | 45 | 38 | 9  | 18 | 11 | 35 | 38 | -3  |
|  | 14.  | Fiorenzuola       | 43 | 38 | 10 | 11 | 17 | 33 | 48 | -15 |
|  | 15.  | Mantova           | 42 | 38 | 9  | 15 | 14 | 37 | 42 | -5  |
|  | 16.  | Trento            | 42 | 38 | 9  | 15 | 14 | 31 | 36 | -5  |
|  | 17.  | Pro Sesto         | 38 | 38 | 8  | 14 | 16 | 33 | 46 | -13 |
|  | 18.  | Seregno           | 34 | 38 | 7  | 13 | 18 | 41 | 55 | -14 |
|  | 19.  | Giana Erminio     | 34 | 38 | 6  | 16 | 16 | 25 | 41 | -16 |
|  | 20.  | Legnago           | 30 | 38 | 7  | 9  | 22 | 32 | 65 | -33 |

      Promosso in Serie B 2022-2023.
      Ammessa direttamente ai play-off nazionali.
  Ammesso ai play-off o ai play-out.
      Retrocesso in Serie D 2022-2023.
Tre punti per la vittoria, uno per il pareggio, zero per la sconfitta.
In caso di arrivo di due o più squadre a pari punti, la graduatoria verrà stilata secondo la classifica avulsa tra le squadre interessate che prevede, in ordine, i seguenti criteri:
- Punti negli scontri diretti.
- Differenza reti negli scontri diretti.
- Differenza reti generale.
- Reti realizzate in generale.
- Sorteggio.

Note:
La Pergolettese ha scontato 1 punto di penalizzazione.

### Risultati

#### Tabellone
Ogni riga indica i risultati casalinghi della squadra segnata a inizio della riga, contro le squadre segnate colonna per colonna (che invece avranno giocato l'incontro in trasferta). Al contrario, leggendo la colonna di una squadra si avranno i risultati ottenuti dalla stessa in trasferta, contro le squadre segnate in ogni riga, che invece avranno giocato l'incontro in casa.
|               | ALB  | FER  | FIO  | GIA  | JUV  | LEC  | LEG  | MAN  | PAD  | PER  | PIA  | PRP  | PRS  | PRV  | REN  | SER  | SÜD  | TRE  | TRI  | VIR  |
| ------------- | ---- | ---- | ---- | ---- | ---- | ---- | ---- | ---- | ---- | ---- | ---- | ---- | ---- | ---- | ---- | ---- | ---- | ---- | ---- | ---- |
| AlbinoLeffe   | –––– | 0-1  | 0-0  | 1-2  | 2-2  | 2-1  | 1-2  | 1-0  | 1-2  | 1-1  | 2-3  | 1-1  | 1-1  | 1-1  | 2-3  | 0-1  | 1-1  | 1-3  | 1-1  | 0-0  |
| Feralpisalò   | 1-1  | –––– | 1-2  | 1-0  | 3-2  | 1-0  | 5-1  | 1-1  | 1-0  | 6-0  | 1-1  | 2-1  | 1-1  | 0-3  | 0-0  | 3-1  | 1-0  | 1-0  | 3-0  | 1-1  |
| Fiorenzuola   | 0-2  | 0-2  | –––– | 0-2  | 1-0  | 2-1  | 1-0  | 0-0  | 0-0  | 3-1  | 1-1  | 0-3  | 3-1  | 0-2  | 2-2  | 2-3  | 0-4  | 1-2  | 0-1  | 1-0  |
| Giana Erminio | 0-1  | 2-1  | 1-1  | –––– | 2-0  | 0-1  | 0-1  | 0-2  | 1-1  | 1-1  | 0-0  | 1-1  | 1-0  | 1-1  | 0-1  | 0-0  | 0-2  | 0-0  | 1-1  | 1-1  |
| Juventus U23  | 1-1  | 1-0  | 2-1  | 0-1  | –––– | 1-0  | 3-2  | 3-0  | 1-2  | 1-1  | 4-0  | 1-0  | 1-1  | 0-2  | 2-1  | 2-1  | 0-1  | 2-1  | 2-1  | 0-1  |
| Lecco         | 2-3  | 1-0  | 3-1  | 1-0  | 2-1  | –––– | 4-1  | 2-0  | 3-2  | 3-0  | 1-2  | 3-0  | 0-0  | 0-0  | 2-3  | 1-1  | 0-1  | 2-1  | 2-0  | 2-2  |
| Legnago       | 1-3  | 0-3  | 1-3  | 0-0  | 1-2  | 1-2  | –––– | 1-1  | 0-4  | 3-1  | 0-1  | 2-3  | 1-1  | 0-1  | 1-1  | 1-2  | 1-2  | 1-0  | 0-2  | 1-1  |
| Mantova       | 1-1  | 2-1  | 1-1  | 1-1  | 0-1  | 1-1  | 2-0  | –––– | 1-1  | 0-2  | 2-1  | 0-0  | 1-0  | 3-0  | 2-2  | 3-1  | 0-1  | 1-0  | 0-1  | 2-2  |
| Padova        | 2-0  | 1-0  | 2-1  | 1-0  | 2-0  | 2-1  | 1-1  | 1-0  | –––– | 2-1  | 3-1  | 2-1  | 2-1  | 1-0  | 2-0  | 1-1  | 0-0  | 2-1  | 2-0  | 1-2  |
| Pergolettese  | 1-0  | 1-1  | 0-1  | 2-0  | 1-2  | 1-0  | 1-1  | 1-1  | 0-1  | –––– | 2-2  | 1-0  | 2-1  | 4-0  | 1-0  | 3-3  | 0-2  | 0-0  | 0-1  | 2-2  |
| Piacenza      | 2-1  | 0-2  | 0-1  | 1-1  | 1-1  | 0-1  | 1-0  | 1-0  | 1-3  | 3-0  | –––– | 1-1  | 1-2  | 0-0  | 3-1  | 1-1  | 1-0  | 0-0  | 0-2  | 1-0  |
| Pro Patria    | 1-2  | 0-2  | 0-1  | 5-1  | 1-0  | 1-1  | 1-1  | 2-1  | 1-2  | 2-1  | 2-2  | –––– | 0-3  | 1-1  | 1-0  | 0-0  | 0-0  | 0-0  | 0-0  | 1-0  |
| Pro Sesto     | 0-0  | 0-1  | 0-0  | 1-1  | 0-1  | 1-0  | 1-2  | 1-2  | 2-2  | 2-1  | 2-1  | 1-1  | –––– | 1-2  | 1-4  | 2-2  | 0-1  | 1-1  | 0-1  | 0-2  |
| Pro Vercelli  | 1-0  | 0-2  | 2-1  | 2-1  | 2-0  | 1-0  | 0-1  | 1-1  | 0-1  | 1-1  | 1-3  | 4-1  | 0-0  | –––– | 1-1  | 1-0  | 0-2  | 1-1  | 1-2  | 1-0  |
| Renate        | 0-2  | 1-0  | 0-0  | 3-1  | 2-0  | 2-3  | 4-0  | 3-1  | 0-3  | 1-2  | 0-3  | 4-1  | 3-0  | 2-2  | –––– | 1-0  | 0-1  | 4-0  | 2-1  | 3-1  |
| Seregno       | 1-3  | 1-3  | 0-0  | 2-0  | 2-2  | 1-4  | 2-1  | 1-1  | 1-2  | 5-0  | 2-2  | 0-2  | 0-1  | 1-2  | 0-1  | –––– | 1-2  | 0-0  | 0-1  | 1-3  |
| Südtirol      | 1-0  | 1-1  | 4-1  | 0-0  | 2-0  | 1-1  | 2-0  | 1-0  | 0-0  | 1-0  | 2-0  | 0-0  | 2-0  | 1-0  | 2-0  | 1-0  | –––– | 2-0  | 1-0  | 1-0  |
| Trento        | 0-0  | 1-2  | 1-0  | 1-0  | 1-1  | 3-0  | 0-1  | 2-2  | 2-2  | 1-2  | 1-0  | 3-0  | 0-0  | 0-0  | 0-2  | 0-1  | 0-1  | –––– | 2-1  | 1-1  |
| Triestina     | 2-3  | 1-1  | 1-0  | 2-1  | 0-0  | 2-0  | 2-0  | 2-1  | 0-2  | 1-2  | 2-2  | 1-1  | 2-3  | 4-2  | 0-2  | 0-0  | 0-2  | 1-1  | –––– | 2-1  |
| Virtus Verona | 0-0  | 1-0  | 2-1  | 1-1  | 1-1  | 1-0  | 1-1  | 1-0  | 0-0  | 0-2  | 1-1  | 0-2  | 0-1  | 2-2  | 0-0  | 3-2  | 1-1  | 0-1  | 0-0  | –––– |

### Calendario
| andata (1ª) | andata (1ª) | 1ª giornata               | ritorno (20ª) | ritorno (20ª) |
|             |             |                           |               |               |
| 28 ago.     | 1-2         | Feralpisalò-Fiorenzuola   | 2-0           | 21 dic.       |
| 29 ago.     | 1-0         | Giana Erminio-Pro Sesto   | 1-1           | 21 dic.       |
| 28 ago.     | 1-1         | Legnago-Mantova           | 0-2           | 21 dic.       |
| 29 ago.     | 1-2         | Pergolettese-Juventus U23 | 1-1           | 21 dic.       |
| 29 ago.     | 0-0         | Piacenza-Trento           | 0-1           | 21 dic.       |
| 29 ago.     | 1-2         | Pro Patria-AlbinoLeffe    | 1-1           | 21 dic.       |
| 29 ago.     | 1-0         | Pro Vercelli-Lecco        | 0-0           | 19 gen.       |
| 28 ago.     | 0-3         | Renate-Padova             | 0-2           | 21 dic.       |
| 28 ago.     | 1-0         | Südtirol-Virtus Verona    | 1-1           | 9 feb.        |
| 28 ago.     | 0-0         | Triestina-Seregno         | 1-0           | 21 dic.       |

| andata (2ª) | andata (2ª) | 2ª giornata            | ritorno (21ª) | ritorno (21ª) |
|             |             |                        |               |               |
| 4 set.      | 1-1         | AlbinoLeffe-Südtirol   | 0-1           | 1º feb.       |
| 4 set.      | 2-2         | Fiorenzuola-Renate     | 0-0           | 1º feb.       |
| 22 set.     | 2-1         | Juventus U23-Triestina | 0-0           | 1º feb.       |
| 4 set.      | 4-1         | Lecco-Legnago          | 2-1           | 1º feb.       |
| 4 set.      | 1-1         | Mantova-Giana Erminio  | 2-0           | 1º feb.       |
| 4 set.      | 2-1         | Padova-Pergolettese    | 1-0           | 1º feb.       |
| 4 set.      | 1-2         | Pro Sesto-Pro Vercelli | 0-0           | 1º feb.       |
| 4 set.      | 1-3         | Seregno-Feralpisalò    | 1-3           | 1º feb.       |
| 4 set.      | 3-0         | Trento-Pro Patria      | 0-0           | 1º feb.       |
| 22 set.     | 1-1         | Virtus Verona-Piacenza | 0-1           | 1º feb.       |

| andata (1ª) | andata (1ª) | 1ª giornata               | ritorno (20ª) | ritorno (20ª) |
|             |             |                           |               |               |
| 28 ago.     | 1-2         | Feralpisalò-Fiorenzuola   | 2-0           | 21 dic.       |
| 29 ago.     | 1-0         | Giana Erminio-Pro Sesto   | 1-1           | 21 dic.       |
| 28 ago.     | 1-1         | Legnago-Mantova           | 0-2           | 21 dic.       |
| 29 ago.     | 1-2         | Pergolettese-Juventus U23 | 1-1           | 21 dic.       |
| 29 ago.     | 0-0         | Piacenza-Trento           | 0-1           | 21 dic.       |
| 29 ago.     | 1-2         | Pro Patria-AlbinoLeffe    | 1-1           | 21 dic.       |
| 29 ago.     | 1-0         | Pro Vercelli-Lecco        | 0-0           | 19 gen.       |
| 28 ago.     | 0-3         | Renate-Padova             | 0-2           | 21 dic.       |
| 28 ago.     | 1-0         | Südtirol-Virtus Verona    | 1-1           | 9 feb.        |
| 28 ago.     | 0-0         | Triestina-Seregno         | 1-0           | 21 dic.       |

| andata (2ª) | andata (2ª) | 2ª giornata            | ritorno (21ª) | ritorno (21ª) |
|             |             |                        |               |               |
| 4 set.      | 1-1         | AlbinoLeffe-Südtirol   | 0-1           | 1º feb.       |
| 4 set.      | 2-2         | Fiorenzuola-Renate     | 0-0           | 1º feb.       |
| 22 set.     | 2-1         | Juventus U23-Triestina | 0-0           | 1º feb.       |
| 4 set.      | 4-1         | Lecco-Legnago          | 2-1           | 1º feb.       |
| 4 set.      | 1-1         | Mantova-Giana Erminio  | 2-0           | 1º feb.       |
| 4 set.      | 2-1         | Padova-Pergolettese    | 1-0           | 1º feb.       |
| 4 set.      | 1-2         | Pro Sesto-Pro Vercelli | 0-0           | 1º feb.       |
| 4 set.      | 1-3         | Seregno-Feralpisalò    | 1-3           | 1º feb.       |
| 4 set.      | 3-0         | Trento-Pro Patria      | 0-0           | 1º feb.       |
| 22 set.     | 1-1         | Virtus Verona-Piacenza | 0-1           | 1º feb.       |

| andata (3ª) | andata (3ª) | 3ª giornata             | ritorno (22ª) | ritorno (22ª) |
|             |             |                         |               |               |
| 12 set.     | 1-1         | Feralpisalò-Mantova     | 1-2           | 23 feb.       |
| 12 set.     | 0-2         | Fiorenzuola-AlbinoLeffe | 0-0           | 23 feb.       |
| 11 set.     | 0-1         | Giana Erminio-Lecco     | 0-1           | 23 feb.       |
| 11 set.     | 0-4         | Legnago-Padova          | 1-1           | 23 feb.       |
| 11 set.     | 2-1         | Pergolettese-Pro Sesto  | 1-2           | 23 feb.       |
| 12 set.     | 1-0         | Pro Patria-Juventus U23 | 0-1           | 23 feb.       |
| 12 set.     | 1-0         | Pro Vercelli-Seregno    | 2-1           | 23 feb.       |
| 12 set.     | 3-1         | Renate-Virtus Verona    | 0-0           | 23 feb.       |
| 12 set.     | 2-0         | Südtirol-Trento         | 1-0           | 23 feb.       |
| 13 set.     | 2-2         | Triestina-Piacenza      | 2-0           | 23 feb.       |

| andata (4ª) | andata (4ª) | 4ª giornata               | ritorno (23ª) | ritorno (23ª) |
|             |             |                           |               |               |
| 19 set.     | 1-0         | AlbinoLeffe-Mantova       | 1-1           | 23 gen.       |
| 19 set.     | 0-2         | Juventus U23-Pro Vercelli | 0-2           | 23 gen.       |
| 19 set.     | 1-0         | Lecco-Feralpisalò         | 0-1           | 23 gen.       |
| 19 set.     | 2-0         | Padova-Triestina          | 2-0           | 23 gen.       |
| 19 set.     | 1-1         | Piacenza-Pro Patria       | 2-2           | 23 gen.       |
| 18 set.     | 0-0         | Pro Sesto-Fiorenzuola     | 1-3           | 23 gen.       |
| 19 set.     | 0-1         | Seregno-Renate            | 0-1           | 23 gen.       |
| 19 set.     | 1-0         | Südtirol-Pergolettese     | 2-0           | 23 gen.       |
| 19 set.     | 1-0         | Trento-Giana Erminio      | 0-0           | 23 gen.       |
| 19 set.     | 1-1         | Virtus Verona-Legnago     | 1-1           | 23 gen.       |

| andata (3ª) | andata (3ª) | 3ª giornata             | ritorno (22ª) | ritorno (22ª) |
|             |             |                         |               |               |
| 12 set.     | 1-1         | Feralpisalò-Mantova     | 1-2           | 23 feb.       |
| 12 set.     | 0-2         | Fiorenzuola-AlbinoLeffe | 0-0           | 23 feb.       |
| 11 set.     | 0-1         | Giana Erminio-Lecco     | 0-1           | 23 feb.       |
| 11 set.     | 0-4         | Legnago-Padova          | 1-1           | 23 feb.       |
| 11 set.     | 2-1         | Pergolettese-Pro Sesto  | 1-2           | 23 feb.       |
| 12 set.     | 1-0         | Pro Patria-Juventus U23 | 0-1           | 23 feb.       |
| 12 set.     | 1-0         | Pro Vercelli-Seregno    | 2-1           | 23 feb.       |
| 12 set.     | 3-1         | Renate-Virtus Verona    | 0-0           | 23 feb.       |
| 12 set.     | 2-0         | Südtirol-Trento         | 1-0           | 23 feb.       |
| 13 set.     | 2-2         | Triestina-Piacenza      | 2-0           | 23 feb.       |

| andata (4ª) | andata (4ª) | 4ª giornata               | ritorno (23ª) | ritorno (23ª) |
|             |             |                           |               |               |
| 19 set.     | 1-0         | AlbinoLeffe-Mantova       | 1-1           | 23 gen.       |
| 19 set.     | 0-2         | Juventus U23-Pro Vercelli | 0-2           | 23 gen.       |
| 19 set.     | 1-0         | Lecco-Feralpisalò         | 0-1           | 23 gen.       |
| 19 set.     | 2-0         | Padova-Triestina          | 2-0           | 23 gen.       |
| 19 set.     | 1-1         | Piacenza-Pro Patria       | 2-2           | 23 gen.       |
| 18 set.     | 0-0         | Pro Sesto-Fiorenzuola     | 1-3           | 23 gen.       |
| 19 set.     | 0-1         | Seregno-Renate            | 0-1           | 23 gen.       |
| 19 set.     | 1-0         | Südtirol-Pergolettese     | 2-0           | 23 gen.       |
| 19 set.     | 1-0         | Trento-Giana Erminio      | 0-0           | 23 gen.       |
| 19 set.     | 1-1         | Virtus Verona-Legnago     | 1-1           | 23 gen.       |

| andata (5ª) | andata (5ª) | 5ª giornata                | ritorno (24ª) | ritorno (24ª) |
|             |             |                            |               |               |
| 26 set.     | 3-2         | Feralpisalò-Juventus U23   | 0-1           | 29 gen.       |
| 26 set.     | 2-3         | Fiorenzuola-Seregno        | 0-0           | 29 gen.       |
| 26 set.     | 0-1         | Giana Erminio-AlbinoLeffe  | 2-1           | 29 gen.       |
| 10 nov.     | 1-2         | Legnago-Südtirol           | 0-2           | 29 gen.       |
| 26 set.     | 2-1         | Mantova-Piacenza           | 0-1           | 29 gen.       |
| 26 set.     | 2-2         | Pergolettese-Virtus Verona | 2-0           | 29 gen.       |
| 26 set.     | 1-2         | Pro Patria-Padova          | 1-2           | 29 gen.       |
| 26 set.     | 1-1         | Pro Vercelli-Trento        | 0-0           | 29 gen.       |
| 26 set.     | 3-0         | Renate-Pro Sesto           | 4-1           | 29 gen.       |
| 26 set.     | 2-0         | Triestina-Lecco            | 0-2           | 29 gen.       |

| andata (6ª) | andata (6ª) | 6ª giornata                | ritorno (25ª) | ritorno (25ª) |
|             |             |                            |               |               |
| 29 set.     | 0-1         | AlbinoLeffe-Feralpisalò    | 1-1           | 5 feb.        |
| 29 set.     | 0-1         | Juventus U23-Giana Erminio | 0-2           | 5 feb.        |
| 29 set.     | 3-0         | Lecco-Pro Patria           | 1-1           | 5 feb.        |
| 29 set.     | 2-1         | Padova-Fiorenzuola         | 0-0           | 5 feb.        |
| 29 set.     | 1-0         | Piacenza-Legnago           | 1-0           | 5 feb.        |
| 29 set.     | 0-1         | Pro Sesto-Triestina        | 3-2           | 5 feb.        |
| 29 set.     | 5-0         | Seregno-Pergolettese       | 3-3           | 5 feb.        |
| 29 set.     | 2-0         | Südtirol-Renate            | 1-0           | 5 feb.        |
| 29 set.     | 2-2         | Trento-Mantova             | 0-1           | 5 feb.        |
| 29 set.     | 2-2         | Virtus Verona-Pro Vercelli | 0-1           | 5 feb.        |

| andata (5ª) | andata (5ª) | 5ª giornata                | ritorno (24ª) | ritorno (24ª) |
|             |             |                            |               |               |
| 26 set.     | 3-2         | Feralpisalò-Juventus U23   | 0-1           | 29 gen.       |
| 26 set.     | 2-3         | Fiorenzuola-Seregno        | 0-0           | 29 gen.       |
| 26 set.     | 0-1         | Giana Erminio-AlbinoLeffe  | 2-1           | 29 gen.       |
| 10 nov.     | 1-2         | Legnago-Südtirol           | 0-2           | 29 gen.       |
| 26 set.     | 2-1         | Mantova-Piacenza           | 0-1           | 29 gen.       |
| 26 set.     | 2-2         | Pergolettese-Virtus Verona | 2-0           | 29 gen.       |
| 26 set.     | 1-2         | Pro Patria-Padova          | 1-2           | 29 gen.       |
| 26 set.     | 1-1         | Pro Vercelli-Trento        | 0-0           | 29 gen.       |
| 26 set.     | 3-0         | Renate-Pro Sesto           | 4-1           | 29 gen.       |
| 26 set.     | 2-0         | Triestina-Lecco            | 0-2           | 29 gen.       |

| andata (6ª) | andata (6ª) | 6ª giornata                | ritorno (25ª) | ritorno (25ª) |
|             |             |                            |               |               |
| 29 set.     | 0-1         | AlbinoLeffe-Feralpisalò    | 1-1           | 5 feb.        |
| 29 set.     | 0-1         | Juventus U23-Giana Erminio | 0-2           | 5 feb.        |
| 29 set.     | 3-0         | Lecco-Pro Patria           | 1-1           | 5 feb.        |
| 29 set.     | 2-1         | Padova-Fiorenzuola         | 0-0           | 5 feb.        |
| 29 set.     | 1-0         | Piacenza-Legnago           | 1-0           | 5 feb.        |
| 29 set.     | 0-1         | Pro Sesto-Triestina        | 3-2           | 5 feb.        |
| 29 set.     | 5-0         | Seregno-Pergolettese       | 3-3           | 5 feb.        |
| 29 set.     | 2-0         | Südtirol-Renate            | 1-0           | 5 feb.        |
| 29 set.     | 2-2         | Trento-Mantova             | 0-1           | 5 feb.        |
| 29 set.     | 2-2         | Virtus Verona-Pro Vercelli | 0-1           | 5 feb.        |

| andata (7ª) | andata (7ª) | 7ª giornata              | ritorno (26ª) | ritorno (26ª) |
|             |             |                          |               |               |
| 3 ott.      | 1-1         | Feralpisalò-Pro Sesto    | 1-0           | 13 feb.       |
| 3 ott.      | 2-1         | Fiorenzuola-Lecco        | 1-3           | 13 feb.       |
| 3 ott.      | 0-1         | Giana Erminio-Legnago    | 0-0           | 13 feb.       |
| 3 ott.      | 0-1         | Mantova-Juventus U23     | 0-3           | 13 feb.       |
| 3 ott.      | 1-1         | Padova-Seregno           | 2-1           | 13 feb.       |
| 3 ott.      | 2-2         | Pergolettese-Piacenza    | 0-3           | 13 feb.       |
| 3 ott.      | 1-0         | Pro Patria-Virtus Verona | 2-0           | 13 feb.       |
| 3 ott.      | 0-2         | Pro Vercelli-Südtirol    | 0-1           | 13 feb.       |
| 3 ott.      | 4-0         | Renate-Trento            | 2-0           | 13 feb.       |
| 3 ott.      | 2-3         | Triestina-AlbinoLeffe    | 1-1           | 12 feb.       |

| andata (8ª) | andata (8ª) | 8ª giornata              | ritorno (27ª) | ritorno (27ª) |
|             |             |                          |               |               |
| 10 ott.     | 2-3         | AlbinoLeffe-Renate       | 2-0           | 16 feb.       |
| 9 ott.      | 3-2         | Lecco-Padova             | 1-2           | 16 feb.       |
| 10 ott.     | 3-1         | Legnago-Pergolettese     | 1-1           | 16 feb.       |
| 27 ott.     | 1-1         | Piacenza-Juventus U23    | 0-4           | 17 feb.       |
| 10 ott.     | 1-1         | Pro Sesto-Pro Patria     | 3-0           | 16 feb.       |
| 9 ott.      | 0-2         | Pro Vercelli-Feralpisalò | 3-0           | 16 feb.       |
| 10 ott.     | 1-1         | Seregno-Mantova          | 1-3           | 16 feb.       |
| 10 ott.     | 0-0         | Südtirol-Giana Erminio   | 2-0           | 16 feb.       |
| 10 ott.     | 1-0         | Trento-Fiorenzuola       | 2-1           | 16 feb.       |
| 10 ott.     | 0-0         | Virtus Verona-Triestina  | 1-2           | 16 feb.       |

| andata (7ª) | andata (7ª) | 7ª giornata              | ritorno (26ª) | ritorno (26ª) |
|             |             |                          |               |               |
| 3 ott.      | 1-1         | Feralpisalò-Pro Sesto    | 1-0           | 13 feb.       |
| 3 ott.      | 2-1         | Fiorenzuola-Lecco        | 1-3           | 13 feb.       |
| 3 ott.      | 0-1         | Giana Erminio-Legnago    | 0-0           | 13 feb.       |
| 3 ott.      | 0-1         | Mantova-Juventus U23     | 0-3           | 13 feb.       |
| 3 ott.      | 1-1         | Padova-Seregno           | 2-1           | 13 feb.       |
| 3 ott.      | 2-2         | Pergolettese-Piacenza    | 0-3           | 13 feb.       |
| 3 ott.      | 1-0         | Pro Patria-Virtus Verona | 2-0           | 13 feb.       |
| 3 ott.      | 0-2         | Pro Vercelli-Südtirol    | 0-1           | 13 feb.       |
| 3 ott.      | 4-0         | Renate-Trento            | 2-0           | 13 feb.       |
| 3 ott.      | 2-3         | Triestina-AlbinoLeffe    | 1-1           | 12 feb.       |

| andata (8ª) | andata (8ª) | 8ª giornata              | ritorno (27ª) | ritorno (27ª) |
|             |             |                          |               |               |
| 10 ott.     | 2-3         | AlbinoLeffe-Renate       | 2-0           | 16 feb.       |
| 9 ott.      | 3-2         | Lecco-Padova             | 1-2           | 16 feb.       |
| 10 ott.     | 3-1         | Legnago-Pergolettese     | 1-1           | 16 feb.       |
| 27 ott.     | 1-1         | Piacenza-Juventus U23    | 0-4           | 17 feb.       |
| 10 ott.     | 1-1         | Pro Sesto-Pro Patria     | 3-0           | 16 feb.       |
| 9 ott.      | 0-2         | Pro Vercelli-Feralpisalò | 3-0           | 16 feb.       |
| 10 ott.     | 1-1         | Seregno-Mantova          | 1-3           | 16 feb.       |
| 10 ott.     | 0-0         | Südtirol-Giana Erminio   | 2-0           | 16 feb.       |
| 10 ott.     | 1-0         | Trento-Fiorenzuola       | 2-1           | 16 feb.       |
| 10 ott.     | 0-0         | Virtus Verona-Triestina  | 1-2           | 16 feb.       |

| andata (9ª) | andata (9ª) | 9ª giornata                 | ritorno (28ª) | ritorno (28ª) |
|             |             |                             |               |               |
| 17 ott.     | 5-1         | Feralpisalò-Legnago         | 3-0           | 20 feb.       |
| 17 ott.     | 1-1         | Giana Erminio-Virtus Verona | 1-1           | 20 feb.       |
| 17 ott.     | 2-1         | Juventus U23-Seregno        | 2-2           | 20 feb.       |
| 17 ott.     | 1-1         | Mantova-Lecco               | 0-2           | 20 feb.       |
| 17 ott.     | 2-1         | Padova-Trento               | 2-2           | 20 feb.       |
| 17 ott.     | 1-0         | Pergolettese-AlbinoLeffe    | 1-1           | 20 feb.       |
| 17 ott.     | 1-2         | Piacenza-Pro Sesto          | 1-2           | 20 feb.       |
| 17 ott.     | 0-0         | Pro Patria-Südtirol         | 0-0           | 20 feb.       |
| 18 ott.     | 2-2         | Renate-Pro Vercelli         | 1-1           | 20 feb.       |
| 17 ott.     | 1-0         | Triestina-Fiorenzuola       | 1-0           | 20 feb.       |

| andata (10ª) | andata (10ª) | 10ª giornata               | ritorno (29ª) | ritorno (29ª) |
|              |              |                            |               |               |
| 20 ott.      | 2-2          | AlbinoLeffe-Juventus U23   | 1-1           | 27 feb.       |
| 20 ott.      | 3-1          | Fiorenzuola-Pergolettese   | 1-0           | 27 feb.       |
| 21 ott.      | 2-3          | Lecco-Renate               | 3-2           | 27 feb.       |
| 20 ott.      | 2-3          | Legnago-Pro Patria         | 1-1           | 27 feb.       |
| 20 ott.      | 2-2          | Pro Sesto-Padova           | 1-2           | 27 feb.       |
| 21 ott.      | 2-1          | Pro Vercelli-Giana Erminio | 1-1           | 27 feb.       |
| 20 ott.      | 1-3          | Seregno-Virtus Verona      | 2-3           | 27 feb.       |
| 20 ott.      | 2-0          | Südtirol-Piacenza          | 0-1           | 27 feb.       |
| 20 ott.      | 1-2          | Trento-Feralpisalò         | 0-1           | 27 feb.       |
| 20 ott.      | 2-1          | Triestina-Mantova          | 1-0           | 27 feb.       |

| andata (9ª) | andata (9ª) | 9ª giornata                 | ritorno (28ª) | ritorno (28ª) |
|             |             |                             |               |               |
| 17 ott.     | 5-1         | Feralpisalò-Legnago         | 3-0           | 20 feb.       |
| 17 ott.     | 1-1         | Giana Erminio-Virtus Verona | 1-1           | 20 feb.       |
| 17 ott.     | 2-1         | Juventus U23-Seregno        | 2-2           | 20 feb.       |
| 17 ott.     | 1-1         | Mantova-Lecco               | 0-2           | 20 feb.       |
| 17 ott.     | 2-1         | Padova-Trento               | 2-2           | 20 feb.       |
| 17 ott.     | 1-0         | Pergolettese-AlbinoLeffe    | 1-1           | 20 feb.       |
| 17 ott.     | 1-2         | Piacenza-Pro Sesto          | 1-2           | 20 feb.       |
| 17 ott.     | 0-0         | Pro Patria-Südtirol         | 0-0           | 20 feb.       |
| 18 ott.     | 2-2         | Renate-Pro Vercelli         | 1-1           | 20 feb.       |
| 17 ott.     | 1-0         | Triestina-Fiorenzuola       | 1-0           | 20 feb.       |

| andata (10ª) | andata (10ª) | 10ª giornata               | ritorno (29ª) | ritorno (29ª) |
|              |              |                            |               |               |
| 20 ott.      | 2-2          | AlbinoLeffe-Juventus U23   | 1-1           | 27 feb.       |
| 20 ott.      | 3-1          | Fiorenzuola-Pergolettese   | 1-0           | 27 feb.       |
| 21 ott.      | 2-3          | Lecco-Renate               | 3-2           | 27 feb.       |
| 20 ott.      | 2-3          | Legnago-Pro Patria         | 1-1           | 27 feb.       |
| 20 ott.      | 2-2          | Pro Sesto-Padova           | 1-2           | 27 feb.       |
| 21 ott.      | 2-1          | Pro Vercelli-Giana Erminio | 1-1           | 27 feb.       |
| 20 ott.      | 1-3          | Seregno-Virtus Verona      | 2-3           | 27 feb.       |
| 20 ott.      | 2-0          | Südtirol-Piacenza          | 0-1           | 27 feb.       |
| 20 ott.      | 1-2          | Trento-Feralpisalò         | 0-1           | 27 feb.       |
| 20 ott.      | 2-1          | Triestina-Mantova          | 1-0           | 27 feb.       |

| andata (11ª) | andata (11ª) | 11ª giornata              | ritorno (30ª) | ritorno (30ª) |
|              |              |                           |               |               |
| 24 ott.      | 0-1          | AlbinoLeffe-Seregno       | 3-1           | 6 mar.        |
| 25 ott.      | 1-0          | Feralpisalò-Padova        | 0-1           | 6 mar.        |
| 24 ott.      | 1-1          | Juventus U23-Pro Sesto    | 1-0           | 6 mar.        |
| 24 ott.      | 1-0          | Legnago-Trento            | 1-0           | 6 mar.        |
| 24 ott.      | 0-1          | Mantova-Südtirol          | 0-1           | 6 mar.        |
| 24 ott.      | 1-0          | Pergolettese-Lecco        | 0-3           | 6 mar.        |
| 24 ott.      | 1-1          | Piacenza-Giana Erminio    | 0-0           | 6 mar.        |
| 24 ott.      | 1-1          | Pro Patria-Pro Vercelli   | 1-4           | 6 mar.        |
| 24 ott.      | 2-1          | Renate-Triestina          | 2-0           | 6 mar.        |
| 24 ott.      | 2-1          | Virtus Verona-Fiorenzuola | 0-1           | 6 mar.        |

| andata (12ª) | andata (12ª) | 12ª giornata             | ritorno (31ª) | ritorno (31ª) |
|              |              |                          |               |               |
| 31 ott.      | 0-0          | Fiorenzuola-Mantova      | 1-1           | 13 mar.       |
| 31 ott.      | 1-1          | Giana Erminio-Pro Patria | 1-5           | 13 mar.       |
| 31 ott.      | 2-2          | Lecco-Virtus Verona      | 0-1           | 12 mar.       |
| 31 ott.      | 2-0          | Padova-AlbinoLeffe       | 2-1           | 13 mar.       |
| 31 ott.      | 1-3          | Pro Vercelli-Piacenza    | 0-0           | 13 mar.       |
| 31 ott.      | 4-0          | Renate-Legnago           | 1-1           | 13 mar.       |
| 31 ott.      | 0-1          | Seregno-Pro Sesto        | 2-2           | 13 mar.       |
| 31 ott.      | 2-0          | Südtirol-Juventus U23    | 1-0           | 13 mar.       |
| 31 ott.      | 1-2          | Trento-Pergolettese      | 0-0           | 13 mar.       |
| 31 ott.      | 1-1          | Triestina-Feralpisalò    | 0-3           | 14 mar.       |

| andata (11ª) | andata (11ª) | 11ª giornata              | ritorno (30ª) | ritorno (30ª) |
|              |              |                           |               |               |
| 24 ott.      | 0-1          | AlbinoLeffe-Seregno       | 3-1           | 6 mar.        |
| 25 ott.      | 1-0          | Feralpisalò-Padova        | 0-1           | 6 mar.        |
| 24 ott.      | 1-1          | Juventus U23-Pro Sesto    | 1-0           | 6 mar.        |
| 24 ott.      | 1-0          | Legnago-Trento            | 1-0           | 6 mar.        |
| 24 ott.      | 0-1          | Mantova-Südtirol          | 0-1           | 6 mar.        |
| 24 ott.      | 1-0          | Pergolettese-Lecco        | 0-3           | 6 mar.        |
| 24 ott.      | 1-1          | Piacenza-Giana Erminio    | 0-0           | 6 mar.        |
| 24 ott.      | 1-1          | Pro Patria-Pro Vercelli   | 1-4           | 6 mar.        |
| 24 ott.      | 2-1          | Renate-Triestina          | 2-0           | 6 mar.        |
| 24 ott.      | 2-1          | Virtus Verona-Fiorenzuola | 0-1           | 6 mar.        |

| andata (12ª) | andata (12ª) | 12ª giornata             | ritorno (31ª) | ritorno (31ª) |
|              |              |                          |               |               |
| 31 ott.      | 0-0          | Fiorenzuola-Mantova      | 1-1           | 13 mar.       |
| 31 ott.      | 1-1          | Giana Erminio-Pro Patria | 1-5           | 13 mar.       |
| 31 ott.      | 2-2          | Lecco-Virtus Verona      | 0-1           | 12 mar.       |
| 31 ott.      | 2-0          | Padova-AlbinoLeffe       | 2-1           | 13 mar.       |
| 31 ott.      | 1-3          | Pro Vercelli-Piacenza    | 0-0           | 13 mar.       |
| 31 ott.      | 4-0          | Renate-Legnago           | 1-1           | 13 mar.       |
| 31 ott.      | 0-1          | Seregno-Pro Sesto        | 2-2           | 13 mar.       |
| 31 ott.      | 2-0          | Südtirol-Juventus U23    | 1-0           | 13 mar.       |
| 31 ott.      | 1-2          | Trento-Pergolettese      | 0-0           | 13 mar.       |
| 31 ott.      | 1-1          | Triestina-Feralpisalò    | 0-3           | 14 mar.       |

| andata (13ª) | andata (13ª) | 13ª giornata              | ritorno (32ª) | ritorno (32ª) |
|              |              |                           |               |               |
| 7 nov.       | 1-1          | AlbinoLeffe-Pro Vercelli  | 0-1           | 16 mar.       |
| 7 nov.       | 1-0          | Feralpisalò-Giana Erminio | 1-2           | 17 mar.       |
| 7 nov.       | 1-0          | Juventus U23-Lecco        | 1-2           | 16 mar.       |
| 7 nov.       | 1-2          | Legnago-Seregno           | 1-2           | 16 mar.       |
| 7 nov.       | 1-1          | Mantova-Padova            | 0-1           | 16 mar.       |
| 6 nov.       | 0-1          | Pergolettese-Triestina    | 2-1           | 17 mar.       |
| 7 nov.       | 3-1          | Piacenza-Renate           | 3-0           | 16 mar.       |
| 6 nov.       | 0-1          | Pro Patria-Fiorenzuola    | 3-0           | 16 mar.       |
| 7 nov.       | 0-1          | Pro Sesto-Südtirol        | 0-2           | 16 mar.       |
| 7 nov.       | 0-1          | Virtus Verona-Trento      | 1-1           | 16 mar.       |

| andata (14ª) | andata (14ª) | 14ª giornata               | ritorno (33ª) | ritorno (33ª) |
|              |              |                            |               |               |
| 14 nov.      | 1-1          | Feralpisalò-Virtus Verona  | 0-1           | 20 mar.       |
| 14 nov.      | 1-1          | Fiorenzuola-Piacenza       | 1-0           | 20 mar.       |
| 14 nov.      | 1-1          | Giana Erminio-Pergolettese | 0-2           | 20 mar.       |
| 14 nov.      | 2-3          | Lecco-AlbinoLeffe          | 1-2           | 20 mar.       |
| 13 nov.      | 1-0          | Mantova-Pro Sesto          | 2-1           | 20 mar.       |
| 1º dic.      | 2-0          | Padova-Juventus U23        | 2-1           | 20 mar.       |
| 14 nov.      | 0-1          | Pro Vercelli-Legnago       | 1-0           | 20 mar.       |
| 14 nov.      | 4-1          | Renate-Pro Patria          | 0-1           | 20 mar.       |
| 14 nov.      | 1-2          | Seregno-Südtirol           | 0-1           | 20 mar.       |
| 14 nov.      | 1-1          | Triestina-Trento           | 1-2           | 20 mar.       |

| andata (13ª) | andata (13ª) | 13ª giornata              | ritorno (32ª) | ritorno (32ª) |
|              |              |                           |               |               |
| 7 nov.       | 1-1          | AlbinoLeffe-Pro Vercelli  | 0-1           | 16 mar.       |
| 7 nov.       | 1-0          | Feralpisalò-Giana Erminio | 1-2           | 17 mar.       |
| 7 nov.       | 1-0          | Juventus U23-Lecco        | 1-2           | 16 mar.       |
| 7 nov.       | 1-2          | Legnago-Seregno           | 1-2           | 16 mar.       |
| 7 nov.       | 1-1          | Mantova-Padova            | 0-1           | 16 mar.       |
| 6 nov.       | 0-1          | Pergolettese-Triestina    | 2-1           | 17 mar.       |
| 7 nov.       | 3-1          | Piacenza-Renate           | 3-0           | 16 mar.       |
| 6 nov.       | 0-1          | Pro Patria-Fiorenzuola    | 3-0           | 16 mar.       |
| 7 nov.       | 0-1          | Pro Sesto-Südtirol        | 0-2           | 16 mar.       |
| 7 nov.       | 0-1          | Virtus Verona-Trento      | 1-1           | 16 mar.       |

| andata (14ª) | andata (14ª) | 14ª giornata               | ritorno (33ª) | ritorno (33ª) |
|              |              |                            |               |               |
| 14 nov.      | 1-1          | Feralpisalò-Virtus Verona  | 0-1           | 20 mar.       |
| 14 nov.      | 1-1          | Fiorenzuola-Piacenza       | 1-0           | 20 mar.       |
| 14 nov.      | 1-1          | Giana Erminio-Pergolettese | 0-2           | 20 mar.       |
| 14 nov.      | 2-3          | Lecco-AlbinoLeffe          | 1-2           | 20 mar.       |
| 13 nov.      | 1-0          | Mantova-Pro Sesto          | 2-1           | 20 mar.       |
| 1º dic.      | 2-0          | Padova-Juventus U23        | 2-1           | 20 mar.       |
| 14 nov.      | 0-1          | Pro Vercelli-Legnago       | 1-0           | 20 mar.       |
| 14 nov.      | 4-1          | Renate-Pro Patria          | 0-1           | 20 mar.       |
| 14 nov.      | 1-2          | Seregno-Südtirol           | 0-1           | 20 mar.       |
| 14 nov.      | 1-1          | Triestina-Trento           | 1-2           | 20 mar.       |

| andata (15ª) | andata (15ª) | 15ª giornata              | ritorno (34ª) | ritorno (34ª) |
|              |              |                           |               |               |
| 21 nov.      | 0-1          | Giana Erminio-Renate      | 1-3           | 26 mar.       |
| 20 nov.      | 2-1          | Juventus U23-Fiorenzuola  | 0-1           | 6 apr.        |
| 22 nov.      | 0-2          | Legnago-Triestina         | 0-2           | 26 mar.       |
| 21 nov.      | 4-0          | Pergolettese-Pro Vercelli | 1-1           | 26 mar.       |
| 21 nov.      | 1-3          | Piacenza-Padova           | 1-3           | 26 mar.       |
| 20 nov.      | 0-0          | Pro Patria-Seregno        | 2-0           | 26 mar.       |
| 21 nov.      | 0-0          | Pro Sesto-AlbinoLeffe     | 1-1           | 26 mar.       |
| 21 nov.      | 1-1          | Südtirol-Feralpisalò      | 0-1           | 26 mar.       |
| 21 nov.      | 3-0          | Trento-Lecco              | 1-2           | 26 mar.       |
| 21 nov.      | 1-0          | Virtus Verona-Mantova     | 2-2           | 26 mar.       |

| andata (16ª) | andata (16ª) | 16ª giornata               | ritorno (35ª) | ritorno (35ª) |
|              |              |                            |               |               |
| 29 nov.      | 2-3          | AlbinoLeffe-Piacenza       | 1-2           | 2 apr.        |
| 27 nov.      | 6-0          | Feralpisalò-Pergolettese   | 1-1           | 2 apr.        |
| 28 nov.      | 1-0          | Fiorenzuola-Legnago        | 3-1           | 2 apr.        |
| 28 nov.      | 0-1          | Juventus U23-Virtus Verona | 1-1           | 2 apr.        |
| 28 nov.      | 0-1          | Lecco-Südtirol             | 1-1           | 2 apr.        |
| 28 nov.      | 2-2          | Mantova-Renate             | 1-3           | 2 apr.        |
| 28 nov.      | 1-0          | Padova-Pro Vercelli        | 1-0           | 2 apr.        |
| 28 nov.      | 1-1          | Pro Sesto-Trento           | 0-0           | 2 apr.        |
| 28 nov.      | 2-0          | Seregno-Giana Erminio      | 0-0           | 2 apr.        |
| 28 nov.      | 1-1          | Triestina-Pro Patria       | 0-0           | 2 apr.        |

| andata (15ª) | andata (15ª) | 15ª giornata              | ritorno (34ª) | ritorno (34ª) |
|              |              |                           |               |               |
| 21 nov.      | 0-1          | Giana Erminio-Renate      | 1-3           | 26 mar.       |
| 20 nov.      | 2-1          | Juventus U23-Fiorenzuola  | 0-1           | 6 apr.        |
| 22 nov.      | 0-2          | Legnago-Triestina         | 0-2           | 26 mar.       |
| 21 nov.      | 4-0          | Pergolettese-Pro Vercelli | 1-1           | 26 mar.       |
| 21 nov.      | 1-3          | Piacenza-Padova           | 1-3           | 26 mar.       |
| 20 nov.      | 0-0          | Pro Patria-Seregno        | 2-0           | 26 mar.       |
| 21 nov.      | 0-0          | Pro Sesto-AlbinoLeffe     | 1-1           | 26 mar.       |
| 21 nov.      | 1-1          | Südtirol-Feralpisalò      | 0-1           | 26 mar.       |
| 21 nov.      | 3-0          | Trento-Lecco              | 1-2           | 26 mar.       |
| 21 nov.      | 1-0          | Virtus Verona-Mantova     | 2-2           | 26 mar.       |

| andata (16ª) | andata (16ª) | 16ª giornata               | ritorno (35ª) | ritorno (35ª) |
|              |              |                            |               |               |
| 29 nov.      | 2-3          | AlbinoLeffe-Piacenza       | 1-2           | 2 apr.        |
| 27 nov.      | 6-0          | Feralpisalò-Pergolettese   | 1-1           | 2 apr.        |
| 28 nov.      | 1-0          | Fiorenzuola-Legnago        | 3-1           | 2 apr.        |
| 28 nov.      | 0-1          | Juventus U23-Virtus Verona | 1-1           | 2 apr.        |
| 28 nov.      | 0-1          | Lecco-Südtirol             | 1-1           | 2 apr.        |
| 28 nov.      | 2-2          | Mantova-Renate             | 1-3           | 2 apr.        |
| 28 nov.      | 1-0          | Padova-Pro Vercelli        | 1-0           | 2 apr.        |
| 28 nov.      | 1-1          | Pro Sesto-Trento           | 0-0           | 2 apr.        |
| 28 nov.      | 2-0          | Seregno-Giana Erminio      | 0-0           | 2 apr.        |
| 28 nov.      | 1-1          | Triestina-Pro Patria       | 0-0           | 2 apr.        |

| andata (17ª) | andata (17ª) | 17ª giornata              | ritorno (36ª) | ritorno (36ª) |
|              |              |                           |               |               |
| 5 dic.       | 1-1          | Giana Erminio-Padova      | 0-1           | 10 apr.       |
| 4 dic.       | 1-1          | Legnago-Pro Sesto         | 2-1           | 10 apr.       |
| 4 dic.       | 1-1          | Pergolettese-Mantova      | 2-0           | 10 apr.       |
| 5 dic.       | 0-1          | Piacenza-Lecco            | 2-1           | 10 apr.       |
| 4 dic.       | 0-2          | Pro Patria-Feralpisalò    | 1-2           | 10 apr.       |
| 5 dic.       | 1-2          | Pro Vercelli-Triestina    | 2-4           | 10 apr.       |
| 5 dic.       | 2-0          | Renate-Juventus U23       | 1-2           | 10 apr.       |
| 5 dic.       | 4-1          | Südtirol-Fiorenzuola      | 4-0           | 10 apr.       |
| 4 dic.       | 0-1          | Trento-Seregno            | 0-0           | 10 apr.       |
| 4 dic.       | 0-0          | Virtus Verona-AlbinoLeffe | 0-0           | 10 apr.       |

| andata (18ª) | andata (18ª) | 18ª giornata             | ritorno (37ª) | ritorno (37ª) |
|              |              |                          |               |               |
| 11 dic.      | 1-2          | AlbinoLeffe-Legnago      | 3-1           | 16 apr.       |
| 12 dic.      | 1-1          | Feralpisalò-Piacenza     | 2-0           | 16 apr.       |
| 12 dic.      | 0-2          | Fiorenzuola-Pro Vercelli | 1-2           | 16 apr.       |
| 12 dic.      | 2-1          | Juventus U23-Trento      | 1-1           | 16 apr.       |
| 11 dic.      | 0-0          | Mantova-Pro Patria       | 1-2           | 16 apr.       |
| 12 dic.      | 0-0          | Padova-Südtirol          | 0-0           | 16 apr.       |
| 12 dic.      | 1-0          | Pergolettese-Renate      | 2-1           | 16 apr.       |
| 12 dic.      | 0-2          | Pro Sesto-Virtus Verona  | 1-0           | 16 apr.       |
| 12 dic.      | 1-4          | Seregno-Lecco            | 1-1           | 16 apr.       |
| 12 dic.      | 2-1          | Triestina-Giana Erminio  | 1-1           | 16 apr.       |

| andata (17ª) | andata (17ª) | 17ª giornata              | ritorno (36ª) | ritorno (36ª) |
|              |              |                           |               |               |
| 5 dic.       | 1-1          | Giana Erminio-Padova      | 0-1           | 10 apr.       |
| 4 dic.       | 1-1          | Legnago-Pro Sesto         | 2-1           | 10 apr.       |
| 4 dic.       | 1-1          | Pergolettese-Mantova      | 2-0           | 10 apr.       |
| 5 dic.       | 0-1          | Piacenza-Lecco            | 2-1           | 10 apr.       |
| 4 dic.       | 0-2          | Pro Patria-Feralpisalò    | 1-2           | 10 apr.       |
| 5 dic.       | 1-2          | Pro Vercelli-Triestina    | 2-4           | 10 apr.       |
| 5 dic.       | 2-0          | Renate-Juventus U23       | 1-2           | 10 apr.       |
| 5 dic.       | 4-1          | Südtirol-Fiorenzuola      | 4-0           | 10 apr.       |
| 4 dic.       | 0-1          | Trento-Seregno            | 0-0           | 10 apr.       |
| 4 dic.       | 0-0          | Virtus Verona-AlbinoLeffe | 0-0           | 10 apr.       |

| andata (18ª) | andata (18ª) | 18ª giornata             | ritorno (37ª) | ritorno (37ª) |
|              |              |                          |               |               |
| 11 dic.      | 1-2          | AlbinoLeffe-Legnago      | 3-1           | 16 apr.       |
| 12 dic.      | 1-1          | Feralpisalò-Piacenza     | 2-0           | 16 apr.       |
| 12 dic.      | 0-2          | Fiorenzuola-Pro Vercelli | 1-2           | 16 apr.       |
| 12 dic.      | 2-1          | Juventus U23-Trento      | 1-1           | 16 apr.       |
| 11 dic.      | 0-0          | Mantova-Pro Patria       | 1-2           | 16 apr.       |
| 12 dic.      | 0-0          | Padova-Südtirol          | 0-0           | 16 apr.       |
| 12 dic.      | 1-0          | Pergolettese-Renate      | 2-1           | 16 apr.       |
| 12 dic.      | 0-2          | Pro Sesto-Virtus Verona  | 1-0           | 16 apr.       |
| 12 dic.      | 1-4          | Seregno-Lecco            | 1-1           | 16 apr.       |
| 12 dic.      | 2-1          | Triestina-Giana Erminio  | 1-1           | 16 apr.       |

| \| andata (19ª) \| andata (19ª) \| 19ª giornata \| ritorno (38ª) \| ritorno (38ª) \| \| \| \| \| \| \| \| 18 dic. \| 1-1 \| Giana Erminio-Fiorenzuola \| 2-0 \| 24 apr. \| \| 18 dic. \| 0-0 \| Lecco-Pro Sesto \| 0-1 \| 24 apr. \| \| 18 dic. \| 1-2 \| Legnago-Juventus U23 \| 2-3 \| 24 apr. \| \| 18 dic. \| 1-1 \| Piacenza-Seregno \| 2-2 \| 24 apr. \| \| 18 dic. \| 2-1 \| Pro Patria-Pergolettese \| 0-1 \| 24 apr. \| \| 18 dic. \| 1-1 \| Pro Vercelli-Mantova \| 0-3 \| 24 apr. \| \| 18 dic. \| 1-0 \| Renate-Feralpisalò \| 0-0 \| 24 apr. \| \| 26 gen. \| 1-0 \| Südtirol-Triestina \| 2-0 \| 24 apr. \| \| 18 dic. \| 0-0 \| Trento-AlbinoLeffe \| 3-1 \| 24 apr. \| \| 18 dic. \| 0-0 \| Virtus Verona-Padova \| 2-1 \| 24 apr. \| |              |                           |               |               |
| andata (19ª) | andata (19ª) | 19ª giornata              | ritorno (38ª) | ritorno (38ª) |
| |              |                           |               |               |
| 18 dic. | 1-1          | Giana Erminio-Fiorenzuola | 2-0           | 24 apr.       |
| 18 dic. | 0-0          | Lecco-Pro Sesto           | 0-1           | 24 apr.       |
| 18 dic. | 1-2          | Legnago-Juventus U23      | 2-3           | 24 apr.       |
| 18 dic. | 1-1          | Piacenza-Seregno          | 2-2           | 24 apr.       |
| 18 dic. | 2-1          | Pro Patria-Pergolettese   | 0-1           | 24 apr.       |
| 18 dic. | 1-1          | Pro Vercelli-Mantova      | 0-3           | 24 apr.       |
| 18 dic. | 1-0          | Renate-Feralpisalò        | 0-0           | 24 apr.       |
| 26 gen. | 1-0          | Südtirol-Triestina        | 2-0           | 24 apr.       |
| 18 dic. | 0-0          | Trento-AlbinoLeffe        | 3-1           | 24 apr.       |
| 18 dic. | 0-0          | Virtus Verona-Padova      | 2-1           | 24 apr.       |

| andata (19ª) | andata (19ª) | 19ª giornata              | ritorno (38ª) | ritorno (38ª) |
|              |              |                           |               |               |
| 18 dic.      | 1-1          | Giana Erminio-Fiorenzuola | 2-0           | 24 apr.       |
| 18 dic.      | 0-0          | Lecco-Pro Sesto           | 0-1           | 24 apr.       |
| 18 dic.      | 1-2          | Legnago-Juventus U23      | 2-3           | 24 apr.       |
| 18 dic.      | 1-1          | Piacenza-Seregno          | 2-2           | 24 apr.       |
| 18 dic.      | 2-1          | Pro Patria-Pergolettese   | 0-1           | 24 apr.       |
| 18 dic.      | 1-1          | Pro Vercelli-Mantova      | 0-3           | 24 apr.       |
| 18 dic.      | 1-0          | Renate-Feralpisalò        | 0-0           | 24 apr.       |
| 26 gen.      | 1-0          | Südtirol-Triestina        | 2-0           | 24 apr.       |
| 18 dic.      | 0-0          | Trento-AlbinoLeffe        | 3-1           | 24 apr.       |
| 18 dic.      | 0-0          | Virtus Verona-Padova      | 2-1           | 24 apr.       |

### Spareggi

#### Play-off

##### Primo turno
|              | Risultati |              | Luogo e data                |
| ------------ | --------- | ------------ | --------------------------- |
| Lecco        | 0-2       | Pro Patria   | Lecco, 1º maggio 2022       |
| Pro Vercelli | 0-0       | Pergolettese | Vercelli, 1º maggio 2022    |
| Juventus U23 | 0-0       | Piacenza     | Alessandria, 1º maggio 2022 |

##### Secondo turno
|              | Risultati |              | Luogo e data            |
| ------------ | --------- | ------------ | ----------------------- |
| Triestina    | 2-1       | Pro Patria   | Trieste, 4 maggio 2022  |
| Pro Vercelli | 0-1       | Juventus U23 | Vercelli, 4 maggio 2022 |

#### Play-out
|               | Risultati |               | Luogo e data                       |
| ------------- | --------- | ------------- | ---------------------------------- |
| Giana Erminio | 2-3       | Trento        | Gorgonzola, 7 maggio 2022          |
| Seregno       | 1-1       | Pro Sesto     | Seregno, 7 maggio 2022             |
|               |           |               |                                    |
| Trento        | 1-0       | Giana Erminio | Trento, 14 maggio 2022             |
| Pro Sesto     | 1-1       | Seregno       | Sesto San Giovanni, 14 maggio 2022 |
|               |           |               |                                    |

### Statistiche

#### Squadre

##### Primati stagionali
Squadre
- Maggior numero di vittorie: Südtirol (27)
- Minor numero di vittorie: Giana Erminio (6)
- Maggior numero di pareggi: Virtus Verona (18)
- Minor numero di pareggi: Lecco (7)
- Maggior numero di sconfitte: Legnago (22)
- Minor numero di sconfitte: Südtirol (2)
- Miglior attacco: Padova (60 gol fatti)
- Peggior attacco: Giana Erminio (25 gol fatti)
- Miglior difesa: Südtirol (9 gol subiti)
- Peggior difesa: Legnago (65 gol subiti)
- Miglior differenza reti: Südtirol (+40)
- Peggior differenza reti: Legnago (-33)

Partite
- Partita con più reti: Feralpisalò-Legnago 5-1 (6, 9ª giornata), Feralpisalò-Pergolettese 6-0 (6, 16ª giornata), Seregno-Pergolettese 3-3 (6, 25ª giornata) e Pro Patria-Giana Erminio 5-1 (6, 31ª giornata)
- Partita con maggiore scarto di gol: Feralpisalò-Pergolettese 6-0 (6, 16ª giornata)
- Giornata con maggior numero di gol: 37 (10ª giornata)
- Giornata con minor numero di gol: 12 (21ª giornata)

### Individuali

#### Classifica marcatori
| Gol | Rigori |  | Giocatore           | Squadra     |
| --- | ------ |  | ------------------- | ----------- |
| 16  | 2      |  | Tommy Maistrello    | Renate      |
| 15  | 2      |  | Jacopo Manconi      | AlbinoLeffe |
| 14  | 2      |  | Francesco Galuppini | Renate      |
| 14  | 3      |  | Simone Ganz         | Lecco       |
| 12  |        |  | Simone Guerra       | Feralpisalò |
| 12  | 6      |  | Luca Miracoli       | Feralpisalò |
| 11  | 1      |  | Fabio Ceravolo      | Padova      |
| 11  | 1      |  | Cosimo Chiricò      | Padova      |
| 11  | 3      |  | Andrea Cocco        | Seregno     |
| 11  | 5      |  | Daniele Casiraghi   | Südtirol    |

## Girone B

### Avvenimenti
Forte trazione emiliana per il girone B: se al terzo posto si ferma il Cesena, a duellare per la promozione in Serie B sono state le due grandi rivali Modena e Reggiana. Alla fine, sono stati i canarini di Attilio Tesser a primeggiare, condannando i granata a disputare gli spareggi nazionali. In sordina le altre due retrocesse, la Virtus Entella e il Pescara, che concludono il campionato rispettivamente al quarto e al quinto posto.
A retrocedere direttamente è il Grosseto, mentre ai play-out è il turno di Fermana e Pistoiese; se i marchigiani sono usciti sconfitti dalla Viterbese, gli orange, alla seconda retrocessione consecutiva dopo il ripescaggio dell'estate precedente, soccombono all'Imolese.

### Squadre partecipanti
| Club            | Stagione | Città            | Stadio | Stagione precedente               |
| --------------- | -------- | ---------------- | --- | --------------------------------- |
| Ancona-Matelica | dettagli | Ancona           | Stadio Del Conero | 8º posto in Serie C/B             |
| Carrarese       | dettagli | Carrara          | Stadio dei Marmi | 16º posto in Serie C/A            |
| Cesena          | dettagli | Cesena           | Orogel Stadium-Dino Manuzzi                                                                                           | 7º posto in Serie C/B             |
| Fermana         | dettagli | Fermo            | Stadio Bruno Recchioni                                                                                                | 13º posto in Serie C/B            |
| Grosseto        | dettagli | Grosseto         | Stadio Carlo Zecchini                                                                                                 | 9º posto in Serie C/A             |
| Gubbio          | dettagli | Gubbio (PG)      | Stadio Pietro Barbetti                                                                                                | 12º posto in Serie C/B            |
| Imolese         | dettagli | Imola (BO)       | Stadio Romeo Galli | 17º posto in Serie C/B            |
| Lucchese        | dettagli | Lucca            | Stadio Porta Elisa | 19º posto in Serie C/A, riammesso |
| Modena          | dettagli | Modena           | Stadio Alberto Braglia                                                                                                | 4º posto in Serie C/B             |
| Montevarchi     | dettagli | Montevarchi (AR) | Stadio Ettore Mannucci (Pontedera) (dalla 1ª alla 20ª e 23ª giornata) Stadio Gastone Brilli Peri (dalla 24ª giornata) | 1º posto in Serie D/E, promosso   |
| Olbia           | dettagli | Olbia (SS)       | Stadio Bruno Nespoli                                                                                                  | 13º posto in Serie C/A            |
| Pescara         | dettagli | Pescara          | Stadio Adriatico-Giovanni Cornacchia                                                                                  | 19º posto in Serie B, retrocesso  |
| Pistoiese       | dettagli | Pistoia          | Stadio Marcello Melani                                                                                                | 18º posto in Serie C/A, riammesso |
| Pontedera       | dettagli | Pontedera (PI)   | Stadio Ettore Mannucci                                                                                                | 8º posto in Serie C/A             |
| Reggiana        | dettagli | Reggio Emilia    | Mapei Stadium - Città del Tricolore                                                                                   | 18º posto in Serie B, retrocesso  |
| Siena           | dettagli | Siena            | Stadio Artemio Franchi                                                                                                | 5º posto in Serie D/E, ripescato  |
| Teramo          | dettagli | Teramo           | Stadio Gaetano Bonolis                                                                                                | 8º posto in Serie C/C             |
| Virtus Entella  | dettagli | Chiavari (GE)    | Stadio comunale di Chiavari                                                                                           | 20º posto in Serie B, retrocesso  |
| Vis Pesaro      | dettagli | Pesaro           | Stadio Tonino Benelli                                                                                                 | 14º posto in Serie C/B            |
| Viterbese       | dettagli | Viterbo          | Stadio Enrico Rocchi                                                                                                  | 12º posto in Serie C/C            |

### Allenatori e primatisti
| Squadra         | Allenatore | Giocatore più presente (tra parentesi il numero delle presenze) | Capocannoniere (tra parentesi il numero dei gol segnati) |
| --------------- | --- | --------------------------------------------------------------- | -------------------------------------------------------- |
| Ancona Matelica | Gianluca Colavitto | Luca Iotti, Alex Rolfini (37)                                   | Alex Rolfini (18)                                        |
| Carrarese       | Antonio Di Natale | Simone Bramante (36)                                            | Thomas Battistella (7)                                   |
| Cesena          | William Viali | Mattia Bortolussi, Michele Nardi (37)                           | Nicholas Pierini (12)                                    |
| Fermana         | Maurizio Domizzi (1ª-4ª) Giancarlo Riolfo (5ª-33ª) Gabriele Baldassarri (34ª-38ª e play-out)                                                | Orazio Panittieri (35)                                          | Orazio Panittieri (10)                                   |
| Grosseto        | Lamberto Magrini (1ª-20ª) Agenore Maurizi (21ª-38ª)                                                                                         | Davide Barosi (38)                                              | Davide Arras (7)                                         |
| Gubbio          | Vincenzo Torrente | Alessandro Arena, Alex Redolfi (36)                             | Samuele Spalluto (10)                                    |
| Imolese         | Gaetano Fontana | Antonio D'Alena (36)                                            | Matteo Angeli (7)                                        |
| Lucchese        | Guido Pagliuca | Francesco Corsinelli (35)                                       | Mauro Semprini (8)                                       |
| Modena          | Attilio Tesser | Marco Armellino, Riccardo Gagno (37)                            | Fabio Scarsella (13)                                     |
| Montevarchi     | Roberto Malotti | Francesco Barranca (37)                                         | Diego Gambale (12)                                       |
| Olbia           | Massimiliano Canzi | Nunzio Lella, Daniele Ragatzu, Christian Travaglini (37)        | Paul Udoh, Daniele Ragatzu (13)                          |
| Pescara         | Gaetano Auteri (1ª-35ª) Luciano Zauri (36ª-38ª e play-off)                                                                                  | Franco Ferrari (36)                                             | Franco Ferrari (17)                                      |
| Pistoiese       | David Sassarini (1ª-18ª) Giovanni Lopez (19ª-20ª) Marco Alessandrini (21ª-22ª) Giovanni Lopez (23ª) Marco Alessandrini (24ª-38ª e play-out) | Alessandro Martina (36)                                         | Michele Vano (11)                                        |
| Pontedera       | Ivan Maraia | Gianluca Barba, Giacomo Benedetti, Gabriele Perretta (37)       | Simone Magnaghi (16)                                     |
| Reggiana        | Aimo Diana | Daniele Sciaudone (36)                                          | Luca Zamparo (18)                                        |
| Siena           | Alberto Gilardino (1ª-11ª) Massimiliano Maddaloni (12ª-18ª) Paolo Negro (19ª-20ª) Pasquale Padalino (21ª-38ª)                               | Ivan Lanni (38)                                                 | Ignacio Lores Varela, Alberto Paloschi (4)               |
| Teramo          | Federico Guidi | Gabriele Bernardotto (37)                                       | Gabriele Bernardotto (8)                                 |
| Virtus Entella  | Gennaro Volpe | Andrea Magrassi (38)                                            | Silvio Merkaj (11)                                       |
| Vis Pesaro      | Marco Banchini | Alessandro Farroni, Matteo Saccani (36)                         | Kevin Cannavò (8)                                        |
| Viterbese       | Alessandro Dal Canto (1ª-7ª) Giuseppe Raffaele (8ª-13ª) Francesco Punzi (14ª-30ª) Alessandro Dal Canto (31ª-38ª e play-out)                 | Emilio Volpicelli (37)                                          | Emilio Volpicelli (14)                                   |

### Classifica finale
|  | Pos. | Squadra         | Pt | G  | V  | N  | P  | GF | GS | DR  |
|  | ---- | --------------- | -- | -- | -- | -- | -- | -- | -- | --- |
|  | 1.   | Modena          | 88 | 38 | 27 | 7  | 4  | 69 | 25 | +44 |
|  | 2.   | Reggiana        | 86 | 38 | 25 | 11 | 2  | 72 | 26 | +46 |
|  | 3.   | Cesena          | 67 | 38 | 18 | 13 | 7  | 53 | 31 | +22 |
|  | 4.   | Virtus Entella  | 65 | 38 | 19 | 8  | 11 | 62 | 40 | +22 |
|  | 5.   | Pescara         | 65 | 38 | 17 | 14 | 7  | 56 | 41 | +15 |
|  | 6.   | Ancona-Matelica | 57 | 38 | 16 | 9  | 13 | 61 | 50 | +11 |
|  | 7.   | Gubbio          | 52 | 38 | 12 | 16 | 10 | 53 | 44 | +9  |
|  | 8.   | Lucchese        | 50 | 38 | 12 | 14 | 12 | 39 | 39 | +0  |
|  | 9.   | Olbia           | 46 | 38 | 11 | 13 | 14 | 44 | 47 | -3  |
|  | 10.  | Carrarese       | 45 | 38 | 10 | 15 | 13 | 39 | 55 | -16 |
|  | 11.  | Vis Pesaro      | 45 | 38 | 11 | 12 | 15 | 35 | 56 | -21 |
|  | 12.  | Montevarchi     | 45 | 38 | 12 | 9  | 17 | 41 | 55 | -14 |
|  | 13.  | Siena           | 44 | 38 | 10 | 14 | 14 | 40 | 41 | -1  |
|  | 14.  | Pontedera       | 43 | 38 | 11 | 10 | 17 | 38 | 56 | -18 |
|  | 15.  | Teramo          | 42 | 38 | 10 | 12 | 16 | 36 | 57 | -21 |
|  | 16.  | Viterbese       | 39 | 38 | 8  | 15 | 15 | 44 | 51 | -7  |
|  | 17.  | Imolese         | 37 | 38 | 8  | 13 | 17 | 42 | 56 | -14 |
|  | 18.  | Pistoiese       | 36 | 38 | 8  | 12 | 18 | 40 | 59 | -19 |
|  | 19.  | Fermana         | 35 | 38 | 7  | 14 | 17 | 31 | 49 | -18 |
|  | 20.  | Grosseto        | 30 | 38 | 5  | 15 | 18 | 30 | 47 | -17 |

      Promosso in Serie B 2022-2023.
      Ammessa direttamente ai play-off nazionali.
  Ammesso ai play-off o ai play-out.
      Retrocesso in Serie D 2022-2023.
Tre punti per la vittoria, uno per il pareggio, zero per la sconfitta.
In caso di arrivo di due o più squadre a pari punti, la graduatoria verrà stilata secondo la classifica avulsa tra le squadre interessate che prevede, in ordine, i seguenti criteri:
- Punti negli scontri diretti.
- Differenza reti negli scontri diretti.
- Differenza reti generale.
- Reti realizzate in generale.
- Sorteggio.

### Risultati

#### Tabellone
Ogni riga indica i risultati casalinghi della squadra segnata a inizio della riga, contro le squadre segnate colonna per colonna (che invece avranno giocato l'incontro in trasferta). Al contrario, leggendo la colonna di una squadra si avranno i risultati ottenuti dalla stessa in trasferta, contro le squadre segnate in ogni riga, che invece avranno giocato l'incontro in casa.
|                 | ANM  | CAR  | CES  | FER  | GRO  | GUB  | IMO  | LUC  | MOD  | MON  | OLB  | PES  | PIS  | PON  | REG  | SIE  | TER  | VET  | VIS  | VIT  |
| --------------- | ---- | ---- | ---- | ---- | ---- | ---- | ---- | ---- | ---- | ---- | ---- | ---- | ---- | ---- | ---- | ---- | ---- | ---- | ---- | ---- |
| Ancona Matelica | –––– | 2-0  | 0-3  | 1-2  | 2-0  | 0-2  | 3-2  | 3-1  | 0-1  | 2-0  | 2-1  | 1-1  | 0-3  | 2-0  | 1-1  | 3-2  | 2-1  | 1-3  | 3-1  | 2-2  |
| Carrarese       | 1-1  | –––– | 1-1  | 1-0  | 2-1  | 1-0  | 0-0  | 1-0  | 2-3  | 2-2  | 1-1  | 1-2  | 1-0  | 2-0  | 1-1  | 3-1  | 4-0  | 1-1  | 4-1  | 1-3  |
| Cesena          | 2-0  | 6-0  | –––– | 4-0  | 3-3  | 0-0  | 0-0  | 1-1  | 1-2  | 3-1  | 3-0  | 1-0  | 0-0  | 2-1  | 2-2  | 1-0  | 2-0  | 1-0  | 2-1  | 0-0  |
| Fermana         | 1-0  | 0-0  | 2-2  | –––– | 2-0  | 1-1  | 3-0  | 0-0  | 0-4  | 0-1  | 1-3  | 1-1  | 1-0  | 1-0  | 1-2  | 1-1  | 0-1  | 1-1  | 1-1  | 3-3  |
| Grosseto        | 0-0  | 0-0  | 0-1  | 0-0  | –––– | 1-1  | 2-0  | 0-2  | 0-0  | 1-2  | 0-1  | 1-2  | 6-1  | 0-0  | 0-0  | 0-0  | 1-1  | 1-0  | 1-1  | 0-1  |
| Gubbio          | 1-1  | 4-0  | 4-1  | 1-0  | 0-0  | –––– | 2-1  | 0-0  | 1-1  | 1-0  | 1-1  | 2-2  | 2-2  | 3-0  | 2-1  | 1-2  | 2-2  | 3-1  | 3-0  | 1-2  |
| Imolese         | 0-2  | 2-4  | 0-0  | 1-1  | 5-0  | 2-2  | –––– | 0-1  | 1-2  | 2-0  | 1-1  | 0-1  | 1-1  | 4-1  | 0-1  | 0-0  | 1-0  | 1-1  | 1-0  | 0-3  |
| Lucchese        | 2-2  | 0-0  | 1-2  | 0-0  | 0-0  | 2-2  | 3-3  | –––– | 0-0  | 2-0  | 2-1  | 2-1  | 3-2  | 1-2  | 1-0  | 1-0  | 2-2  | 3-0  | 1-2  | 1-0  |
| Modena          | 3-0  | 2-0  | 1-0  | 2-0  | 2-1  | 3-2  | 2-1  | 2-1  | –––– | 2-0  | 1-2  | 1-0  | 6-1  | 4-0  | 1-1  | 1-1  | 0-0  | 1-2  | 2-1  | 2-0  |
| Montevarchi     | 3-1  | 1-1  | 4-0  | 2-0  | 1-1  | 2-1  | 4-1  | 2-0  | 2-1  | –––– | 0-2  | 1-2  | 1-1  | 0-0  | 1-3  | 0-3  | 3-1  | 3-1  | 1-1  | 0-0  |
| Olbia           | 1-2  | 4-1  | 0-1  | 0-0  | 3-1  | 1-0  | 0-2  | 1-0  | 0-3  | 0-0  | –––– | 1-2  | 3-2  | 2-0  | 0-1  | 0-0  | 0-0  | 2-3  | 1-1  | 3-2  |
| Pescara         | 2-1  | 1-1  | 1-0  | 2-1  | 2-1  | 3-1  | 2-2  | 0-0  | 1-2  | 4-2  | 1-0  | –––– | 2-0  | 1-1  | 2-3  | 2-1  | 1-1  | 0-0  | 2-2  | 1-1  |
| Pistoiese       | 0-4  | 3-0  | 0-1  | 2-1  | 1-1  | 2-3  | 3-0  | 0-0  | 1-0  | 2-0  | 1-1  | 1-3  | –––– | 0-1  | 0-2  | 1-1  | 1-2  | 0-0  | 0-1  | 2-1  |
| Pontedera       | 0-5  | 1-1  | 2-0  | 1-2  | 2-0  | 0-0  | 2-0  | 2-3  | 1-2  | 3-0  | 1-1  | 2-1  | 2-0  | –––– | 2-2  | 1-2  | 0-3  | 2-1  | 1-1  | 0-2  |
| Reggiana        | 3-1  | 3-0  | 0-0  | 2-1  | 3-1  | 0-0  | 5-2  | 2-0  | 0-0  | 2-0  | 2-0  | 2-0  | 3-1  | 2-0  | –––– | 1-0  | 5-0  | 1-0  | 3-1  | 3-3  |
| Siena           | 1-1  | 3-0  | 0-0  | 2-0  | 1-3  | 1-2  | 2-2  | 1-1  | 1-2  | 2-0  | 3-2  | 1-1  | 0-0  | 0-1  | 0-2  | –––– | 2-1  | 1-0  | 3-0  | 0-0  |
| Teramo          | 0-4  | 2-1  | 0-4  | 3-2  | 2-1  | 1-1  | 0-1  | 1-0  | 1-2  | 0-1  | 2-2  | 0-0  | 1-1  | 1-1  | 0-2  | 0-0  | –––– | 0-2  | 1-2  | 1-0  |
| Virtus Entella  | 2-0  | 3-0  | 3-1  | 2-1  | 1-0  | 4-0  | 2-0  | 2-0  | 0-2  | 5-1  | 3-3  | 2-2  | 3-1  | 1-0  | 0-1  | 3-1  | 2-0  | –––– | 0-0  | 2-1  |
| Vis Pesaro      | 0-4  | 0-0  | 1-1  | 2-0  | 2-1  | 1-0  | 0-0  | 2-1  | 0-3  | 2-0  | 1-0  | 0-2  | 0-2  | 2-2  | 0-3  | 2-1  | 0-2  | 2-1  | –––– | 0-2  |
| Viterbese       | 2-2  | 0-0  | 0-1  | 0-0  | 0-1  | 2-1  | 0-3  | 0-1  | 0-1  | 0-0  | 0-0  | 1-3  | 2-2  | 2-3  | 2-2  | 2-0  | 2-3  | 2-5  | 1-1  | –––– |

### Calendario
| andata (1ª) | andata (1ª) | 1ª giornata             | ritorno (20ª) | ritorno (20ª) |
|             |             |                         |               |               |
| 29 ago.     | 0-0         | Cesena-Gubbio           | 1-4           | 22 dic.       |
| 28 ago.     | 3-3         | Fermana-Viterbese       | 0-0           | 22 dic.       |
| 29 ago.     | 0-0         | Grosseto-Modena         | 1-2           | 22 dic.       |
| 29 ago.     | 0-1         | Imolese-Lucchese        | 3-3           | 18 gen.       |
| 29 ago.     | 3-2         | Olbia-Pistoiese         | 1-1           | 22 dic.       |
| 28 ago.     | 2-1         | Pescara-Ancona Matelica | 1-1           | 22 dic.       |
| 29 ago.     | 1-1         | Pontedera-Carrarese     | 0-2           | 22 dic.       |
| 30 ago.     | 2-0         | Reggiana-Montevarchi    | 3-1           | 22 dic.       |
| 29 ago.     | 3-0         | Siena-Vis Pesaro        | 1-2           | 22 dic.       |
| 28 ago.     | 2-0         | Virtus Entella-Teramo   | 2-0           | 22 dic.       |

| andata (2ª) | andata (2ª) | 2ª giornata                | ritorno (21ª) | ritorno (21ª) |
|             |             |                            |               |               |
| 5 set.      | 2-1         | Ancona Matelica-Olbia      | 2-1           | 2 feb.        |
| 5 set.      | 1-2         | Carrarese-Pescara          | 1-1           | 2 feb.        |
| 5 set.      | 1-0         | Gubbio-Fermana             | 1-1           | 2 feb.        |
| 5 set.      | 1-2         | Lucchese-Cesena            | 1-1           | 2 feb.        |
| 6 set.      | 1-1         | Modena-Reggiana            | 0-0           | 2 feb.        |
| 5 set.      | 3-1         | Montevarchi-Virtus Entella | 1-5           | 2 feb.        |
| 5 set.      | 1-1         | Pistoiese-Grosseto         | 1-6           | 2 feb.        |
| 5 set.      | 0-0         | Teramo-Siena               | 1-2           | 2 feb.        |
| 5 set.      | 2-2         | Vis Pesaro-Pontedera       | 1-1           | 2 feb.        |
| 5 set.      | 0-3         | Viterbese-Imolese          | 3-0           | 2 feb.        |

| andata (1ª) | andata (1ª) | 1ª giornata             | ritorno (20ª) | ritorno (20ª) |
|             |             |                         |               |               |
| 29 ago.     | 0-0         | Cesena-Gubbio           | 1-4           | 22 dic.       |
| 28 ago.     | 3-3         | Fermana-Viterbese       | 0-0           | 22 dic.       |
| 29 ago.     | 0-0         | Grosseto-Modena         | 1-2           | 22 dic.       |
| 29 ago.     | 0-1         | Imolese-Lucchese        | 3-3           | 18 gen.       |
| 29 ago.     | 3-2         | Olbia-Pistoiese         | 1-1           | 22 dic.       |
| 28 ago.     | 2-1         | Pescara-Ancona Matelica | 1-1           | 22 dic.       |
| 29 ago.     | 1-1         | Pontedera-Carrarese     | 0-2           | 22 dic.       |
| 30 ago.     | 2-0         | Reggiana-Montevarchi    | 3-1           | 22 dic.       |
| 29 ago.     | 3-0         | Siena-Vis Pesaro        | 1-2           | 22 dic.       |
| 28 ago.     | 2-0         | Virtus Entella-Teramo   | 2-0           | 22 dic.       |

| andata (2ª) | andata (2ª) | 2ª giornata                | ritorno (21ª) | ritorno (21ª) |
|             |             |                            |               |               |
| 5 set.      | 2-1         | Ancona Matelica-Olbia      | 2-1           | 2 feb.        |
| 5 set.      | 1-2         | Carrarese-Pescara          | 1-1           | 2 feb.        |
| 5 set.      | 1-0         | Gubbio-Fermana             | 1-1           | 2 feb.        |
| 5 set.      | 1-2         | Lucchese-Cesena            | 1-1           | 2 feb.        |
| 6 set.      | 1-1         | Modena-Reggiana            | 0-0           | 2 feb.        |
| 5 set.      | 3-1         | Montevarchi-Virtus Entella | 1-5           | 2 feb.        |
| 5 set.      | 1-1         | Pistoiese-Grosseto         | 1-6           | 2 feb.        |
| 5 set.      | 0-0         | Teramo-Siena               | 1-2           | 2 feb.        |
| 5 set.      | 2-2         | Vis Pesaro-Pontedera       | 1-1           | 2 feb.        |
| 5 set.      | 0-3         | Viterbese-Imolese          | 3-0           | 2 feb.        |

| andata (3ª) | andata (3ª) | 3ª giornata              | ritorno (22ª) | ritorno (22ª) |
|             |             |                          |               |               |
| 12 set.     | 0-0         | Cesena-Imolese           | 0-0           | 23 feb.       |
| 12 set.     | 0-1         | Fermana-Montevarchi      | 0-2           | 23 feb.       |
| 11 set.     | 0-0         | Grosseto-Ancona Matelica | 0-2           | 23 feb.       |
| 12 set.     | 0-0         | Modena-Teramo            | 2-1           | 23 feb.       |
| 12 set.     | 3-2         | Olbia-Viterbese          | 0-0           | 23 feb.       |
| 12 set.     | 2-2         | Pescara-Vis Pesaro       | 2-0           | 23 feb.       |
| 12 set.     | 2-0         | Pontedera-Pistoiese      | 1-0           | 23 feb.       |
| 12 set.     | 0-0         | Reggiana-Gubbio          | 1-2           | 23 feb.       |
| 12 set.     | 3-0         | Siena-Carrarese          | 1-3           | 24 feb.       |
| 12 set.     | 2-0         | Virtus Entella-Lucchese  | 0-3           | 24 feb.       |

| andata (4ª) | andata (4ª) | 4ª giornata               | ritorno (23ª) | ritorno (23ª) |
|             |             |                           |               |               |
| 19 set.     | 2-0         | Ancona Matelica-Pontedera | 5-0           | 22 gen.       |
| 19 set.     | 2-1         | Carrarese-Grosseto        | 0-0           | 23 gen.       |
| 19 set.     | 0-4         | Fermana-Modena            | 0-2           | 22 gen.       |
| 18 set.     | 3-1         | Gubbio-Virtus Entella     | 0-4           | 22 gen.       |
| 19 set.     | 0-0         | Imolese-Siena             | 2-2           | 23 gen.       |
| 19 set.     | 2-1         | Lucchese-Olbia            | 0-1           | 23 gen.       |
| 19 set.     | 1-2         | Montevarchi-Pescara       | 2-4           | 22 gen.       |
| 18 set.     | 0-2         | Pistoiese-Reggiana        | 1-3           | 22 gen.       |
| 19 set.     | 1-2         | Teramo-Vis Pesaro         | 2-0           | 22 gen.       |
| 19 set.     | 0-1         | Viterbese-Cesena          | 0-0           | 22 gen.       |

| andata (3ª) | andata (3ª) | 3ª giornata              | ritorno (22ª) | ritorno (22ª) |
|             |             |                          |               |               |
| 12 set.     | 0-0         | Cesena-Imolese           | 0-0           | 23 feb.       |
| 12 set.     | 0-1         | Fermana-Montevarchi      | 0-2           | 23 feb.       |
| 11 set.     | 0-0         | Grosseto-Ancona Matelica | 0-2           | 23 feb.       |
| 12 set.     | 0-0         | Modena-Teramo            | 2-1           | 23 feb.       |
| 12 set.     | 3-2         | Olbia-Viterbese          | 0-0           | 23 feb.       |
| 12 set.     | 2-2         | Pescara-Vis Pesaro       | 2-0           | 23 feb.       |
| 12 set.     | 2-0         | Pontedera-Pistoiese      | 1-0           | 23 feb.       |
| 12 set.     | 0-0         | Reggiana-Gubbio          | 1-2           | 23 feb.       |
| 12 set.     | 3-0         | Siena-Carrarese          | 1-3           | 24 feb.       |
| 12 set.     | 2-0         | Virtus Entella-Lucchese  | 0-3           | 24 feb.       |

| andata (4ª) | andata (4ª) | 4ª giornata               | ritorno (23ª) | ritorno (23ª) |
|             |             |                           |               |               |
| 19 set.     | 2-0         | Ancona Matelica-Pontedera | 5-0           | 22 gen.       |
| 19 set.     | 2-1         | Carrarese-Grosseto        | 0-0           | 23 gen.       |
| 19 set.     | 0-4         | Fermana-Modena            | 0-2           | 22 gen.       |
| 18 set.     | 3-1         | Gubbio-Virtus Entella     | 0-4           | 22 gen.       |
| 19 set.     | 0-0         | Imolese-Siena             | 2-2           | 23 gen.       |
| 19 set.     | 2-1         | Lucchese-Olbia            | 0-1           | 23 gen.       |
| 19 set.     | 1-2         | Montevarchi-Pescara       | 2-4           | 22 gen.       |
| 18 set.     | 0-2         | Pistoiese-Reggiana        | 1-3           | 22 gen.       |
| 19 set.     | 1-2         | Teramo-Vis Pesaro         | 2-0           | 22 gen.       |
| 19 set.     | 0-1         | Viterbese-Cesena          | 0-0           | 22 gen.       |

| andata (5ª) | andata (5ª) | 5ª giornata              | ritorno (24ª) | ritorno (24ª) |
|             |             |                          |               |               |
| 25 set.     | 3-1         | Ancona Matelica-Lucchese | 2-2           | 30 gen.       |
| 25 set.     | 1-0         | Carrarese-Fermana        | 0-0           | 30 gen.       |
| 25 set.     | 1-1         | Grosseto-Gubbio          | 0-0           | 30 gen.       |
| 25 set.     | 1-2         | Modena-Virtus Entella    | 2-0           | 30 gen.       |
| 25 set.     | 0-1         | Olbia-Cesena             | 0-3           | 30 gen.       |
| 25 set.     | 1-1         | Pescara-Viterbese        | 3-1           | 30 gen.       |
| 25 set.     | 3-0         | Pontedera-Montevarchi    | 0-0           | 30 gen.       |
| 25 set.     | 0-2         | Siena-Reggiana           | 0-1           | 30 gen.       |
| 25 set.     | 0-1         | Teramo-Imolese           | 0-1           | 30 gen.       |
| 25 set.     | 0-2         | Vis Pesaro-Pistoiese     | 1-0           | 30 gen.       |

| andata (6ª) | andata (6ª) | 6ª giornata               | ritorno (25ª) | ritorno (25ª) |
|             |             |                           |               |               |
| 28 set.     | 1-2         | Cesena-Modena             | 0-1           | 7 feb.        |
| 28 set.     | 2-0         | Fermana-Grosseto          | 0-0           | 6 feb.        |
| 28 set.     | 2-2         | Gubbio-Pescara            | 1-3           | 6 feb.        |
| 28 set.     | 4-1         | Imolese-Pontedera         | 0-2           | 6 feb.        |
| 28 set.     | 2-2         | Lucchese-Teramo           | 0-1           | 6 feb.        |
| 28 set.     | 0-3         | Montevarchi-Siena         | 0-2           | 6 feb.        |
| 28 set.     | 0-4         | Pistoiese-Ancona Matelica | 3-0           | 6 feb.        |
| 28 set.     | 3-0         | Reggiana-Carrarese        | 1-1           | 6 feb.        |
| 28 set.     | 3-3         | Virtus Entella-Olbia      | 3-2           | 6 feb.        |
| 28 set.     | 1-1         | Viterbese-Vis Pesaro      | 2-0           | 6 feb.        |

| andata (5ª) | andata (5ª) | 5ª giornata              | ritorno (24ª) | ritorno (24ª) |
|             |             |                          |               |               |
| 25 set.     | 3-1         | Ancona Matelica-Lucchese | 2-2           | 30 gen.       |
| 25 set.     | 1-0         | Carrarese-Fermana        | 0-0           | 30 gen.       |
| 25 set.     | 1-1         | Grosseto-Gubbio          | 0-0           | 30 gen.       |
| 25 set.     | 1-2         | Modena-Virtus Entella    | 2-0           | 30 gen.       |
| 25 set.     | 0-1         | Olbia-Cesena             | 0-3           | 30 gen.       |
| 25 set.     | 1-1         | Pescara-Viterbese        | 3-1           | 30 gen.       |
| 25 set.     | 3-0         | Pontedera-Montevarchi    | 0-0           | 30 gen.       |
| 25 set.     | 0-2         | Siena-Reggiana           | 0-1           | 30 gen.       |
| 25 set.     | 0-1         | Teramo-Imolese           | 0-1           | 30 gen.       |
| 25 set.     | 0-2         | Vis Pesaro-Pistoiese     | 1-0           | 30 gen.       |

| andata (6ª) | andata (6ª) | 6ª giornata               | ritorno (25ª) | ritorno (25ª) |
|             |             |                           |               |               |
| 28 set.     | 1-2         | Cesena-Modena             | 0-1           | 7 feb.        |
| 28 set.     | 2-0         | Fermana-Grosseto          | 0-0           | 6 feb.        |
| 28 set.     | 2-2         | Gubbio-Pescara            | 1-3           | 6 feb.        |
| 28 set.     | 4-1         | Imolese-Pontedera         | 0-2           | 6 feb.        |
| 28 set.     | 2-2         | Lucchese-Teramo           | 0-1           | 6 feb.        |
| 28 set.     | 0-3         | Montevarchi-Siena         | 0-2           | 6 feb.        |
| 28 set.     | 0-4         | Pistoiese-Ancona Matelica | 3-0           | 6 feb.        |
| 28 set.     | 3-0         | Reggiana-Carrarese        | 1-1           | 6 feb.        |
| 28 set.     | 3-3         | Virtus Entella-Olbia      | 3-2           | 6 feb.        |
| 28 set.     | 1-1         | Viterbese-Vis Pesaro      | 2-0           | 6 feb.        |

| andata (7ª) | andata (7ª) | 7ª giornata              | ritorno (26ª) | ritorno (26ª) |
|             |             |                          |               |               |
| 2 ott.      | 3-2         | Ancona Matelica-Imolese  | 2-0           | 13 feb.       |
| 2 ott.      | 2-2         | Carrarese-Montevarchi    | 1-1           | 13 feb.       |
| 2 ott.      | 0-1         | Grosseto-Cesena          | 3-3           | 13 feb.       |
| 2 ott.      | 2-1         | Modena-Lucchese          | 0-0           | 13 feb.       |
| 3 ott.      | 1-0         | Olbia-Gubbio             | 1-1           | 13 feb.       |
| 3 ott.      | 2-3         | Pescara-Reggiana         | 0-2           | 14 feb.       |
| 3 ott.      | 2-1         | Pontedera-Virtus Entella | 0-1           | 13 feb.       |
| 2 ott.      | 0-0         | Siena-Pistoiese          | 1-1           | 13 feb.       |
| 2 ott.      | 1-0         | Teramo-Viterbese         | 3-2           | 13 feb.       |
| 2 ott.      | 2-0         | Vis Pesaro-Fermana       | 1-1           | 13 feb.       |

| andata (8ª) | andata (8ª) | 8ª giornata            | ritorno (27ª) | ritorno (27ª) |
|             |             |                        |               |               |
| 10 ott.     | 2-0         | Cesena-Ancona Matelica | 3-0           | 16 feb.       |
| 9 ott.      | 1-1         | Fermana-Siena          | 0-2           | 16 feb.       |
| 9 ott.      | 3-0         | Gubbio-Pontedera       | 0-0           | 16 feb.       |
| 10 ott.     | 2-4         | Imolese-Carrarese      | 0-0           | 16 feb.       |
| 10 ott.     | 1-2         | Lucchese-Vis Pesaro    | 1-2           | 16 feb.       |
| 9 ott.      | 2-1         | Montevarchi-Modena     | 0-2           | 16 feb.       |
| 9 ott.      | 1-2         | Pistoiese-Teramo       | 1-1           | 16 feb.       |
| 9 ott.      | 2-0         | Reggiana-Olbia         | 1-0           | 17 feb.       |
| 11 ott.     | 2-2         | Virtus Entella-Pescara | 0-0           | 17 feb.       |
| 10 ott.     | 0-1         | Viterbese-Grosseto     | 1-0           | 16 feb.       |

| andata (7ª) | andata (7ª) | 7ª giornata              | ritorno (26ª) | ritorno (26ª) |
|             |             |                          |               |               |
| 2 ott.      | 3-2         | Ancona Matelica-Imolese  | 2-0           | 13 feb.       |
| 2 ott.      | 2-2         | Carrarese-Montevarchi    | 1-1           | 13 feb.       |
| 2 ott.      | 0-1         | Grosseto-Cesena          | 3-3           | 13 feb.       |
| 2 ott.      | 2-1         | Modena-Lucchese          | 0-0           | 13 feb.       |
| 3 ott.      | 1-0         | Olbia-Gubbio             | 1-1           | 13 feb.       |
| 3 ott.      | 2-3         | Pescara-Reggiana         | 0-2           | 14 feb.       |
| 3 ott.      | 2-1         | Pontedera-Virtus Entella | 0-1           | 13 feb.       |
| 2 ott.      | 0-0         | Siena-Pistoiese          | 1-1           | 13 feb.       |
| 2 ott.      | 1-0         | Teramo-Viterbese         | 3-2           | 13 feb.       |
| 2 ott.      | 2-0         | Vis Pesaro-Fermana       | 1-1           | 13 feb.       |

| andata (8ª) | andata (8ª) | 8ª giornata            | ritorno (27ª) | ritorno (27ª) |
|             |             |                        |               |               |
| 10 ott.     | 2-0         | Cesena-Ancona Matelica | 3-0           | 16 feb.       |
| 9 ott.      | 1-1         | Fermana-Siena          | 0-2           | 16 feb.       |
| 9 ott.      | 3-0         | Gubbio-Pontedera       | 0-0           | 16 feb.       |
| 10 ott.     | 2-4         | Imolese-Carrarese      | 0-0           | 16 feb.       |
| 10 ott.     | 1-2         | Lucchese-Vis Pesaro    | 1-2           | 16 feb.       |
| 9 ott.      | 2-1         | Montevarchi-Modena     | 0-2           | 16 feb.       |
| 9 ott.      | 1-2         | Pistoiese-Teramo       | 1-1           | 16 feb.       |
| 9 ott.      | 2-0         | Reggiana-Olbia         | 1-0           | 17 feb.       |
| 11 ott.     | 2-2         | Virtus Entella-Pescara | 0-0           | 17 feb.       |
| 10 ott.     | 0-1         | Viterbese-Grosseto     | 1-0           | 16 feb.       |

| andata (9ª) | andata (9ª) | 9ª giornata                 | ritorno (28ª) | ritorno (28ª) |
|             |             |                             |               |               |
| 16 ott.     | 2-0         | Ancona Matelica-Montevarchi | 1-3           | 20 feb.       |
| 16 ott.     | 1-0         | Carrarese-Pistoiese         | 0-3           | 20 feb.       |
| 16 ott.     | 0-0         | Grosseto-Reggiana           | 1-3           | 20 feb.       |
| 16 ott.     | 2-0         | Modena-Viterbese            | 1-0           | 20 feb.       |
| 16 ott.     | 0-2         | Olbia-Imolese               | 1-1           | 20 feb.       |
| 16 ott.     | 2-1         | Pescara-Fermana             | 1-1           | 20 feb.       |
| 16 ott.     | 2-3         | Pontedera-Lucchese          | 2-1           | 20 feb.       |
| 16 ott.     | 1-0         | Siena-Virtus Entella        | 1-3           | 21 feb.       |
| 16 ott.     | 1-1         | Teramo-Gubbio               | 2-2           | 20 feb.       |
| 16 ott.     | 1-1         | Vis Pesaro-Cesena           | 1-2           | 20 feb.       |

| andata (10ª) | andata (10ª) | 10ª giornata              | ritorno (29ª) | ritorno (29ª) |
|              |              |                           |               |               |
| 19 ott.      | 2-1          | Cesena-Pontedera          | 0-2           | 27 feb.       |
| 19 ott.      | 0-0          | Fermana-Lucchese          | 0-0           | 27 feb.       |
| 19 ott.      | 1-1          | Grosseto-Teramo           | 1-2           | 27 feb.       |
| 19 ott.      | 4-0          | Gubbio-Carrarese          | 0-1           | 27 feb.       |
| 19 ott.      | 1-1          | Imolese-Pistoiese         | 0-3           | 27 feb.       |
| 19 ott.      | 0-2          | Montevarchi-Olbia         | 0-0           | 27 feb.       |
| 19 ott.      | 1-2          | Pescara-Modena            | 0-1           | 28 feb.       |
| 19 ott.      | 3-1          | Reggiana-Ancona Matelica  | 1-1           | 27 feb.       |
| 19 ott.      | 0-0          | Virtus Entella-Vis Pesaro | 1-2           | 27 feb.       |
| 19 ott.      | 2-0          | Viterbese-Siena           | 0-0           | 27 feb.       |

| andata (9ª) | andata (9ª) | 9ª giornata                 | ritorno (28ª) | ritorno (28ª) |
|             |             |                             |               |               |
| 16 ott.     | 2-0         | Ancona Matelica-Montevarchi | 1-3           | 20 feb.       |
| 16 ott.     | 1-0         | Carrarese-Pistoiese         | 0-3           | 20 feb.       |
| 16 ott.     | 0-0         | Grosseto-Reggiana           | 1-3           | 20 feb.       |
| 16 ott.     | 2-0         | Modena-Viterbese            | 1-0           | 20 feb.       |
| 16 ott.     | 0-2         | Olbia-Imolese               | 1-1           | 20 feb.       |
| 16 ott.     | 2-1         | Pescara-Fermana             | 1-1           | 20 feb.       |
| 16 ott.     | 2-3         | Pontedera-Lucchese          | 2-1           | 20 feb.       |
| 16 ott.     | 1-0         | Siena-Virtus Entella        | 1-3           | 21 feb.       |
| 16 ott.     | 1-1         | Teramo-Gubbio               | 2-2           | 20 feb.       |
| 16 ott.     | 1-1         | Vis Pesaro-Cesena           | 1-2           | 20 feb.       |

| andata (10ª) | andata (10ª) | 10ª giornata              | ritorno (29ª) | ritorno (29ª) |
|              |              |                           |               |               |
| 19 ott.      | 2-1          | Cesena-Pontedera          | 0-2           | 27 feb.       |
| 19 ott.      | 0-0          | Fermana-Lucchese          | 0-0           | 27 feb.       |
| 19 ott.      | 1-1          | Grosseto-Teramo           | 1-2           | 27 feb.       |
| 19 ott.      | 4-0          | Gubbio-Carrarese          | 0-1           | 27 feb.       |
| 19 ott.      | 1-1          | Imolese-Pistoiese         | 0-3           | 27 feb.       |
| 19 ott.      | 0-2          | Montevarchi-Olbia         | 0-0           | 27 feb.       |
| 19 ott.      | 1-2          | Pescara-Modena            | 0-1           | 28 feb.       |
| 19 ott.      | 3-1          | Reggiana-Ancona Matelica  | 1-1           | 27 feb.       |
| 19 ott.      | 0-0          | Virtus Entella-Vis Pesaro | 1-2           | 27 feb.       |
| 19 ott.      | 2-0          | Viterbese-Siena           | 0-0           | 27 feb.       |

| andata (11ª) | andata (11ª) | 11ª giornata             | ritorno (30ª) | ritorno (30ª) |
|              |              |                          |               |               |
| 23 ott.      | 1-2          | Ancona Matelica-Fermana  | 0-1           | 6 mar.        |
| 24 ott.      | 1-1          | Carrarese-Virtus Entella | 0-3           | 7 mar.        |
| 23 ott.      | 5-0          | Imolese-Grosseto         | 0-2           | 6 mar.        |
| 23 ott.      | 1-0          | Lucchese-Viterbese       | 1-0           | 6 mar.        |
| 24 ott.      | 0-3          | Olbia-Modena             | 2-1           | 6 mar.        |
| 24 ott.      | 2-0          | Pistoiese-Montevarchi    | 1-1           | 6 mar.        |
| 25 ott.      | 2-2          | Pontedera-Reggiana       | 0-2           | 6 mar.        |
| 23 ott.      | 1-1          | Siena-Pescara            | 1-2           | 6 mar.        |
| 23 ott.      | 0-4          | Teramo-Cesena            | 0-2           | 6 mar.        |
| 23 ott.      | 1-0          | Vis Pesaro-Gubbio        | 0-3           | 6 mar.        |

| andata (12ª) | andata (12ª) | 12ª giornata              | ritorno (31ª) | ritorno (31ª) |
|              |              |                           |               |               |
| 31 ott.      | 0-0          | Cesena-Pistoiese          | 1-0           | 12 mar.       |
| 31 ott.      | 1-0          | Fermana-Pontedera         | 2-1           | 12 mar.       |
| 31 ott.      | 1-1          | Grosseto-Vis Pesaro       | 1-2           | 12 mar.       |
| 1º nov.      | 1-2          | Gubbio-Siena              | 2-1           | 12 mar.       |
| 31 ott.      | 2-0          | Modena-Carrarese          | 3-2           | 12 mar.       |
| 31 ott.      | 3-1          | Montevarchi-Teramo        | 1-0           | 12 mar.       |
| 31 ott.      | 1-0          | Pescara-Olbia             | 2-1           | 12 mar.       |
| 1º nov.      | 2-0          | Reggiana-Lucchese         | 0-1           | 11 mar.       |
| 31 ott.      | 2-0          | Virtus Entella-Imolese    | 1-1           | 12 mar.       |
| 30 ott.      | 2-2          | Viterbese-Ancona Matelica | 2-2           | 12 mar.       |

| andata (11ª) | andata (11ª) | 11ª giornata             | ritorno (30ª) | ritorno (30ª) |
|              |              |                          |               |               |
| 23 ott.      | 1-2          | Ancona Matelica-Fermana  | 0-1           | 6 mar.        |
| 24 ott.      | 1-1          | Carrarese-Virtus Entella | 0-3           | 7 mar.        |
| 23 ott.      | 5-0          | Imolese-Grosseto         | 0-2           | 6 mar.        |
| 23 ott.      | 1-0          | Lucchese-Viterbese       | 1-0           | 6 mar.        |
| 24 ott.      | 0-3          | Olbia-Modena             | 2-1           | 6 mar.        |
| 24 ott.      | 2-0          | Pistoiese-Montevarchi    | 1-1           | 6 mar.        |
| 25 ott.      | 2-2          | Pontedera-Reggiana       | 0-2           | 6 mar.        |
| 23 ott.      | 1-1          | Siena-Pescara            | 1-2           | 6 mar.        |
| 23 ott.      | 0-4          | Teramo-Cesena            | 0-2           | 6 mar.        |
| 23 ott.      | 1-0          | Vis Pesaro-Gubbio        | 0-3           | 6 mar.        |

| andata (12ª) | andata (12ª) | 12ª giornata              | ritorno (31ª) | ritorno (31ª) |
|              |              |                           |               |               |
| 31 ott.      | 0-0          | Cesena-Pistoiese          | 1-0           | 12 mar.       |
| 31 ott.      | 1-0          | Fermana-Pontedera         | 2-1           | 12 mar.       |
| 31 ott.      | 1-1          | Grosseto-Vis Pesaro       | 1-2           | 12 mar.       |
| 1º nov.      | 1-2          | Gubbio-Siena              | 2-1           | 12 mar.       |
| 31 ott.      | 2-0          | Modena-Carrarese          | 3-2           | 12 mar.       |
| 31 ott.      | 3-1          | Montevarchi-Teramo        | 1-0           | 12 mar.       |
| 31 ott.      | 1-0          | Pescara-Olbia             | 2-1           | 12 mar.       |
| 1º nov.      | 2-0          | Reggiana-Lucchese         | 0-1           | 11 mar.       |
| 31 ott.      | 2-0          | Virtus Entella-Imolese    | 1-1           | 12 mar.       |
| 30 ott.      | 2-2          | Viterbese-Ancona Matelica | 2-2           | 12 mar.       |

| andata (13ª) | andata (13ª) | 13ª giornata                   | ritorno (32ª) | ritorno (32ª) |
|              |              |                                |               |               |
| 7 nov.       | 1-3          | Ancona Matelica-Virtus Entella | 0-2           | 15 mar.       |
| 8 nov.       | 1-0          | Cesena-Pescara                 | 0-1           | 15 mar.       |
| 7 nov.       | 2-2          | Imolese-Gubbio                 | 1-2           | 15 mar.       |
| 7 nov.       | 2-0          | Lucchese-Montevarchi           | 0-2           | 15 mar.       |
| 7 nov.       | 4-1          | Olbia-Carrarese                | 1-1           | 15 mar.       |
| 7 nov.       | 2-1          | Pistoiese-Viterbese            | 2-2           | 15 mar.       |
| 6 nov.       | 2-0          | Pontedera-Grosseto             | 0-0           | 15 mar.       |
| 7 nov.       | 1-2          | Siena-Modena                   | 1-1           | 15 mar.       |
| 7 nov.       | 3-2          | Teramo-Fermana                 | 1-0           | 15 mar.       |
| 7 nov.       | 0-3          | Vis Pesaro-Reggiana            | 1-3           | 15 mar.       |

| andata (14ª) | andata (14ª) | 14ª giornata              | ritorno (33ª) | ritorno (33ª) |
|              |              |                           |               |               |
| 13 nov.      | 1-1          | Carrarese-Ancona Matelica | 0-2           | 19 mar.       |
| 14 nov.      | 1-0          | Fermana-Pistoiese         | 1-2           | 19 mar.       |
| 13 nov.      | 0-0          | Gubbio-Lucchese           | 2-2           | 19 mar.       |
| 14 nov.      | 2-1          | Modena-Vis Pesaro         | 3-0           | 19 mar.       |
| 14 nov.      | 4-1          | Montevarchi-Imolese       | 0-2           | 19 mar.       |
| 13 nov.      | 1-1          | Pescara-Teramo            | 0-0           | 19 mar.       |
| 14 nov.      | 0-0          | Reggiana-Cesena           | 2-2           | 21 mar.       |
| 13 nov.      | 3-2          | Siena-Olbia               | 0-0           | 19 mar.       |
| 14 nov.      | 1-0          | Virtus Entella-Grosseto   | 0-1           | 19 mar.       |
| 13 nov.      | 2-3          | Viterbese-Pontedera       | 2-0           | 19 mar.       |

| andata (13ª) | andata (13ª) | 13ª giornata                   | ritorno (32ª) | ritorno (32ª) |
|              |              |                                |               |               |
| 7 nov.       | 1-3          | Ancona Matelica-Virtus Entella | 0-2           | 15 mar.       |
| 8 nov.       | 1-0          | Cesena-Pescara                 | 0-1           | 15 mar.       |
| 7 nov.       | 2-2          | Imolese-Gubbio                 | 1-2           | 15 mar.       |
| 7 nov.       | 2-0          | Lucchese-Montevarchi           | 0-2           | 15 mar.       |
| 7 nov.       | 4-1          | Olbia-Carrarese                | 1-1           | 15 mar.       |
| 7 nov.       | 2-1          | Pistoiese-Viterbese            | 2-2           | 15 mar.       |
| 6 nov.       | 2-0          | Pontedera-Grosseto             | 0-0           | 15 mar.       |
| 7 nov.       | 1-2          | Siena-Modena                   | 1-1           | 15 mar.       |
| 7 nov.       | 3-2          | Teramo-Fermana                 | 1-0           | 15 mar.       |
| 7 nov.       | 0-3          | Vis Pesaro-Reggiana            | 1-3           | 15 mar.       |

| andata (14ª) | andata (14ª) | 14ª giornata              | ritorno (33ª) | ritorno (33ª) |
|              |              |                           |               |               |
| 13 nov.      | 1-1          | Carrarese-Ancona Matelica | 0-2           | 19 mar.       |
| 14 nov.      | 1-0          | Fermana-Pistoiese         | 1-2           | 19 mar.       |
| 13 nov.      | 0-0          | Gubbio-Lucchese           | 2-2           | 19 mar.       |
| 14 nov.      | 2-1          | Modena-Vis Pesaro         | 3-0           | 19 mar.       |
| 14 nov.      | 4-1          | Montevarchi-Imolese       | 0-2           | 19 mar.       |
| 13 nov.      | 1-1          | Pescara-Teramo            | 0-0           | 19 mar.       |
| 14 nov.      | 0-0          | Reggiana-Cesena           | 2-2           | 21 mar.       |
| 13 nov.      | 3-2          | Siena-Olbia               | 0-0           | 19 mar.       |
| 14 nov.      | 1-0          | Virtus Entella-Grosseto   | 0-1           | 19 mar.       |
| 13 nov.      | 2-3          | Viterbese-Pontedera       | 2-0           | 19 mar.       |

| andata (15ª) | andata (15ª) | 15ª giornata             | ritorno (34ª) | ritorno (34ª) |
|              |              |                          |               |               |
| 20 nov.      | 0-1          | Ancona Matelica-Modena   | 0-3           | 28 mar.       |
| 21 nov.      | 4-0          | Cesena-Fermana           | 2-2           | 27 mar.       |
| 21 nov.      | 1-2          | Grosseto-Montevarchi     | 1-1           | 27 mar.       |
| 21 nov.      | 0-1          | Imolese-Reggiana         | 2-5           | 27 mar.       |
| 21 nov.      | 1-0          | Lucchese-Siena           | 1-1           | 27 mar.       |
| 21 nov.      | 0-0          | Pistoiese-Virtus Entella | 1-3           | 25 mar.       |
| 21 nov.      | 2-1          | Pontedera-Pescara        | 1-1           | 27 mar.       |
| 20 nov.      | 2-2          | Teramo-Olbia             | 0-0           | 27 mar.       |
| 21 nov.      | 0-0          | Vis Pesaro-Carrarese     | 1-4           | 27 mar.       |
| 21 nov.      | 2-1          | Viterbese-Gubbio         | 2-1           | 27 mar.       |

| andata (16ª) | andata (16ª) | 16ª giornata           | ritorno (35ª) | ritorno (35ª) |
|              |              |                        |               |               |
| 28 nov.      | 4-0          | Carrarese-Teramo       | 1-2           | 3 apr.        |
| 28 nov.      | 3-0          | Fermana-Imolese        | 1-1           | 3 apr.        |
| 28 nov.      | 1-1          | Gubbio-Ancona Matelica | 2-0           | 3 apr.        |
| 28 nov.      | 6-1          | Modena-Pistoiese       | 0-1           | 3 apr.        |
| 28 nov.      | 1-1          | Montevarchi-Vis Pesaro | 0-2           | 3 apr.        |
| 27 nov.      | 2-0          | Olbia-Pontedera        | 1-1           | 3 apr.        |
| 28 nov.      | 0-0          | Pescara-Lucchese       | 1-2           | 3 apr.        |
| 28 nov.      | 3-3          | Reggiana-Viterbese     | 2-2           | 3 apr.        |
| 27 nov.      | 1-3          | Siena-Grosseto         | 0-0           | 3 apr.        |
| 28 nov.      | 3-1          | Virtus Entella-Cesena  | 0-1           | 3 apr.        |

| andata (15ª) | andata (15ª) | 15ª giornata             | ritorno (34ª) | ritorno (34ª) |
|              |              |                          |               |               |
| 20 nov.      | 0-1          | Ancona Matelica-Modena   | 0-3           | 28 mar.       |
| 21 nov.      | 4-0          | Cesena-Fermana           | 2-2           | 27 mar.       |
| 21 nov.      | 1-2          | Grosseto-Montevarchi     | 1-1           | 27 mar.       |
| 21 nov.      | 0-1          | Imolese-Reggiana         | 2-5           | 27 mar.       |
| 21 nov.      | 1-0          | Lucchese-Siena           | 1-1           | 27 mar.       |
| 21 nov.      | 0-0          | Pistoiese-Virtus Entella | 1-3           | 25 mar.       |
| 21 nov.      | 2-1          | Pontedera-Pescara        | 1-1           | 27 mar.       |
| 20 nov.      | 2-2          | Teramo-Olbia             | 0-0           | 27 mar.       |
| 21 nov.      | 0-0          | Vis Pesaro-Carrarese     | 1-4           | 27 mar.       |
| 21 nov.      | 2-1          | Viterbese-Gubbio         | 2-1           | 27 mar.       |

| andata (16ª) | andata (16ª) | 16ª giornata           | ritorno (35ª) | ritorno (35ª) |
|              |              |                        |               |               |
| 28 nov.      | 4-0          | Carrarese-Teramo       | 1-2           | 3 apr.        |
| 28 nov.      | 3-0          | Fermana-Imolese        | 1-1           | 3 apr.        |
| 28 nov.      | 1-1          | Gubbio-Ancona Matelica | 2-0           | 3 apr.        |
| 28 nov.      | 6-1          | Modena-Pistoiese       | 0-1           | 3 apr.        |
| 28 nov.      | 1-1          | Montevarchi-Vis Pesaro | 0-2           | 3 apr.        |
| 27 nov.      | 2-0          | Olbia-Pontedera        | 1-1           | 3 apr.        |
| 28 nov.      | 0-0          | Pescara-Lucchese       | 1-2           | 3 apr.        |
| 28 nov.      | 3-3          | Reggiana-Viterbese     | 2-2           | 3 apr.        |
| 27 nov.      | 1-3          | Siena-Grosseto         | 0-0           | 3 apr.        |
| 28 nov.      | 3-1          | Virtus Entella-Cesena  | 0-1           | 3 apr.        |

| andata (17ª) | andata (17ª) | 17ª giornata             | ritorno (36ª) | ritorno (36ª) |
|              |              |                          |               |               |
| 5 dic.       | 3-2          | Ancona Matelica-Siena    | 1-1           | 9 apr.        |
| 5 dic.       | 3-1          | Cesena-Montevarchi       | 0-4           | 9 apr.        |
| 5 dic.       | 1-2          | Grosseto-Pescara         | 1-2           | 9 apr.        |
| 5 dic.       | 1-2          | Imolese-Modena           | 1-2           | 9 apr.        |
| 15 dic.      | 0-0          | Lucchese-Carrarese       | 0-1           | 9 apr.        |
| 5 dic.       | 2-3          | Pistoiese-Gubbio         | 2-2           | 9 apr.        |
| 4 dic.       | 0-3          | Pontedera-Teramo         | 1-1           | 9 apr.        |
| 5 dic.       | 2-1          | Reggiana-Fermana         | 2-1           | 9 apr.        |
| 5 dic.       | 1-0          | Vis Pesaro-Olbia         | 1-1           | 9 apr.        |
| 5 dic.       | 2-5          | Viterbese-Virtus Entella | 1-2           | 9 apr.        |

| andata (18ª) | andata (18ª) | 18ª giornata            | ritorno (37ª) | ritorno (37ª) |
|              |              |                         |               |               |
| 12 dic.      | 1-1          | Carrarese-Cesena        | 0-6           | 14 apr.       |
| 12 dic.      | 0-0          | Lucchese-Grosseto       | 2-0           | 14 apr.       |
| 12 dic.      | 3-2          | Modena-Gubbio           | 1-1           | 14 apr.       |
| 12 dic.      | 0-0          | Montevarchi-Viterbese   | 0-0           | 14 apr.       |
| 12 dic.      | 0-0          | Olbia-Fermana           | 3-1           | 14 apr.       |
| 12 dic.      | 2-0          | Pescara-Pistoiese       | 3-1           | 14 apr.       |
| 12 dic.      | 0-1          | Siena-Pontedera         | 2-1           | 14 apr.       |
| 12 dic.      | 0-4          | Teramo-Ancona Matelica  | 1-2           | 14 apr.       |
| 13 dic.      | 0-1          | Virtus Entella-Reggiana | 0-1           | 14 apr.       |
| 12 dic.      | 0-0          | Vis Pesaro-Imolese      | 0-1           | 14 apr.       |

| andata (17ª) | andata (17ª) | 17ª giornata             | ritorno (36ª) | ritorno (36ª) |
|              |              |                          |               |               |
| 5 dic.       | 3-2          | Ancona Matelica-Siena    | 1-1           | 9 apr.        |
| 5 dic.       | 3-1          | Cesena-Montevarchi       | 0-4           | 9 apr.        |
| 5 dic.       | 1-2          | Grosseto-Pescara         | 1-2           | 9 apr.        |
| 5 dic.       | 1-2          | Imolese-Modena           | 1-2           | 9 apr.        |
| 15 dic.      | 0-0          | Lucchese-Carrarese       | 0-1           | 9 apr.        |
| 5 dic.       | 2-3          | Pistoiese-Gubbio         | 2-2           | 9 apr.        |
| 4 dic.       | 0-3          | Pontedera-Teramo         | 1-1           | 9 apr.        |
| 5 dic.       | 2-1          | Reggiana-Fermana         | 2-1           | 9 apr.        |
| 5 dic.       | 1-0          | Vis Pesaro-Olbia         | 1-1           | 9 apr.        |
| 5 dic.       | 2-5          | Viterbese-Virtus Entella | 1-2           | 9 apr.        |

| andata (18ª) | andata (18ª) | 18ª giornata            | ritorno (37ª) | ritorno (37ª) |
|              |              |                         |               |               |
| 12 dic.      | 1-1          | Carrarese-Cesena        | 0-6           | 14 apr.       |
| 12 dic.      | 0-0          | Lucchese-Grosseto       | 2-0           | 14 apr.       |
| 12 dic.      | 3-2          | Modena-Gubbio           | 1-1           | 14 apr.       |
| 12 dic.      | 0-0          | Montevarchi-Viterbese   | 0-0           | 14 apr.       |
| 12 dic.      | 0-0          | Olbia-Fermana           | 3-1           | 14 apr.       |
| 12 dic.      | 2-0          | Pescara-Pistoiese       | 3-1           | 14 apr.       |
| 12 dic.      | 0-1          | Siena-Pontedera         | 2-1           | 14 apr.       |
| 12 dic.      | 0-4          | Teramo-Ancona Matelica  | 1-2           | 14 apr.       |
| 13 dic.      | 0-1          | Virtus Entella-Reggiana | 0-1           | 14 apr.       |
| 12 dic.      | 0-0          | Vis Pesaro-Imolese      | 0-1           | 14 apr.       |

| \| andata (19ª) \| andata (19ª) \| 19ª giornata \| ritorno (38ª) \| ritorno (38ª) \| \| \| \| \| \| \| \| 19 dic. \| 3-1 \| Ancona Matelica-Vis Pesaro \| 4-0 \| 23 apr. \| \| 19 dic. \| 1-0 \| Cesena-Siena \| 0-0 \| 23 apr. \| \| 19 dic. \| 1-1 \| Fermana-Virtus Entella \| 1-2 \| 23 apr. \| \| 19 dic. \| 0-1 \| Grosseto-Olbia \| 1-3 \| 23 apr. \| \| 19 dic. \| 1-0 \| Gubbio-Montevarchi \| 1-2 \| 23 apr. \| \| 19 dic. \| 0-1 \| Imolese-Pescara \| 2-2 \| 23 apr. \| \| 19 dic. \| 0-0 \| Pistoiese-Lucchese \| 2-3 \| 23 apr. \| \| 19 dic. \| 1-2 \| Pontedera-Modena \| 0-4 \| 23 apr. \| \| 19 dic. \| 5-0 \| Reggiana-Teramo \| 2-0 \| 23 apr. \| \| 19 dic. \| 0-0 \| Viterbese-Carrarese \| 3-1 \| 23 apr. \| |              |                            |               |               |
| andata (19ª) | andata (19ª) | 19ª giornata               | ritorno (38ª) | ritorno (38ª) |
| |              |                            |               |               |
| 19 dic. | 3-1          | Ancona Matelica-Vis Pesaro | 4-0           | 23 apr.       |
| 19 dic. | 1-0          | Cesena-Siena               | 0-0           | 23 apr.       |
| 19 dic. | 1-1          | Fermana-Virtus Entella     | 1-2           | 23 apr.       |
| 19 dic. | 0-1          | Grosseto-Olbia             | 1-3           | 23 apr.       |
| 19 dic. | 1-0          | Gubbio-Montevarchi         | 1-2           | 23 apr.       |
| 19 dic. | 0-1          | Imolese-Pescara            | 2-2           | 23 apr.       |
| 19 dic. | 0-0          | Pistoiese-Lucchese         | 2-3           | 23 apr.       |
| 19 dic. | 1-2          | Pontedera-Modena           | 0-4           | 23 apr.       |
| 19 dic. | 5-0          | Reggiana-Teramo            | 2-0           | 23 apr.       |
| 19 dic. | 0-0          | Viterbese-Carrarese        | 3-1           | 23 apr.       |

| andata (19ª) | andata (19ª) | 19ª giornata               | ritorno (38ª) | ritorno (38ª) |
|              |              |                            |               |               |
| 19 dic.      | 3-1          | Ancona Matelica-Vis Pesaro | 4-0           | 23 apr.       |
| 19 dic.      | 1-0          | Cesena-Siena               | 0-0           | 23 apr.       |
| 19 dic.      | 1-1          | Fermana-Virtus Entella     | 1-2           | 23 apr.       |
| 19 dic.      | 0-1          | Grosseto-Olbia             | 1-3           | 23 apr.       |
| 19 dic.      | 1-0          | Gubbio-Montevarchi         | 1-2           | 23 apr.       |
| 19 dic.      | 0-1          | Imolese-Pescara            | 2-2           | 23 apr.       |
| 19 dic.      | 0-0          | Pistoiese-Lucchese         | 2-3           | 23 apr.       |
| 19 dic.      | 1-2          | Pontedera-Modena           | 0-4           | 23 apr.       |
| 19 dic.      | 5-0          | Reggiana-Teramo            | 2-0           | 23 apr.       |
| 19 dic.      | 0-0          | Viterbese-Carrarese        | 3-1           | 23 apr.       |

### Spareggi

#### Play-off

##### Primo turno
|                 | Risultati |           | Luogo e data            |
| --------------- | --------- | --------- | ----------------------- |
| Pescara         | 2-2       | Carrarese | Pescara, 1º maggio 2022 |
| Ancona-Matelica | 0-2       | Olbia     | Ancona, 1º maggio 2022  |
| Gubbio          | 1-0       | Lucchese  | Gubbio, 1º maggio 2022  |

##### Secondo turno
|                | Risultati |        | Luogo e data            |
| -------------- | --------- | ------ | ----------------------- |
| Virtus Entella | 1-1       | Olbia  | Chiavari, 4 maggio 2022 |
| Pescara        | 2-2       | Gubbio | Pescara, 4 maggio 2022  |

#### Play-out
|           | Risultati |           | Luogo e data            |
| --------- | --------- | --------- | ----------------------- |
| Fermana   | 1-0       | Viterbese | Fermo, 7 maggio 2022    |
| Pistoiese | 2-1       | Imolese   | Pistoia, 7 maggio 2022  |
|           |           |           |                         |
| Viterbese | 2-0       | Fermana   | Viterbo, 14 maggio 2022 |
| Imolese   | 1-0       | Pistoiese | Imola, 15 maggio 2022   |
|           |           |           |                         |

### Statistiche

#### Squadre

##### Primati stagionali
Squadre
- Maggior numero di vittorie: Modena (27)
- Minor numero di vittorie: Grosseto (5)
- Maggior numero di pareggi: Gubbio (16)
- Minor numero di pareggi: Modena (7)
- Maggior numero di sconfitte: Grosseto e Pistoiese (18)
- Minor numero di sconfitte: Reggiana (2)
- Miglior attacco: Reggiana (72 gol fatti)
- Peggior attacco: Grosseto (30 gol fatti)
- Miglior difesa: Modena (25 gol subiti)
- Peggior difesa: Pistoiese (59 gol subiti)
- Miglior differenza reti: Reggiana (+46)
- Peggior differenza reti: Teramo e Vis Pesaro (-21)

Partite
- Partita con più reti: Modena-Pistoiese 6-1 (7, 16ª giornata), Viterbese-Virtus Entella 2-5 (7, 17ª giornata) e Grosseto-Pistoiese 6-1 (7, 21ª giornata)
- Partita con maggiore scarto di gol: Cesena-Carrarese 6-0 (6, 37ª giornata)
- Giornata con maggior numero di gol: 36 (6ª giornata)
- Giornata con minor numero di gol: 14 (27ª giornata)

### Individuali

#### Classifica marcatori
| Gol | Rigori |  | Giocatore           | Squadra         |
| --- | ------ |  | ------------------- | --------------- |
| 18  | 5      |  | Alex Rolfini        | Ancona Matelica |
| 18  | 5      |  | Luca Zamparo        | Reggiana        |
| 17  | 2      |  | Franco Ferrari      | Pescara         |
| 16  | 3      |  | Simone Magnaghi     | Pontedera       |
| 15  | 1      |  | Eric Lanini         | Reggiana        |
| 14  | 5      |  | Emilio Volpicelli   | Viterbese       |
| 14  | 1      |  | Alessandro Faggioli | Ancona Matelica |
| 13  |        |  | King Udoh           | Olbia           |
| 13  |        |  | Fabio Scarsella     | Modena          |
| 12  |        |  | Silvio Merkaj       | Virtus Entella  |
| 12  | 2      |  | Diego Gambale       | Montevarchi     |
| 12  | 1      |  | Nicholas Pierini    | Cesena          |

## Girone C

### Avvenimenti
Dopo la finale play-off persa contro la Reggiana e il deludente campionato precedente, l'ambizioso Bari conquista la tanto agognata promozione in Serie B, distanziando nettamente tutte le altre pretendenti. La lotta che si va a formare è quindi per il secondo posto, tra il Catanzaro, il Palermo e l'Avellino; alla fine l'ordine di classifica vede i calabresi arrivare secondi, seguiti dai rosanero e dagli irpini, ma il Palermo riuscirà a vincere i play-off nazionali in finale contro il Padova e tornerà in Serie B.
Il Catania è stato escluso dopo la trentaseiesima giornata, con tutte le partite precedenti che sono state annullate, occupando così uno dei posti destinati alla retrocessione; le due squadre che finiranno in Serie D saranno la Vibonese, in netto calo rispetto alle stagioni precedenti, e la Paganese, che termina così un lungo periodo nel professionismo che durava dalla stagione 2006-2007.

### Squadre partecipanti
| Club               | Stagione | Città                        | Stadio                                                                                            | Stagione precedente              |
| ------------------ | -------- | ---------------------------- | ------------------------------------------------------------------------------------------------- | -------------------------------- |
| Avellino           | dettagli | Avellino                     | Stadio Partenio-Adriano Lombardi                                                                  | 3º posto in Serie C/C            |
| AZ Picerno         | dettagli | Picerno (PZ)                 | Stadio Alfredo Viviani (Potenza) (Fino alla 6ª giornata) Stadio Donato Curcio (Dalla 7ª giornata) | 2º posto in Serie D/H, ripescato |
| Bari               | dettagli | Bari                         | Stadio San Nicola                                                                                 | 4º posto in Serie C/C            |
| Campobasso         | dettagli | Campobasso                   | Stadio Nuovo Romagnoli                                                                            | 1º posto in Serie D/F, promosso  |
| Catania            | dettagli | Catania                      | Stadio Angelo Massimino                                                                           | 6º posto in Serie C/C            |
| Catanzaro          | dettagli | Catanzaro                    | Stadio Nicola Ceravolo                                                                            | 2º posto in Serie C/C            |
| Fidelis Andria     | dettagli | Andria                       | Stadio degli Ulivi                                                                                | 3º posto in Serie D/H, ripescato |
| Foggia             | dettagli | Foggia                       | Stadio Pino Zaccheria                                                                             | 9º posto in Serie C/C            |
| Juve Stabia        | dettagli | Castellammare di Stabia (NA) | Stadio Romeo Menti                                                                                | 5º posto in Serie C/C            |
| Latina             | dettagli | Latina                       | Stadio Domenico Francioni                                                                         | 2º posto in Serie D/G, ripescato |
| Messina            | dettagli | Messina                      | Stadio San Filippo-Franco Scoglio                                                                 | 1º posto in Serie D/I, promosso  |
| Monopoli           | dettagli | Monopoli (BA)                | Stadio Vito Simone Veneziani                                                                      | 11º posto in Serie C/C           |
| Monterosi Tuscia   | dettagli | Monterosi (VT)               | Stadio Enrico Rocchi (Viterbo)                                                                    | 1º posto in Serie D/G, promosso  |
| Paganese           | dettagli | Pagani (SA)                  | Stadio Marcello Torre                                                                             | 17º posto in Serie C/C           |
| Palermo            | dettagli | Palermo                      | Stadio Renzo Barbera                                                                              | 7º posto in Serie C/C            |
| Potenza            | dettagli | Potenza                      | Stadio Alfredo Viviani                                                                            | 13º posto in Serie C/C           |
| Taranto            | dettagli | Taranto                      | Stadio Erasmo Iacovone                                                                            | 1º posto in Serie D/H, promosso  |
| Turris             | dettagli | Torre del Greco (NA)         | Stadio Amerigo Liguori                                                                            | 14º posto in Serie C/C           |
| Vibonese           | dettagli | Vibo Valentia                | Stadio Luigi Razza                                                                                | 16º posto in Serie C/C           |
| Virtus Francavilla | dettagli | Francavilla Fontana (BR)     | Stadio Giovanni Paolo II                                                                          | 15º posto in Serie C/C           |

### Allenatori e primatisti
| Squadra            | Allenatore | Giocatore più presente (tra parentesi il numero delle presenze) | Capocannoniere (tra parentesi il numero dei gol segnati) |
| ------------------ | --- | --------------------------------------------------------------- | -------------------------------------------------------- |
| Avellino           | Piero Braglia (1ª-21ª) Carmine Gautieri (22ª) Piero Braglia (23ª-26ª) Carmine Gautieri (27ª-38ª e play-off)                                                     | Salvatore Aloi (35)                                             | Riccardo Maniero (10)                                    |
| AZ Picerno         | Antonio Palo (1ª-14ª) Leonardo Colucci (15ª-38ª e play-off) | Reginaldo (34)                                                  | Federico Gerardi, Reginaldo (7)                          |
| Bari               | Michele Mignani | Walid Cheddira, Andrea D'Errico, Mattia Maita (34)              | Mirco Antenucci (15)                                     |
| Campobasso         | Mirko Cudini | Michael Liguori (34)                                            | Michael Liguori (11)                                     |
| Catanzaro          | Antonio Calabro (1ª-16ª) Vincenzo Vivarini (17ª-38ª e play-off)                                                                                                 | Luca Verna (35)                                                 | Federico Vázquez (8)                                     |
| Fidelis Andria     | Luigi Panarelli (1ª-8ª) Ciro Ginestra (9ª-20ª) Vito Di Bari e Nicola Di Leo (21ª-22ª) Ciro Ginestra (23ª-24ª) Vito Di Bari e Nicola Di Leo (25ª-38ª e play-out) | Sergio Bubas (31)                                               | Sergio Bubas, Matteo Di Piazza (4)                       |
| Foggia             | Zdeněk Zeman | Alessio Curcio (35)                                             | Alexis Ferrante (13)                                     |
| Juve Stabia        | Walter Novellino (1ª-9ª) Eduardo Imbimbo (10ª) Stefano Sottili (11ª-29ª) Walter Novellino (30ª-38ª)                                                             | Accursio Bentivegna, Marco Caldore, Matteo Stoppa (34)          | Matteo Stoppa (11)                                       |
| Latina             | Daniele Di Donato | Cristian Carletti (35)                                          | Cristian Carletti (11)                                   |
| Messina            | Salvatore Sullo (1ª-8ª) Ezio Capuano (9ª-18ª) Ezio Raciti (19ª-38ª)                                                                                             | Lamine Fofana (35)                                              | Andrea Adorante (8)                                      |
| Monopoli           | Alberto Colombo | Ernesto Starita (36)                                            | Francesco Grandolfo, Ernesto Starita (8)                 |
| Monterosi Tuscia   | David D'Antoni (1ª-13ª) Leonardo Menichini (14ª-38ª e play-off)                                                                                                 | Samuele Parlati (32)                                            | Rocco Costantino (13)                                    |
| Paganese           | Raffaele Di Napoli (1ª-2ª) Gianluca Grassadonia (3ª-36ª) Raffaele Di Napoli (37ª-38ª e play-out)                                                                | Paolo Baiocco (35)                                              | Christian Tommasini (7)                                  |
| Palermo            | Giacomo Filippi (1ª-20ª) Silvio Baldini (21ª-38ª e play-off) | Matteo Brunori (36)                                             | Matteo Brunori (25)                                      |
| Potenza            | Fabio Gallo (1ª-10ª) Bruno Trocini (11ª-20ª) Pasquale Arleo (21ª-22ª) Bruno Trocini (23ª) Pasquale Arleo (24ª-38ª)                                              | Francesco Salvemini (33)                                        | Luigi Cuppone (8)                                        |
| Taranto            | Giuseppe Laterza | Niccolò Chiorra, Giuseppe Giovinco (34)                         | Andrea Saraniti (10)                                     |
| Turris             | Bruno Caneo | Vito Leonetti (36)                                              | Vito Leonetti (15)                                       |
| Vibonese           | Gaetano D'Agostino (1ª-21ª) Nevio Orlandi (22ª) Gaetano D'Agostino (23ª-26ª) Nevio Orlandi (27ª-38ª)                                                            | Gianmarco Basso (35)                                            | Davis Curiale (4)                                        |
| Virtus Francavilla | Roberto Taurino | Tommaso Nobile (35)                                             | Pasquale Maiorino (10)                                   |

### Classifica finale
|  | Pos. | Squadra            | Pt      | G  | V  | N  | P  | GF | GS | DR  |
|  | ---- | ------------------ | ------- | -- | -- | -- | -- | -- | -- | --- |
|  | 1.   | Bari               | 75      | 36 | 22 | 9  | 5  | 52 | 26 | +26 |
|  | 2.   | Catanzaro          | 67      | 36 | 19 | 10 | 7  | 57 | 26 | +31 |
|  | 3.   | Palermo            | 66      | 36 | 18 | 12 | 6  | 64 | 33 | +31 |
|  | 4.   | Avellino           | 64      | 36 | 17 | 13 | 6  | 45 | 26 | +19 |
|  | 5.   | Monopoli           | 59      | 36 | 17 | 8  | 11 | 38 | 31 | +7  |
|  | 6.   | Virtus Francavilla | 56      | 36 | 16 | 8  | 12 | 48 | 38 | +10 |
|  | 7.   | Foggia             | 54      | 36 | 13 | 15 | 8  | 62 | 51 | +11 |
|  | 8.   | Turris             | 52      | 36 | 16 | 4  | 16 | 52 | 49 | +3  |
|  | 9.   | Monterosi Tuscia   | 51      | 36 | 13 | 12 | 11 | 40 | 38 | +2  |
|  | 10.  | AZ Picerno         | 50      | 36 | 14 | 8  | 14 | 41 | 45 | -4  |
|  | 11.  | Juve Stabia (-2)   | 49      | 36 | 13 | 12 | 11 | 44 | 36 | +8  |
|  | 12.  | Latina             | 45      | 36 | 12 | 9  | 15 | 37 | 42 | -5  |
|  | 13.  | Campobasso         | 44      | 36 | 11 | 11 | 14 | 51 | 62 | -11 |
|  | 14.  | Messina            | 39      | 36 | 10 | 9  | 17 | 40 | 57 | -17 |
|  | 15.  | Taranto            | 39      | 36 | 8  | 15 | 13 | 31 | 40 | -9  |
|  | 16.  | Potenza            | 37      | 36 | 8  | 13 | 15 | 37 | 51 | -14 |
|  | 17.  | Fidelis Andria     | 30      | 36 | 6  | 12 | 18 | 26 | 45 | -19 |
|  | 18.  | Paganese           | 26      | 36 | 6  | 8  | 22 | 36 | 69 | -33 |
|  | 19.  | Vibonese           | 21      | 36 | 3  | 12 | 21 | 24 | 60 | -36 |
|  | ---  | Catania            | Escluso | -  | -  | -  | -  | -  | -  | −   |

      Promosso in Serie B 2022-2023.
      Ammessa direttamente ai play-off nazionali.
  Ammesso ai play-off o ai play-out.
      Escluso a campionato in corso.
      Retrocesso in Serie D 2022-2023.
Tre punti per la vittoria, uno per il pareggio, zero per la sconfitta.
In caso di arrivo di due o più squadre a pari punti, la graduatoria verrà stilata secondo la classifica avulsa tra le squadre interessate che prevede, in ordine, i seguenti criteri:
- Punti negli scontri diretti.
- Differenza reti negli scontri diretti.
- Differenza reti generale.
- Reti realizzate in generale.
- Sorteggio.

Note:
Il Catania è stato escluso dal campionato alla 36ª giornata per sopraggiunto fallimento e tutte le partite giocate sono state annullate.
La Juve Stabia ha scontato 2 punti di penalizzazione.

### Risultati

#### Tabellone
Ogni riga indica i risultati casalinghi della squadra segnata a inizio della riga, contro le squadre segnate colonna per colonna (che invece avranno giocato l'incontro in trasferta). Al contrario, leggendo la colonna di una squadra si avranno i risultati ottenuti dalla stessa in trasferta, contro le squadre segnate in ogni riga, che invece avranno giocato l'incontro in casa.
|                    | AVE  | AZP  | BAR  | CAM  | CNZ  | FID  | FOG  | JVS  | LAT  | MES  | MON  | MTU  | PAG  | PAL  | POT  | TAR  | TUR  | VIB  | VIR  |
| ------------------ | ---- | ---- | ---- | ---- | ---- | ---- | ---- | ---- | ---- | ---- | ---- | ---- | ---- | ---- | ---- | ---- | ---- | ---- | ---- |
| Avellino           | –––– | 1-1  | 1-1  | 1-1  | 0-0  | 2-0  | 2-2  | 3-1  | 1-1  | 1-1  | 2-2  | 2-0  | 3-0  | 1-2  | 1-0  | 2-1  | 1-0  | 3-1  | 1-0  |
| AZ Picerno         | 0-1  | –––– | 0-1  | 3-2  | 0-0  | 3-0  | 1-1  | 1-0  | 0-2  | 2-1  | 3-0  | 2-0  | 5-3  | 1-0  | 0-1  | 2-2  | 0-1  | 1-0  | 0-1  |
| Bari               | 1-0  | 1-0  | –––– | 2-3  | 2-1  | 0-0  | 1-1  | 1-0  | 3-1  | 1-2  | 1-0  | 4-0  | 1-1  | 0-2  | 2-0  | 3-1  | 4-2  | 2-0  | 2-1  |
| Campobasso         | 0-3  | 1-1  | 1-3  | –––– | 1-2  | 1-3  | 1-1  | 0-0  | 2-0  | 2-0  | 1-0  | 1-2  | 2-0  | 2-2  | 1-1  | 0-1  | 3-3  | 4-1  | 2-2  |
| Catanzaro          | 2-0  | 2-0  | 1-2  | 3-0  | –––– | 3-1  | 2-0  | 1-1  | 3-1  | 2-0  | 1-2  | 1-2  | 1-0  | 0-0  | 3-0  | 3-0  | 2-0  | 1-1  | 3-1  |
| Fidelis Andria     | 1-1  | 2-3  | 0-3  | 0-1  | 0-1  | –––– | 0-3  | 1-1  | 1-1  | 0-0  | 1-2  | 0-0  | 1-0  | 0-2  | 1-1  | 3-0  | 1-0  | 1-1  | 0-1  |
| Foggia             | 2-0  | 3-2  | 2-2  | 5-2  | 2-6  | 1-1  | –––– | 1-1  | 1-3  | 3-1  | 1-0  | 1-1  | 3-0  | 4-1  | 4-1  | 1-1  | 0-2  | 5-2  | 1-0  |
| Juve Stabia        | 0-0  | 2-3  | 1-0  | 0-0  | 1-1  | 1-1  | 3-1  | –––– | 1-0  | 1-0  | 0-1  | 1-1  | 4-0  | 0-0  | 3-0  | 3-2  | 3-0  | 3-1  | 4-0  |
| Latina             | 0-0  | 3-0  | 0-1  | 4-1  | 0-2  | 1-0  | 1-1  | 0-1  | –––– | 1-0  | 0-0  | 3-3  | 2-0  | 1-0  | 0-3  | 0-0  | 3-1  | 3-2  | 0-0  |
| Messina            | 0-1  | 1-1  | 0-2  | 2-0  | 2-3  | 2-3  | 1-1  | 0-1  | 1-0  | –––– | 2-1  | 1-3  | 2-1  | 1-1  | 2-0  | 1-0  | 1-2  | 0-0  | 1-0  |
| Monopoli           | 0-0  | 2-0  | 0-0  | 1-2  | 2-1  | 2-1  | 0-1  | 1-0  | 0-0  | 2-1  | –––– | 2-0  | 1-0  | 0-2  | 3-1  | 2-0  | 2-1  | 3-0  | 0-0  |
| Monterosi Tuscia   | 2-1  | 1-1  | 0-1  | 2-3  | 1-1  | 1-0  | 0-0  | 0-1  | 3-0  | 3-1  | 0-1  | –––– | 1-0  | 1-1  | 3-1  | 2-1  | 1-3  | 0-0  | 1-0  |
| Paganese           | 0-2  | 2-3  | 1-2  | 2-1  | 0-2  | 0-1  | 1-4  | 3-1  | 1-2  | 4-4  | 0-1  | 0-3  | –––– | 2-2  | 2-0  | 2-1  | 1-1  | 1-0  | 2-1  |
| Palermo            | 1-1  | 4-0  | 0-0  | 3-1  | 0-0  | 1-1  | 3-0  | 3-1  | 2-0  | 2-2  | 2-1  | 2-0  | 3-0  | –––– | 2-0  | 5-2  | 5-0  | 3-0  | 1-0  |
| Potenza            | 1-3  | 2-0  | 1-1  | 0-1  | 0-0  | 2-0  | 2-1  | 1-1  | 2-1  | 2-3  | 0-0  | 1-1  | 1-1  | 2-2  | –––– | 1-1  | 0-0  | 4-2  | 0-1  |
| Taranto            | 0-1  | 2-0  | 0-0  | 1-1  | 0-1  | 2-1  | 1-1  | 0-0  | 2-0  | 0-0  | 2-0  | 0-0  | 1-1  | 3-1  | 2-1  | –––– | 0-0  | 0-0  | 0-0  |
| Turris             | 1-2  | 0-1  | 0-1  | 2-3  | 1-0  | 1-0  | 3-1  | 2-1  | 3-1  | 5-0  | 1-2  | 0-2  | 4-2  | 3-0  | 0-2  | 1-2  | –––– | 2-0  | 1-0  |
| Vibonese           | 0-1  | 0-0  | 0-1  | 2-0  | 0-3  | 0-0  | 1-1  | 1-3  | 2-0  | 1-3  | 1-1  | 0-0  | 0-0  | 1-3  | 1-1  | 1-0  | 1-4  | –––– | 1-2  |
| Virtus Francavilla | 1-0  | 0-1  | 3-0  | 4-4  | 2-1  | 1-0  | 2-2  | 3-0  | 2-1  | 5-1  | 3-1  | 1-0  | 3-3  | 2-1  | 4-1  | 0-0  | 1-2  | 1-0  | –––– |

### Calendario
| andata (1ª) | andata (1ª) | 1ª giornata                  | ritorno (20ª) | ritorno (20ª) |
|             |             |                              |               |               |
| 29 ago.     | 1-1         | Avellino-Campobasso          | 3-0           | 22 dic.       |
| 29 ago.     | 3-1         | Catanzaro-Virtus Francavilla | 1-2           | 22 dic.       |
| 29 ago.     | 1-1         | Fidelis Andria-Juve Stabia   | 1-1           | 22 dic.       |
| annullata   | [ 87 ]      | Monopoli-Catania             | [ 87 ]        | annullata     |
| 28 ago.     | 0-0         | Monterosi Tuscia-Foggia      | 1-1           | 22 dic.       |
| 28 ago.     | 4-4         | Paganese-Messina             | 1-2           | 22 dic.       |
| 29 ago.     | 2-0         | Palermo-Latina               | 0-1           | 22 dic.       |
| 30 ago.     | 1-1         | Potenza-Bari                 | 0-2           | 22 dic.       |
| 29 ago.     | 0-0         | Taranto-Turris               | 2-1           | 22 dic.       |
| 29 ago.     | 0-0         | Vibonese-AZ Picerno          | 0-1           | 22 dic.       |

| andata (2ª) | andata (2ª) | 2ª giornata                 | ritorno (21ª) | ritorno (21ª) |
|             |             |                             |               |               |
| 4 set.      | 0-0         | AZ Picerno-Catanzaro        | 0-2           | 2 feb.        |
| 5 set.      | 4-0         | Bari-Monterosi Tuscia       | 1-0           | 2 feb.        |
| 4 set.      | 0-1         | Campobasso-Taranto          | 1-1           | 2 feb.        |
| annullata   | [ 87 ]      | Catania-Fidelis Andria      | [ 87 ]        | annullata     |
| 5 set.      | 4-1         | Foggia-Potenza              | 1-2           | 3 feb.        |
| 4 set.      | 0-0         | Juve Stabia-Avellino        | 1-3           | 3 feb.        |
| 4 set.      | 2-0         | Latina-Paganese             | 2-1           | 2 feb.        |
| 4 set.      | 1-1         | Messina-Palermo             | 2-2           | 2 feb.        |
| 5 set.      | 1-2         | Turris-Monopoli             | 1-2           | 2 feb.        |
| 5 set.      | 1-0         | Virtus Francavilla-Vibonese | 2-1           | 2 feb.        |

| andata (1ª) | andata (1ª) | 1ª giornata                  | ritorno (20ª) | ritorno (20ª) |
|             |             |                              |               |               |
| 29 ago.     | 1-1         | Avellino-Campobasso          | 3-0           | 22 dic.       |
| 29 ago.     | 3-1         | Catanzaro-Virtus Francavilla | 1-2           | 22 dic.       |
| 29 ago.     | 1-1         | Fidelis Andria-Juve Stabia   | 1-1           | 22 dic.       |
| annullata   | [ 87 ]      | Monopoli-Catania             | [ 87 ]        | annullata     |
| 28 ago.     | 0-0         | Monterosi Tuscia-Foggia      | 1-1           | 22 dic.       |
| 28 ago.     | 4-4         | Paganese-Messina             | 1-2           | 22 dic.       |
| 29 ago.     | 2-0         | Palermo-Latina               | 0-1           | 22 dic.       |
| 30 ago.     | 1-1         | Potenza-Bari                 | 0-2           | 22 dic.       |
| 29 ago.     | 0-0         | Taranto-Turris               | 2-1           | 22 dic.       |
| 29 ago.     | 0-0         | Vibonese-AZ Picerno          | 0-1           | 22 dic.       |

| andata (2ª) | andata (2ª) | 2ª giornata                 | ritorno (21ª) | ritorno (21ª) |
|             |             |                             |               |               |
| 4 set.      | 0-0         | AZ Picerno-Catanzaro        | 0-2           | 2 feb.        |
| 5 set.      | 4-0         | Bari-Monterosi Tuscia       | 1-0           | 2 feb.        |
| 4 set.      | 0-1         | Campobasso-Taranto          | 1-1           | 2 feb.        |
| annullata   | [ 87 ]      | Catania-Fidelis Andria      | [ 87 ]        | annullata     |
| 5 set.      | 4-1         | Foggia-Potenza              | 1-2           | 3 feb.        |
| 4 set.      | 0-0         | Juve Stabia-Avellino        | 1-3           | 3 feb.        |
| 4 set.      | 2-0         | Latina-Paganese             | 2-1           | 2 feb.        |
| 4 set.      | 1-1         | Messina-Palermo             | 2-2           | 2 feb.        |
| 5 set.      | 1-2         | Turris-Monopoli             | 1-2           | 2 feb.        |
| 5 set.      | 1-0         | Virtus Francavilla-Vibonese | 2-1           | 2 feb.        |

| andata (3ª) | andata (3ª) | 3ª giornata                       | ritorno (22ª) | ritorno (22ª) |
|             |             |                                   |               |               |
| 12 set.     | 1-1         | Avellino-Latina                   | 0-0           | 22 feb.       |
| 12 set.     | 0-1         | AZ Picerno-Bari                   | 0-1           | 22 feb.       |
| 12 set.     | 1-1         | Catanzaro-Potenza                 | 0-0           | 22 feb.       |
| 12 set.     | 0-1         | Fidelis Andria-Virtus Francavilla | 0-1           | 22 feb.       |
| 11 set.     | 0-2         | Foggia-Turris                     | 1-3           | 22 feb.       |
| 12 set.     | 2-1         | Monopoli-Messina                  | 1-2           | 22 feb.       |
| 12 set.     | 2-3         | Monterosi Tuscia-Campobasso       | 2-1           | 22 feb.       |
| annullata   | [ 87 ]      | Paganese-Catania                  | [ 87 ]        | annullata     |
| 11 set.     | 3-1         | Taranto-Palermo                   | 2-5           | 30 mar.       |
| 12 set.     | 1-3         | Vibonese-Juve Stabia              | 1-3           | 22 feb.       |

| andata (4ª) | andata (4ª) | 4ª giornata                | ritorno (23ª) | ritorno (23ª) |
|             |             |                            |               |               |
| annullata   | [ 87 ]      | Catania-Bari               | [ 87 ]        | annullata     |
| 19 set.     | 1-1         | Fidelis Andria-Vibonese    | 0-0           | 23 gen.       |
| 19 set.     | 0-0         | Juve Stabia-Campobasso     | 0-0           | 23 gen.       |
| 19 set.     | 1-1         | Latina-Foggia              | 3-1           | 23 gen.       |
| 19 set.     | 1-0         | Messina-Virtus Francavilla | 1-5           | 23 gen.       |
| 20 set.     | 0-0         | Monopoli-Avellino          | 2-2           | 23 gen.       |
| 19 set.     | 2-1         | Paganese-Taranto           | 1-1           | 23 gen.       |
| 19 set.     | 0-0         | Palermo-Catanzaro          | 0-0           | 24 gen.       |
| 19 set.     | 1-1         | Potenza-Monterosi Tuscia   | 1-3           | 23 gen.       |
| 19 set.     | 0-1         | Turris-AZ Picerno          | 1-0           | 23 gen.       |

| andata (3ª) | andata (3ª) | 3ª giornata                       | ritorno (22ª) | ritorno (22ª) |
|             |             |                                   |               |               |
| 12 set.     | 1-1         | Avellino-Latina                   | 0-0           | 22 feb.       |
| 12 set.     | 0-1         | AZ Picerno-Bari                   | 0-1           | 22 feb.       |
| 12 set.     | 1-1         | Catanzaro-Potenza                 | 0-0           | 22 feb.       |
| 12 set.     | 0-1         | Fidelis Andria-Virtus Francavilla | 0-1           | 22 feb.       |
| 11 set.     | 0-2         | Foggia-Turris                     | 1-3           | 22 feb.       |
| 12 set.     | 2-1         | Monopoli-Messina                  | 1-2           | 22 feb.       |
| 12 set.     | 2-3         | Monterosi Tuscia-Campobasso       | 2-1           | 22 feb.       |
| annullata   | [ 87 ]      | Paganese-Catania                  | [ 87 ]        | annullata     |
| 11 set.     | 3-1         | Taranto-Palermo                   | 2-5           | 30 mar.       |
| 12 set.     | 1-3         | Vibonese-Juve Stabia              | 1-3           | 22 feb.       |

| andata (4ª) | andata (4ª) | 4ª giornata                | ritorno (23ª) | ritorno (23ª) |
|             |             |                            |               |               |
| annullata   | [ 87 ]      | Catania-Bari               | [ 87 ]        | annullata     |
| 19 set.     | 1-1         | Fidelis Andria-Vibonese    | 0-0           | 23 gen.       |
| 19 set.     | 0-0         | Juve Stabia-Campobasso     | 0-0           | 23 gen.       |
| 19 set.     | 1-1         | Latina-Foggia              | 3-1           | 23 gen.       |
| 19 set.     | 1-0         | Messina-Virtus Francavilla | 1-5           | 23 gen.       |
| 20 set.     | 0-0         | Monopoli-Avellino          | 2-2           | 23 gen.       |
| 19 set.     | 2-1         | Paganese-Taranto           | 1-1           | 23 gen.       |
| 19 set.     | 0-0         | Palermo-Catanzaro          | 0-0           | 24 gen.       |
| 19 set.     | 1-1         | Potenza-Monterosi Tuscia   | 1-3           | 23 gen.       |
| 19 set.     | 0-1         | Turris-AZ Picerno          | 1-0           | 23 gen.       |

| andata (5ª) | andata (5ª) | 5ª giornata                 | ritorno (24ª) | ritorno (24ª) |
|             |             |                             |               |               |
| 26 set.     | 1-0         | Avellino-Potenza            | 3-1           | 30 gen.       |
| 26 set.     | 2-1         | AZ Picerno-Messina          | 1-1           | 30 gen.       |
| 26 set.     | 1-1         | Bari-Paganese               | 2-1           | 30 gen.       |
| 26 set.     | 1-3         | Campobasso-Fidelis Andria   | 1-0           | 30 gen.       |
| annullata   | [ 87 ]      | Catanzaro-Catania           | [ 87 ]        | annullata     |
| 26 set.     | 1-1         | Foggia-Juve Stabia          | 1-3           | 31 gen.       |
| 26 set.     | 1-1         | Monterosi Tuscia-Palermo    | 0-2           | 30 gen.       |
| 26 set.     | 2-0         | Taranto-Latina              | 0-0           | 30 gen.       |
| 26 set.     | 1-4         | Vibonese-Turris             | 0-2           | 30 gen.       |
| 26 set.     | 3-1         | Virtus Francavilla-Monopoli | 0-0           | 30 gen.       |

| andata (6ª) | andata (6ª) | 6ª giornata                | ritorno (25ª) | ritorno (25ª) |
|             |             |                            |               |               |
| 30 set.     | 0-0         | Avellino-Catanzaro         | 0-2           | 6 feb.        |
| annullata   | [ 87 ]      | Catania-Turris             | [ 87 ]        | annullata     |
| 29 set.     | 0-3         | Fidelis Andria-Foggia      | 1-1           | 6 feb.        |
| 29 set.     | 0-1         | Latina-Juve Stabia         | 0-1           | 6 feb.        |
| 29 set.     | 0-2         | Messina-Bari               | 2-1           | 6 feb.        |
| 29 set.     | 2-0         | Monopoli-AZ Picerno        | 0-3           | 6 feb.        |
| 29 set.     | 1-0         | Paganese-Vibonese          | 0-0           | 6 feb.        |
| 29 set.     | 3-1         | Palermo-Campobasso         | 2-2           | 6 feb.        |
| 29 set.     | 0-1         | Potenza-Virtus Francavilla | 1-4           | 6 feb.        |
| 29 set.     | 0-0         | Taranto-Monterosi Tuscia   | 1-2           | 6 feb.        |

| andata (5ª) | andata (5ª) | 5ª giornata                 | ritorno (24ª) | ritorno (24ª) |
|             |             |                             |               |               |
| 26 set.     | 1-0         | Avellino-Potenza            | 3-1           | 30 gen.       |
| 26 set.     | 2-1         | AZ Picerno-Messina          | 1-1           | 30 gen.       |
| 26 set.     | 1-1         | Bari-Paganese               | 2-1           | 30 gen.       |
| 26 set.     | 1-3         | Campobasso-Fidelis Andria   | 1-0           | 30 gen.       |
| annullata   | [ 87 ]      | Catanzaro-Catania           | [ 87 ]        | annullata     |
| 26 set.     | 1-1         | Foggia-Juve Stabia          | 1-3           | 31 gen.       |
| 26 set.     | 1-1         | Monterosi Tuscia-Palermo    | 0-2           | 30 gen.       |
| 26 set.     | 2-0         | Taranto-Latina              | 0-0           | 30 gen.       |
| 26 set.     | 1-4         | Vibonese-Turris             | 0-2           | 30 gen.       |
| 26 set.     | 3-1         | Virtus Francavilla-Monopoli | 0-0           | 30 gen.       |

| andata (6ª) | andata (6ª) | 6ª giornata                | ritorno (25ª) | ritorno (25ª) |
|             |             |                            |               |               |
| 30 set.     | 0-0         | Avellino-Catanzaro         | 0-2           | 6 feb.        |
| annullata   | [ 87 ]      | Catania-Turris             | [ 87 ]        | annullata     |
| 29 set.     | 0-3         | Fidelis Andria-Foggia      | 1-1           | 6 feb.        |
| 29 set.     | 0-1         | Latina-Juve Stabia         | 0-1           | 6 feb.        |
| 29 set.     | 0-2         | Messina-Bari               | 2-1           | 6 feb.        |
| 29 set.     | 2-0         | Monopoli-AZ Picerno        | 0-3           | 6 feb.        |
| 29 set.     | 1-0         | Paganese-Vibonese          | 0-0           | 6 feb.        |
| 29 set.     | 3-1         | Palermo-Campobasso         | 2-2           | 6 feb.        |
| 29 set.     | 0-1         | Potenza-Virtus Francavilla | 1-4           | 6 feb.        |
| 29 set.     | 0-0         | Taranto-Monterosi Tuscia   | 1-2           | 6 feb.        |

| andata (7ª) | andata (7ª) | 7ª giornata                | ritorno (26ª) | ritorno (26ª) |
|             |             |                            |               |               |
| annullata   | [ 87 ]      | AZ Picerno-Catania         | [ 87 ]        | annullata     |
| 3 ott.      | 1-0         | Bari-Monopoli              | 0-0           | 12 feb.       |
| 3 ott.      | 2-0         | Campobasso-Paganese        | 1-2           | 12 feb.       |
| 5 ott.      | 3-1         | Catanzaro-Fidelis Andria   | 1-0           | 12 feb.       |
| 3 ott.      | 3-1         | Foggia-Messina             | 1-1           | 12 feb.       |
| 4 ott.      | 0-0         | Juve Stabia-Palermo        | 1-3           | 12 feb.       |
| 3 ott.      | 2-1         | Monterosi Tuscia-Avellino  | 0-2           | 12 feb.       |
| 3 ott.      | 3-1         | Turris-Latina              | 1-3           | 12 feb.       |
| 3 ott.      | 1-1         | Vibonese-Potenza           | 2-4           | 12 feb.       |
| 3 ott.      | 0-0         | Virtus Francavilla-Taranto | 0-0           | 12 feb.       |

| andata (8ª) | andata (8ª) | 8ª giornata                 | ritorno (27ª) | ritorno (27ª) |
|             |             |                             |               |               |
| 9 ott.      | 1-0         | Avellino-Virtus Francavilla | 0-1           | 15 feb.       |
| 10 ott.     | 4-2         | Bari-Turris                 | 1-0           | 15 feb.       |
| annullata   | [ 87 ]      | Catania-Juve Stabia         | [ 87 ]        | annullata     |
| 10 ott.     | 3-0         | Latina-AZ Picerno           | 2-0           | 15 feb.       |
| 9 ott.      | 1-3         | Messina-Monterosi Tuscia    | 1-3           | 15 feb.       |
| 10 ott.     | 1-2         | Monopoli-Campobasso         | 0-1           | 15 feb.       |
| 10 ott.     | 0-2         | Paganese-Catanzaro          | 0-1           | 15 feb.       |
| 10 ott.     | 3-0         | Palermo-Foggia              | 1-4           | 15 feb.       |
| 10 ott.     | 2-0         | Potenza-Fidelis Andria      | 1-1           | 15 feb.       |
| 10 ott.     | 0-0         | Taranto-Vibonese            | 0-1           | 9 mar.        |

| andata (7ª) | andata (7ª) | 7ª giornata                | ritorno (26ª) | ritorno (26ª) |
|             |             |                            |               |               |
| annullata   | [ 87 ]      | AZ Picerno-Catania         | [ 87 ]        | annullata     |
| 3 ott.      | 1-0         | Bari-Monopoli              | 0-0           | 12 feb.       |
| 3 ott.      | 2-0         | Campobasso-Paganese        | 1-2           | 12 feb.       |
| 5 ott.      | 3-1         | Catanzaro-Fidelis Andria   | 1-0           | 12 feb.       |
| 3 ott.      | 3-1         | Foggia-Messina             | 1-1           | 12 feb.       |
| 4 ott.      | 0-0         | Juve Stabia-Palermo        | 1-3           | 12 feb.       |
| 3 ott.      | 2-1         | Monterosi Tuscia-Avellino  | 0-2           | 12 feb.       |
| 3 ott.      | 3-1         | Turris-Latina              | 1-3           | 12 feb.       |
| 3 ott.      | 1-1         | Vibonese-Potenza           | 2-4           | 12 feb.       |
| 3 ott.      | 0-0         | Virtus Francavilla-Taranto | 0-0           | 12 feb.       |

| andata (8ª) | andata (8ª) | 8ª giornata                 | ritorno (27ª) | ritorno (27ª) |
|             |             |                             |               |               |
| 9 ott.      | 1-0         | Avellino-Virtus Francavilla | 0-1           | 15 feb.       |
| 10 ott.     | 4-2         | Bari-Turris                 | 1-0           | 15 feb.       |
| annullata   | [ 87 ]      | Catania-Juve Stabia         | [ 87 ]        | annullata     |
| 10 ott.     | 3-0         | Latina-AZ Picerno           | 2-0           | 15 feb.       |
| 9 ott.      | 1-3         | Messina-Monterosi Tuscia    | 1-3           | 15 feb.       |
| 10 ott.     | 1-2         | Monopoli-Campobasso         | 0-1           | 15 feb.       |
| 10 ott.     | 0-2         | Paganese-Catanzaro          | 0-1           | 15 feb.       |
| 10 ott.     | 3-0         | Palermo-Foggia              | 1-4           | 15 feb.       |
| 10 ott.     | 2-0         | Potenza-Fidelis Andria      | 1-1           | 15 feb.       |
| 10 ott.     | 0-0         | Taranto-Vibonese            | 0-1           | 9 mar.        |

| andata (9ª) | andata (9ª) | 9ª giornata                | ritorno (28ª) | ritorno (28ª) |
|             |             |                            |               |               |
| 17 ott.     | 1-3         | Campobasso-Bari            | 3-2           | 19 feb.       |
| 17 ott.     | 3-0         | Catanzaro-Taranto          | 1-0           | 19 feb.       |
| 17 ott.     | 1-1         | Fidelis Andria-Avellino    | 0-2           | 19 feb.       |
| 17 ott.     | 1-0         | Foggia-Monopoli            | 1-0           | 19 feb.       |
| 17 ott.     | 2-3         | Juve Stabia-AZ Picerno     | 0-1           | 19 feb.       |
| 17 ott.     | 1-0         | Monterosi Tuscia-Paganese  | 3-0           | 19 feb.       |
| 17 ott.     | 2-3         | Potenza-Messina            | 0-2           | 19 feb.       |
| 17 ott.     | 3-0         | Turris-Palermo             | 0-5           | 19 feb.       |
| 17 ott.     | 2-0         | Vibonese-Latina            | 2-3           | 19 feb.       |
| annullata   | [ 87 ]      | Virtus Francavilla-Catania | [ 87 ]        | annullata     |

| andata (10ª) | andata (10ª) | 10ª giornata                | ritorno (29ª) | ritorno (29ª) |
|              |              |                             |               |               |
| 20 ott.      | 2-0          | AZ Picerno-Monterosi Tuscia | 1-1           | 26 feb.       |
| 20 ott.      | 1-1          | Bari-Foggia                 | 2-2           | 26 feb.       |
| annullata    | [ 87 ]       | Catania-Avellino            | [ 87 ]        | annullata     |
| 20 ott.      | 0-2          | Latina-Catanzaro            | 1-3           | 26 feb.       |
| 20 ott.      | 0-0          | Messina-Vibonese            | 3-1           | 26 feb.       |
| 20 ott.      | 1-0          | Monopoli-Juve Stabia        | 1-0           | 26 feb.       |
| 20 ott.      | 2-0          | Paganese-Potenza            | 1-1           | 23 mar.       |
| 20 ott.      | 1-0          | Palermo-Virtus Francavilla  | 1-2           | 26 feb.       |
| 20 ott.      | 2-1          | Taranto-Fidelis Andria      | 0-3           | 26 feb.       |
| 20 ott.      | 2-3          | Turris-Campobasso           | 3-3           | 7 apr.        |

| andata (9ª) | andata (9ª) | 9ª giornata                | ritorno (28ª) | ritorno (28ª) |
|             |             |                            |               |               |
| 17 ott.     | 1-3         | Campobasso-Bari            | 3-2           | 19 feb.       |
| 17 ott.     | 3-0         | Catanzaro-Taranto          | 1-0           | 19 feb.       |
| 17 ott.     | 1-1         | Fidelis Andria-Avellino    | 0-2           | 19 feb.       |
| 17 ott.     | 1-0         | Foggia-Monopoli            | 1-0           | 19 feb.       |
| 17 ott.     | 2-3         | Juve Stabia-AZ Picerno     | 0-1           | 19 feb.       |
| 17 ott.     | 1-0         | Monterosi Tuscia-Paganese  | 3-0           | 19 feb.       |
| 17 ott.     | 2-3         | Potenza-Messina            | 0-2           | 19 feb.       |
| 17 ott.     | 3-0         | Turris-Palermo             | 0-5           | 19 feb.       |
| 17 ott.     | 2-0         | Vibonese-Latina            | 2-3           | 19 feb.       |
| annullata   | [ 87 ]      | Virtus Francavilla-Catania | [ 87 ]        | annullata     |

| andata (10ª) | andata (10ª) | 10ª giornata                | ritorno (29ª) | ritorno (29ª) |
|              |              |                             |               |               |
| 20 ott.      | 2-0          | AZ Picerno-Monterosi Tuscia | 1-1           | 26 feb.       |
| 20 ott.      | 1-1          | Bari-Foggia                 | 2-2           | 26 feb.       |
| annullata    | [ 87 ]       | Catania-Avellino            | [ 87 ]        | annullata     |
| 20 ott.      | 0-2          | Latina-Catanzaro            | 1-3           | 26 feb.       |
| 20 ott.      | 0-0          | Messina-Vibonese            | 3-1           | 26 feb.       |
| 20 ott.      | 1-0          | Monopoli-Juve Stabia        | 1-0           | 26 feb.       |
| 20 ott.      | 2-0          | Paganese-Potenza            | 1-1           | 23 mar.       |
| 20 ott.      | 1-0          | Palermo-Virtus Francavilla  | 1-2           | 26 feb.       |
| 20 ott.      | 2-1          | Taranto-Fidelis Andria      | 0-3           | 26 feb.       |
| 20 ott.      | 2-3          | Turris-Campobasso           | 3-3           | 7 apr.        |

| andata (11ª) | andata (11ª) | 11ª giornata             | ritorno (30ª) | ritorno (30ª) |
|              |              |                          |               |               |
| 24 ott.      | 3-0          | Avellino-Paganese        | 2-0           | 5 mar.        |
| 24 ott.      | 1-1          | Campobasso-AZ Picerno    | 2-3           | 30 mar.       |
| 24 ott.      | 1-2          | Catanzaro-Monopoli       | 1-2           | 5 mar.        |
| 24 ott.      | 1-0          | Fidelis Andria-Turris    | 0-1           | 6 mar.        |
| 24 ott.      | 1-1          | Foggia-Taranto           | 1-1           | 5 mar.        |
| 24 ott.      | 1-0          | Juve Stabia-Messina      | 1-0           | 5 mar.        |
| annullata    | [ 87 ]       | Monterosi Tuscia-Catania | [ 87 ]        | annullata     |
| 24 ott.      | 2-1          | Potenza-Latina           | 3-0           | 5 mar.        |
| 24 ott.      | 1-3          | Vibonese-Palermo         | 0-3           | 5 mar.        |
| 24 ott.      | 3-0          | Virtus Francavilla-Bari  | 1-2           | 5 mar.        |

| andata (12ª) | andata (12ª) | 12ª giornata                | ritorno (31ª) | ritorno (31ª) |
|              |              |                             |               |               |
| 30 ott.      | 1-1          | AZ Picerno-Foggia           | 2-3           | 13 mar.       |
| 30 ott.      | 2-1          | Bari-Catanzaro              | 2-1           | 13 mar.       |
| annullata    | [ 87 ]       | Catania-Vibonese            | [ 87 ]        | annullata     |
| 30 ott.      | 1-0          | Latina-Fidelis Andria       | 1-1           | 13 mar.       |
| 31 ott.      | 2-0          | Messina-Campobasso          | 0-2           | 13 mar.       |
| 30 ott.      | 2-0          | Monopoli-Monterosi Tuscia   | 1-0           | 13 mar.       |
| 30 ott.      | 2-1          | Paganese-Virtus Francavilla | 3-3           | 13 mar.       |
| 31 ott.      | 1-1          | Palermo-Avellino            | 2-1           | 13 mar.       |
| 30 ott.      | 2-1          | Taranto-Potenza             | 1-1           | 13 mar.       |
| 30 ott.      | 2-1          | Turris-Juve Stabia          | 0-3           | 13 mar.       |

| andata (11ª) | andata (11ª) | 11ª giornata             | ritorno (30ª) | ritorno (30ª) |
|              |              |                          |               |               |
| 24 ott.      | 3-0          | Avellino-Paganese        | 2-0           | 5 mar.        |
| 24 ott.      | 1-1          | Campobasso-AZ Picerno    | 2-3           | 30 mar.       |
| 24 ott.      | 1-2          | Catanzaro-Monopoli       | 1-2           | 5 mar.        |
| 24 ott.      | 1-0          | Fidelis Andria-Turris    | 0-1           | 6 mar.        |
| 24 ott.      | 1-1          | Foggia-Taranto           | 1-1           | 5 mar.        |
| 24 ott.      | 1-0          | Juve Stabia-Messina      | 1-0           | 5 mar.        |
| annullata    | [ 87 ]       | Monterosi Tuscia-Catania | [ 87 ]        | annullata     |
| 24 ott.      | 2-1          | Potenza-Latina           | 3-0           | 5 mar.        |
| 24 ott.      | 1-3          | Vibonese-Palermo         | 0-3           | 5 mar.        |
| 24 ott.      | 3-0          | Virtus Francavilla-Bari  | 1-2           | 5 mar.        |

| andata (12ª) | andata (12ª) | 12ª giornata                | ritorno (31ª) | ritorno (31ª) |
|              |              |                             |               |               |
| 30 ott.      | 1-1          | AZ Picerno-Foggia           | 2-3           | 13 mar.       |
| 30 ott.      | 2-1          | Bari-Catanzaro              | 2-1           | 13 mar.       |
| annullata    | [ 87 ]       | Catania-Vibonese            | [ 87 ]        | annullata     |
| 30 ott.      | 1-0          | Latina-Fidelis Andria       | 1-1           | 13 mar.       |
| 31 ott.      | 2-0          | Messina-Campobasso          | 0-2           | 13 mar.       |
| 30 ott.      | 2-0          | Monopoli-Monterosi Tuscia   | 1-0           | 13 mar.       |
| 30 ott.      | 2-1          | Paganese-Virtus Francavilla | 3-3           | 13 mar.       |
| 31 ott.      | 1-1          | Palermo-Avellino            | 2-1           | 13 mar.       |
| 30 ott.      | 2-1          | Taranto-Potenza             | 1-1           | 13 mar.       |
| 30 ott.      | 2-1          | Turris-Juve Stabia          | 0-3           | 13 mar.       |

| andata (13ª) | andata (13ª) | 13ª giornata              | ritorno (32ª) | ritorno (32ª) |
|              |              |                           |               |               |
| 6 nov.       | 2-1          | Avellino-Taranto          | 1-0           | 16 mar.       |
| annullata    | [ 87 ]       | Campobasso-Catania        | [ 87 ]        | annullata     |
| 7 nov.       | 2-0          | Catanzaro-Messina         | 3-2           | 16 mar.       |
| 7 nov.       | 0-2          | Fidelis Andria-Palermo    | 1-1           | 16 mar.       |
| 7 nov.       | 3-0          | Foggia-Paganese           | 4-1           | 16 mar.       |
| 6 nov.       | 1-0          | Juve Stabia-Bari          | 0-1           | 16 mar.       |
| 7 nov.       | 1-3          | Monterosi Tuscia-Turris   | 2-0           | 16 mar.       |
| 7 nov.       | 2-0          | Potenza-AZ Picerno        | 1-0           | 16 mar.       |
| 6 nov.       | 1-1          | Vibonese-Monopoli         | 0-3           | 16 mar.       |
| 7 nov.       | 2-1          | Virtus Francavilla-Latina | 0-0           | 16 mar.       |

| andata (14ª) | andata (14ª) | 14ª giornata                  | ritorno (33ª) | ritorno (33ª) |
|              |              |                               |               |               |
| 14 nov.      | 0-1          | AZ Picerno-Virtus Francavilla | 1-0           | 20 mar.       |
| 14 nov.      | 2-0          | Bari-Vibonese                 | 1-0           | 20 mar.       |
| annullata    | [ 87 ]       | Catania-Foggia                | [ 87 ]        | annullata     |
| 14 nov.      | 1-1          | Juve Stabia-Monterosi Tuscia  | 0-3           | 20 mar.       |
| 14 nov.      | 4-1          | Latina-Campobasso             | 0-2           | 20 mar.       |
| 14 nov.      | 0-1          | Messina-Avellino              | 1-1           | 20 mar.       |
| 14 nov.      | 2-0          | Monopoli-Taranto              | 0-2           | 6 apr.        |
| 14 nov.      | 0-1          | Paganese-Fidelis Andria       | 0-1           | 20 mar.       |
| 14 nov.      | 2-0          | Palermo-Potenza               | 2-2           | 20 mar.       |
| 15 nov.      | 1-0          | Turris-Catanzaro              | 0-2           | 20 mar.       |

| andata (13ª) | andata (13ª) | 13ª giornata              | ritorno (32ª) | ritorno (32ª) |
|              |              |                           |               |               |
| 6 nov.       | 2-1          | Avellino-Taranto          | 1-0           | 16 mar.       |
| annullata    | [ 87 ]       | Campobasso-Catania        | [ 87 ]        | annullata     |
| 7 nov.       | 2-0          | Catanzaro-Messina         | 3-2           | 16 mar.       |
| 7 nov.       | 0-2          | Fidelis Andria-Palermo    | 1-1           | 16 mar.       |
| 7 nov.       | 3-0          | Foggia-Paganese           | 4-1           | 16 mar.       |
| 6 nov.       | 1-0          | Juve Stabia-Bari          | 0-1           | 16 mar.       |
| 7 nov.       | 1-3          | Monterosi Tuscia-Turris   | 2-0           | 16 mar.       |
| 7 nov.       | 2-0          | Potenza-AZ Picerno        | 1-0           | 16 mar.       |
| 6 nov.       | 1-1          | Vibonese-Monopoli         | 0-3           | 16 mar.       |
| 7 nov.       | 2-1          | Virtus Francavilla-Latina | 0-0           | 16 mar.       |

| andata (14ª) | andata (14ª) | 14ª giornata                  | ritorno (33ª) | ritorno (33ª) |
|              |              |                               |               |               |
| 14 nov.      | 0-1          | AZ Picerno-Virtus Francavilla | 1-0           | 20 mar.       |
| 14 nov.      | 2-0          | Bari-Vibonese                 | 1-0           | 20 mar.       |
| annullata    | [ 87 ]       | Catania-Foggia                | [ 87 ]        | annullata     |
| 14 nov.      | 1-1          | Juve Stabia-Monterosi Tuscia  | 0-3           | 20 mar.       |
| 14 nov.      | 4-1          | Latina-Campobasso             | 0-2           | 20 mar.       |
| 14 nov.      | 0-1          | Messina-Avellino              | 1-1           | 20 mar.       |
| 14 nov.      | 2-0          | Monopoli-Taranto              | 0-2           | 6 apr.        |
| 14 nov.      | 0-1          | Paganese-Fidelis Andria       | 0-1           | 20 mar.       |
| 14 nov.      | 2-0          | Palermo-Potenza               | 2-2           | 20 mar.       |
| 15 nov.      | 1-0          | Turris-Catanzaro              | 0-2           | 20 mar.       |

| andata (15ª) | andata (15ª) | 15ª giornata              | ritorno (34ª) | ritorno (34ª) |
|              |              |                           |               |               |
| 20 nov.      | 1-1          | Avellino-AZ Picerno       | 1-0           | 27 mar.       |
| 21 nov.      | 1-1          | Campobasso-Foggia         | 2-5           | 27 mar.       |
| 21 nov.      | 1-1          | Catanzaro-Juve Stabia     | 1-1           | 27 mar.       |
| 21 nov.      | 0-3          | Fidelis Andria-Bari       | 0-0           | 27 mar.       |
| 20 nov.      | 1-0          | Latina-Messina            | 0-1           | 27 mar.       |
| 20 nov.      | 3-0          | Palermo-Paganese          | 2-2           | 27 mar.       |
| 21 nov.      | 0-0          | Potenza-Monopoli          | 1-3           | 27 mar.       |
| annullata    | [ 87 ]       | Taranto-Catania           | [ 90 ]        | annullata     |
| 20 nov.      | 0-0          | Vibonese-Monterosi Tuscia | 0-0           | 27 mar.       |
| 21 nov.      | 1-2          | Virtus Francavilla-Turris | 0-1           | 13 apr.       |

| andata (16ª) | andata (16ª) | 16ª giornata                  | ritorno (35ª) | ritorno (35ª) |
|              |              |                               |               |               |
| 28 nov.      | 1-0          | AZ Picerno-Palermo            | 0-4           | 3 apr.        |
| 27 nov.      | 3-1          | Bari-Latina                   | 1-0           | 3 apr.        |
| 27 nov.      | 2-2          | Campobasso-Virtus Francavilla | 4-4           | 3 apr.        |
| annullata    | [ 87 ]       | Catania-Potenza               | [ 87 ]        | annullata     |
| 28 nov.      | 5-2          | Foggia-Vibonese               | 1-1           | 3 apr.        |
| 29 nov.      | 3-2          | Juve Stabia-Taranto           | 0-0           | 3 apr.        |
| 28 nov.      | 2-3          | Messina-Fidelis Andria        | 0-0           | 3 apr.        |
| 27 nov.      | 1-0          | Monopoli-Paganese             | 1-0           | 2 apr.        |
| 28 nov.      | 1-1          | Monterosi Tuscia-Catanzaro    | 2-1           | 3 apr.        |
| 28 nov.      | 1-2          | Turris-Avellino               | 0-1           | 4 apr.        |

| andata (15ª) | andata (15ª) | 15ª giornata              | ritorno (34ª) | ritorno (34ª) |
|              |              |                           |               |               |
| 20 nov.      | 1-1          | Avellino-AZ Picerno       | 1-0           | 27 mar.       |
| 21 nov.      | 1-1          | Campobasso-Foggia         | 2-5           | 27 mar.       |
| 21 nov.      | 1-1          | Catanzaro-Juve Stabia     | 1-1           | 27 mar.       |
| 21 nov.      | 0-3          | Fidelis Andria-Bari       | 0-0           | 27 mar.       |
| 20 nov.      | 1-0          | Latina-Messina            | 0-1           | 27 mar.       |
| 20 nov.      | 3-0          | Palermo-Paganese          | 2-2           | 27 mar.       |
| 21 nov.      | 0-0          | Potenza-Monopoli          | 1-3           | 27 mar.       |
| annullata    | [ 87 ]       | Taranto-Catania           | [ 90 ]        | annullata     |
| 20 nov.      | 0-0          | Vibonese-Monterosi Tuscia | 0-0           | 27 mar.       |
| 21 nov.      | 1-2          | Virtus Francavilla-Turris | 0-1           | 13 apr.       |

| andata (16ª) | andata (16ª) | 16ª giornata                  | ritorno (35ª) | ritorno (35ª) |
|              |              |                               |               |               |
| 28 nov.      | 1-0          | AZ Picerno-Palermo            | 0-4           | 3 apr.        |
| 27 nov.      | 3-1          | Bari-Latina                   | 1-0           | 3 apr.        |
| 27 nov.      | 2-2          | Campobasso-Virtus Francavilla | 4-4           | 3 apr.        |
| annullata    | [ 87 ]       | Catania-Potenza               | [ 87 ]        | annullata     |
| 28 nov.      | 5-2          | Foggia-Vibonese               | 1-1           | 3 apr.        |
| 29 nov.      | 3-2          | Juve Stabia-Taranto           | 0-0           | 3 apr.        |
| 28 nov.      | 2-3          | Messina-Fidelis Andria        | 0-0           | 3 apr.        |
| 27 nov.      | 1-0          | Monopoli-Paganese             | 1-0           | 2 apr.        |
| 28 nov.      | 1-1          | Monterosi Tuscia-Catanzaro    | 2-1           | 3 apr.        |
| 28 nov.      | 1-2          | Turris-Avellino               | 0-1           | 4 apr.        |

| andata (17ª) | andata (17ª) | 17ª giornata                        | ritorno (36ª) | ritorno (36ª) |
|              |              |                                     |               |               |
| 6 dic.       | 1-1          | Avellino-Bari                       | 0-1           | 10 apr.       |
| 5 dic.       | 2-0          | Catanzaro-Foggia                    | 6-2           | 11 apr.       |
| 5 dic.       | 2-3          | Fidelis Andria-AZ Picerno           | 0-3           | 10 apr.       |
| annullata    | [ 87 ]       | Latina-Catania                      | [ 90 ]        | annullata     |
| 5 dic.       | 3-1          | Paganese-Juve Stabia                | 0-4           | 10 apr.       |
| 5 dic.       | 2-1          | Palermo-Monopoli                    | 2-0           | 9 apr.        |
| 5 dic.       | 0-0          | Potenza-Turris                      | 2-0           | 10 apr.       |
| 5 dic.       | 0-0          | Taranto-Messina                     | 0-1           | 10 apr.       |
| 5 dic.       | 2-0          | Vibonese-Campobasso                 | 1-4           | 10 apr.       |
| 5 dic.       | 1-0          | Virtus Francavilla-Monterosi Tuscia | 0-1           | 10 apr.       |

| andata (18ª) | andata (18ª) | 18ª giornata                    | ritorno (37ª) | ritorno (37ª) |
|              |              |                                 |               |               |
| 11 dic.      | 5-3          | AZ Picerno-Paganese             | 3-2           | 16 apr.       |
| 12 dic.      | 3-1          | Bari-Taranto                    | 0-0           | 16 apr.       |
| 11 dic.      | 1-2          | Campobasso-Catanzaro            | 0-3           | 16 apr.       |
| annullata    | [ 87 ]       | Catania-Palermo                 | [ 90 ]        | annullata     |
| 11 dic.      | 1-0          | Foggia-Virtus Francavilla       | 2-2           | 16 apr.       |
| 11 dic.      | 3-0          | Juve Stabia-Potenza             | 1-1           | 16 apr.       |
| 12 dic.      | 0-0          | Monopoli-Latina                 | 0-0           | 16 apr.       |
| 11 dic.      | 1-0          | Monterosi Tuscia-Fidelis Andria | 0-0           | 16 apr.       |
| 12 dic.      | 5-0          | Turris-Messina                  | 2-1           | 16 apr.       |
| 12 dic.      | 0-1          | Vibonese-Avellino               | 1-3           | 16 apr.       |

| andata (17ª) | andata (17ª) | 17ª giornata                        | ritorno (36ª) | ritorno (36ª) |
|              |              |                                     |               |               |
| 6 dic.       | 1-1          | Avellino-Bari                       | 0-1           | 10 apr.       |
| 5 dic.       | 2-0          | Catanzaro-Foggia                    | 6-2           | 11 apr.       |
| 5 dic.       | 2-3          | Fidelis Andria-AZ Picerno           | 0-3           | 10 apr.       |
| annullata    | [ 87 ]       | Latina-Catania                      | [ 90 ]        | annullata     |
| 5 dic.       | 3-1          | Paganese-Juve Stabia                | 0-4           | 10 apr.       |
| 5 dic.       | 2-1          | Palermo-Monopoli                    | 2-0           | 9 apr.        |
| 5 dic.       | 0-0          | Potenza-Turris                      | 2-0           | 10 apr.       |
| 5 dic.       | 0-0          | Taranto-Messina                     | 0-1           | 10 apr.       |
| 5 dic.       | 2-0          | Vibonese-Campobasso                 | 1-4           | 10 apr.       |
| 5 dic.       | 1-0          | Virtus Francavilla-Monterosi Tuscia | 0-1           | 10 apr.       |

| andata (18ª) | andata (18ª) | 18ª giornata                    | ritorno (37ª) | ritorno (37ª) |
|              |              |                                 |               |               |
| 11 dic.      | 5-3          | AZ Picerno-Paganese             | 3-2           | 16 apr.       |
| 12 dic.      | 3-1          | Bari-Taranto                    | 0-0           | 16 apr.       |
| 11 dic.      | 1-2          | Campobasso-Catanzaro            | 0-3           | 16 apr.       |
| annullata    | [ 87 ]       | Catania-Palermo                 | [ 90 ]        | annullata     |
| 11 dic.      | 1-0          | Foggia-Virtus Francavilla       | 2-2           | 16 apr.       |
| 11 dic.      | 3-0          | Juve Stabia-Potenza             | 1-1           | 16 apr.       |
| 12 dic.      | 0-0          | Monopoli-Latina                 | 0-0           | 16 apr.       |
| 11 dic.      | 1-0          | Monterosi Tuscia-Fidelis Andria | 0-0           | 16 apr.       |
| 12 dic.      | 5-0          | Turris-Messina                  | 2-1           | 16 apr.       |
| 12 dic.      | 0-1          | Vibonese-Avellino               | 1-3           | 16 apr.       |

| \| andata (19ª) \| andata (19ª) \| 19ª giornata \| ritorno (38ª) \| ritorno (38ª) \| \| \| \| \| \| \| \| 19 dic. \| 2-2 \| Avellino-Foggia \| 0-2 \| 24 apr. \| \| 19 dic. \| 1-1 \| Catanzaro-Vibonese \| 3-0 \| 24 apr. \| \| 19 dic. \| 1-2 \| Fidelis Andria-Monopoli \| 1-2 \| 24 apr. \| \| 19 dic. \| 3-3 \| Latina-Monterosi Tuscia \| 1-0 \| 24 apr. \| \| annullata \| [87] \| Messina-Catania \| [90] \| annullata \| \| 19 dic. \| 1-1 \| Paganese-Turris \| 2-4 \| 24 apr. \| \| 19 dic. \| 0-0 \| Palermo-Bari \| 2-0 \| 24 apr. \| \| 19 dic. \| 0-1 \| Potenza-Campobasso \| 1-1 \| 24 apr. \| \| 19 dic. \| 2-0 \| Taranto-AZ Picerno \| 2-2 \| 24 apr. \| \| 19 dic. \| 3-0 \| Virtus Francavilla-Juve Stabia \| 0-4 \| 24 apr. \| |              |                                |               |               |
| andata (19ª) | andata (19ª) | 19ª giornata                   | ritorno (38ª) | ritorno (38ª) |
| |              |                                |               |               |
| 19 dic. | 2-2          | Avellino-Foggia                | 0-2           | 24 apr.       |
| 19 dic. | 1-1          | Catanzaro-Vibonese             | 3-0           | 24 apr.       |
| 19 dic. | 1-2          | Fidelis Andria-Monopoli        | 1-2           | 24 apr.       |
| 19 dic. | 3-3          | Latina-Monterosi Tuscia        | 1-0           | 24 apr.       |
| annullata | [ 87 ]       | Messina-Catania                | [ 90 ]        | annullata     |
| 19 dic. | 1-1          | Paganese-Turris                | 2-4           | 24 apr.       |
| 19 dic. | 0-0          | Palermo-Bari                   | 2-0           | 24 apr.       |
| 19 dic. | 0-1          | Potenza-Campobasso             | 1-1           | 24 apr.       |
| 19 dic. | 2-0          | Taranto-AZ Picerno             | 2-2           | 24 apr.       |
| 19 dic. | 3-0          | Virtus Francavilla-Juve Stabia | 0-4           | 24 apr.       |

| andata (19ª) | andata (19ª) | 19ª giornata                   | ritorno (38ª) | ritorno (38ª) |
|              |              |                                |               |               |
| 19 dic.      | 2-2          | Avellino-Foggia                | 0-2           | 24 apr.       |
| 19 dic.      | 1-1          | Catanzaro-Vibonese             | 3-0           | 24 apr.       |
| 19 dic.      | 1-2          | Fidelis Andria-Monopoli        | 1-2           | 24 apr.       |
| 19 dic.      | 3-3          | Latina-Monterosi Tuscia        | 1-0           | 24 apr.       |
| annullata    | [ 87 ]       | Messina-Catania                | [ 90 ]        | annullata     |
| 19 dic.      | 1-1          | Paganese-Turris                | 2-4           | 24 apr.       |
| 19 dic.      | 0-0          | Palermo-Bari                   | 2-0           | 24 apr.       |
| 19 dic.      | 0-1          | Potenza-Campobasso             | 1-1           | 24 apr.       |
| 19 dic.      | 2-0          | Taranto-AZ Picerno             | 2-2           | 24 apr.       |
| 19 dic.      | 3-0          | Virtus Francavilla-Juve Stabia | 0-4           | 24 apr.       |

### Spareggi

#### Play-off

##### Primo turno
|                    | Risultati |                  | Luogo e data                        |
| ------------------ | --------- | ---------------- | ----------------------------------- |
| Monopoli           | 1-1       | AZ Picerno       | Monopoli, 1º maggio 2022            |
| Virtus Francavilla | 2-2       | Monterosi Tuscia | Francavilla Fontana, 1º maggio 2022 |
| Foggia             | 2-0       | Turris           | Foggia, 1º maggio 2022              |

##### Secondo turno
|          | Risultati |                    | Luogo e data            |
| -------- | --------- | ------------------ | ----------------------- |
| Avellino | 1-2       | Foggia             | Avellino, 4 maggio 2022 |
| Monopoli | 1-0       | Virtus Francavilla | Monopoli, 4 maggio 2022 |

#### Play-out
|                | Risultati |                | Luogo e data           |
| -------------- | --------- | -------------- | ---------------------- |
| Paganese       | 1-0       | Fidelis Andria | Pagani, 7 maggio 2022  |
| Fidelis Andria | 1-0       | Paganese       | Andria, 14 maggio 2022 |

### Statistiche

#### Squadre

##### Primati stagionali
Squadre
- Maggior numero di vittorie: Bari (22)
- Minor numero di vittorie: Vibonese (3)
- Maggior numero di pareggi: Foggia e Taranto (15)
- Minor numero di pareggi: Turris (4)
- Maggior numero di sconfitte: Paganese (22)
- Minor numero di sconfitte: Bari (5)
- Miglior attacco: Palermo (64 gol fatti)
- Peggior attacco: Vibonese (24 gol fatti)
- Miglior difesa: Avellino, Bari e Catanzaro (26 gol subiti)
- Peggior difesa: Paganese (69 gol subiti)
- Miglior differenza reti: Catanzaro e Palermo (+31)
- Peggior differenza reti: Vibonese (-36)

Partite
- Partita con più reti: Paganese-Messina 4-4 (8, 1ª giornata), AZ Picerno-Paganese 5-3 (8, 18ª giornata), Virtus Francavilla-Campobasso 4-4 (8, 35ª giornata) e Foggia-Catanzaro 2-6 (8, 36ª giornata)
- Partita con maggiore scarto di gol: Turris-Messina 5-0 (5, 18ª giornata) e Palermo-Turris 5-0 (5, 27ª giornata)
- Giornata con maggior numero di gol: 32 (16ª giornata)
- Giornata con minor numero di gol: 11 (4ª giornata)

### Individuali

#### Classifica marcatori
| Gol | Rigori |  | Giocatore            | Squadra            |
| --- | ------ |  | -------------------- | ------------------ |
| 25  | 4      |  | Matteo Brunori       | Palermo            |
| 15  |        |  | Vito Leonetti        | Turris             |
| 15  | 6      |  | Mirco Antenucci      | Bari               |
| 13  |        |  | Alexis Ferrante      | Foggia             |
| 13  | 3      |  | Rocco Costantino     | Monterosi Tuscia   |
| 12  | 3      |  | Alessio Curcio       | Foggia             |
| 11  |        |  | Matteo Stoppa        | Juve Stabia        |
| 11  | 1      |  | Michael Liguori      | Campobasso         |
| 11  | 3      |  | Cristian Carletti    | Latina             |
| 10  |        |  | Emanuele Santaniello | Turris             |
| 10  | 2      |  | Edoardo Soleri       | Palermo            |
| 10  | 2      |  | Luca Giannone        | Turris             |
| 10  | 3      |  | Andrea Saraniti      | Taranto            |
| 10  | 1      |  | Riccardo Maniero     | Avellino           |
| 10  | 5      |  | Pasquale Maiorino    | Virtus Francavilla |

## Play-off (fase nazionale)

### Primo turno
|                | Risultati |                | Luogo e data               |
| -------------- | --------- | -------------- | -------------------------- |
| Pescara        | 3-3       | Feralpisalò    | Pescara, 8 maggio 2022     |
| Feralpisalò    | 2-1       | Pescara        | Salò, 12 maggio 2022       |
|                |           |                |                            |
| Foggia         | 1-0       | Virtus Entella | Foggia, 8 maggio 2022      |
| Virtus Entella | 2-1       | Foggia         | Chiavari, 12 maggio 2022   |
|                |           |                |                            |
| Triestina      | 1-2       | Palermo        | Trieste, 8 maggio 2022     |
| Palermo        | 1-1       | Triestina      | Palermo, 12 maggio 2022    |
|                |           |                |                            |
| Monopoli       | 1-2       | Cesena         | Monopoli, 8 maggio 2022    |
| Cesena         | 0-3       | Monopoli       | Cesena, 12 maggio 2022     |
|                |           |                |                            |
| Juventus U23   | 1-1       | Renate         | Alessandria, 8 maggio 2022 |
| Renate         | 0-1       | Juventus U23   | Meda, 12 maggio 2022       |
|                |           |                |                            |

### Secondo turno
|                | Risultati |                | Luogo e data                  |
| -------------- | --------- | -------------- | ----------------------------- |
| Feralpisalò    | 1-0       | Reggiana       | Salò, 17 maggio 2022          |
| Reggiana       | 1-2       | Feralpisalò    | Reggio Emilia, 20 maggio 2022 |
|                |           |                |                               |
| Monopoli       | 1-2       | Catanzaro      | Monopoli, 17 maggio 2022      |
| Catanzaro      | 1-0       | Monopoli       | Catanzaro, 21 maggio 2022     |
|                |           |                |                               |
| Juventus U23   | 0-1       | Padova         | Alessandria, 17 maggio 2022   |
| Padova         | 0-1       | Juventus U23   | Padova, 21 maggio 2022        |
|                |           |                |                               |
| Virtus Entella | 1-2       | Palermo        | Chiavari, 17 maggio 2022      |
| Palermo        | 2-2       | Virtus Entella | Palermo, 21 maggio 2022       |
|                |           |                |                               |

### Final Four

#### Semifinali
|             | Risultati |             | Luogo e data              |
| ----------- | --------- | ----------- | ------------------------- |
| Catanzaro   | 0-0       | Padova      | Catanzaro, 25 maggio 2022 |
| Padova      | 2-1       | Catanzaro   | Padova, 29 maggio 2022    |
|             |           |             |                           |
| Feralpisalò | 0-3       | Palermo     | Salò, 25 maggio 2022      |
| Palermo     | 1-0       | Feralpisalò | Palermo, 29 maggio 2022   |
|             |           |             |                           |

#### Finale
|         | Risultati |         | Luogo e data            |
| ------- | --------- | ------- | ----------------------- |
| Padova  | 0-1       | Palermo | Padova, 5 giugno 2022   |
| Palermo | 1-0       | Padova  | Palermo, 12 giugno 2022 |
|         |           |         |                         |